# Moormerland

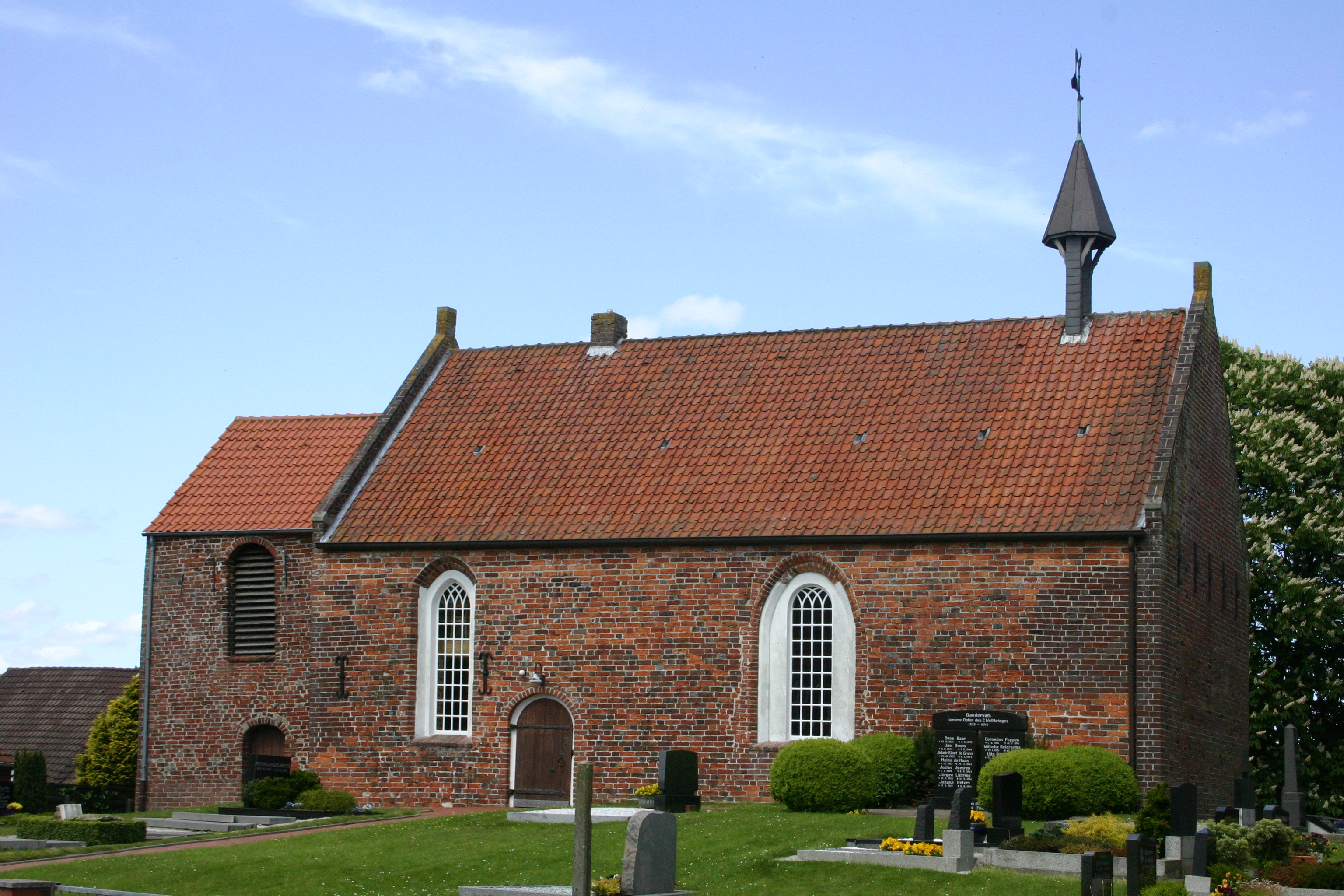
Gandersumer Kirche

Moormerland ist eine aus ursprünglich elf eigenständigen Dörfern gebildete Einheitsgemeinde im Landkreis Leer in Ostfriesland. Sie ist im innerostfriesischen und auch im niedersächsischen Vergleich eine relativ dicht besiedelte ländliche Gemeinde, am dichtesten im Südosten ihres Gebiets, nahe der Kreisstadt Leer. Moormerland hat 23.365 Einwohner und ist nach der Kreisstadt die zweitgrößte Gemeinde im Landkreis und nach Emden, Aurich, Leer und Norden – noch vor den Städten Wittmund, Weener und Wiesmoor – die fünftgrößte Kommune Ostfrieslands. Sitz der Gemeindeverwaltung ist Warsingsfehn.
Der Name Moormerland stammt von einer friesischen Landesgemeinde, die sich vor und während der Häuptlingszeit in diesem Gebiet befand. Das Moormerland war die Heimat des Geschlechts der ostfriesischen Häuptlinge Ukena, die zu Beginn des 15. Jahrhunderts eine einflussreiche Rolle in der ostfriesischen Geschichte spielten. Es ist neben dem Overledingerland, dem Lengenerland und dem Rheiderland eine der vier historischen Landschaften im Landkreis Leer, umfasste jedoch ein deutlich größeres Gebiet als die heutige Gemeinde. Der Ortsteil Oldersum ist historisch bedeutend als früherer Handelsort an der Ems, vor allem aber als Ort des Oldersumer Religionsgesprächs, das den Anstoß zur Reformation in Ostfriesland gab.
Wirtschaftlich ist die Gemeinde von Landwirtschaft, Tourismus und mittelständischen Produktions-, Handwerks- und Handelsbetrieben geprägt. Die Kommune ist in deutlichem Maß eine Auspendler-Gemeinde, vor allem in die Nachbarstädte Emden und Leer.

## Geografie

### Lage und Ausdehnung
Moormerland liegt im nordwestlichen Teil des Landkreises Leer an der Ems mit einer Uferlänge von etwa zehn Kilometern. Der Fluss, der meist ungefähr in Süd-Nord-Richtung fließt, beschreibt dort einen Bogen und biegt nach Westen in Richtung Dollart um. Moormerland liegt innerhalb des Städtedreiecks Emden–Aurich–Leer und wird damit von den drei größten ostfriesischen Städten „eingerahmt“. An zwei dieser Städte, Emden und Leer, grenzt die Gemeinde unmittelbar an. Nahe gelegene Großstädte sind Oldenburg (zirka 54 Kilometer ostsüdöstlich) und Groningen in den Niederlanden (zirka 62 Kilometer westsüdwestlich). Das Regionale Raumordnungsprogramm des Landkreises Leer teilt dem Hauptort Warsingsfehn sowie den Orten Neermoor und Veenhusen die Funktion eines Grundzentrums für das Gemeindegebiet zu.
Benannt wurde die Gemeinde nach der gleichnamigen friesischen Landesgemeinde des Mittelalters. Die Landesgemeinde umfasste neben dem modernen Moormerland auch das Gebiet der heutigen Samtgemeinden Jümme und Hesel sowie der Stadt Leer. Das Moormerland ist eine der vier historischen Regionen auf dem Gebiet des Kreises Leer. Neben dem Moormerland sind dies das Rheiderland am gegenüberliegenden Ufer der Ems sowie das Lengenerland und das Overledingerland. Nach den beiden letztgenannten sind seit den 1970er Jahren ebenfalls moderne Gemeinden benannt (Westoverledingen, Uplengen).
Die Gemeinde erstreckt sich auf 122 Quadratkilometern, was sie flächenmäßig zur zweitgrößten im Landkreis Leer (nach Uplengen) und zur neuntgrößten Ostfrieslands macht. Bei rund 22.500 Einwohnern ergibt sich eine Einwohnerdichte von rund 184 pro Quadratkilometer. Sie liegt damit über dem ostfriesischen (rund 148) und auch über dem niedersächsischen (etwa 166), jedoch unter dem Durchschnitt der Bundesrepublik Deutschland mit ungefähr 229 Einwohnern pro Quadratkilometer. Die größte Ost-West-Ausdehnung beträgt ungefähr 17,2 Kilometer zwischen der Grenze zur Samtgemeinde Hesel in der Gemarkung Jheringsfehn und der Grenze zur Stadt Emden bei Gandersum, die größte Nord-Süd-Ausdehnung etwa 10,7 Kilometer zwischen dem Fehntjer Tief im Norden und der Grenze zur Stadt Leer südlich von Veenhusen.

### Geologie und Böden

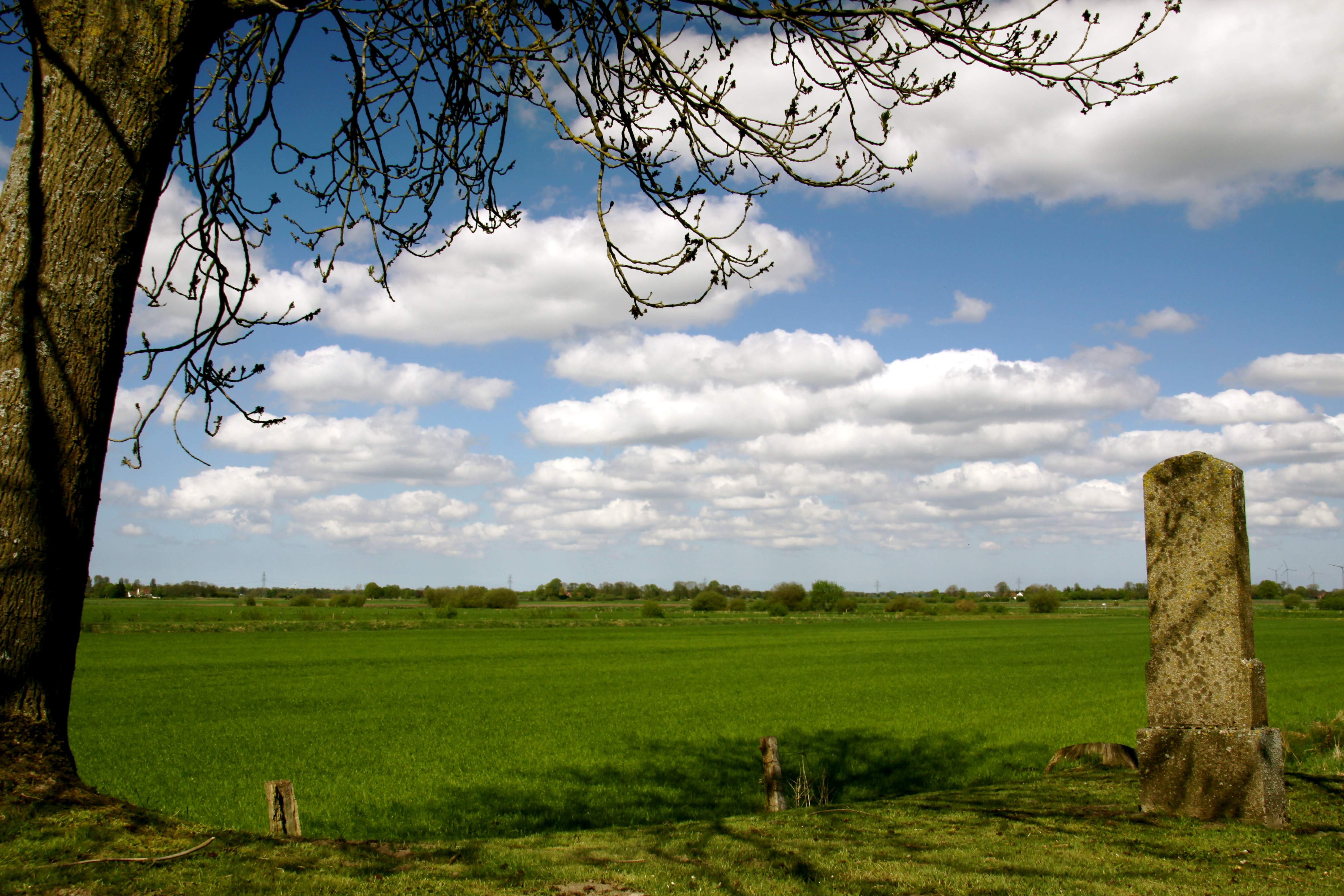
Landschaft bei Jheringsfehn

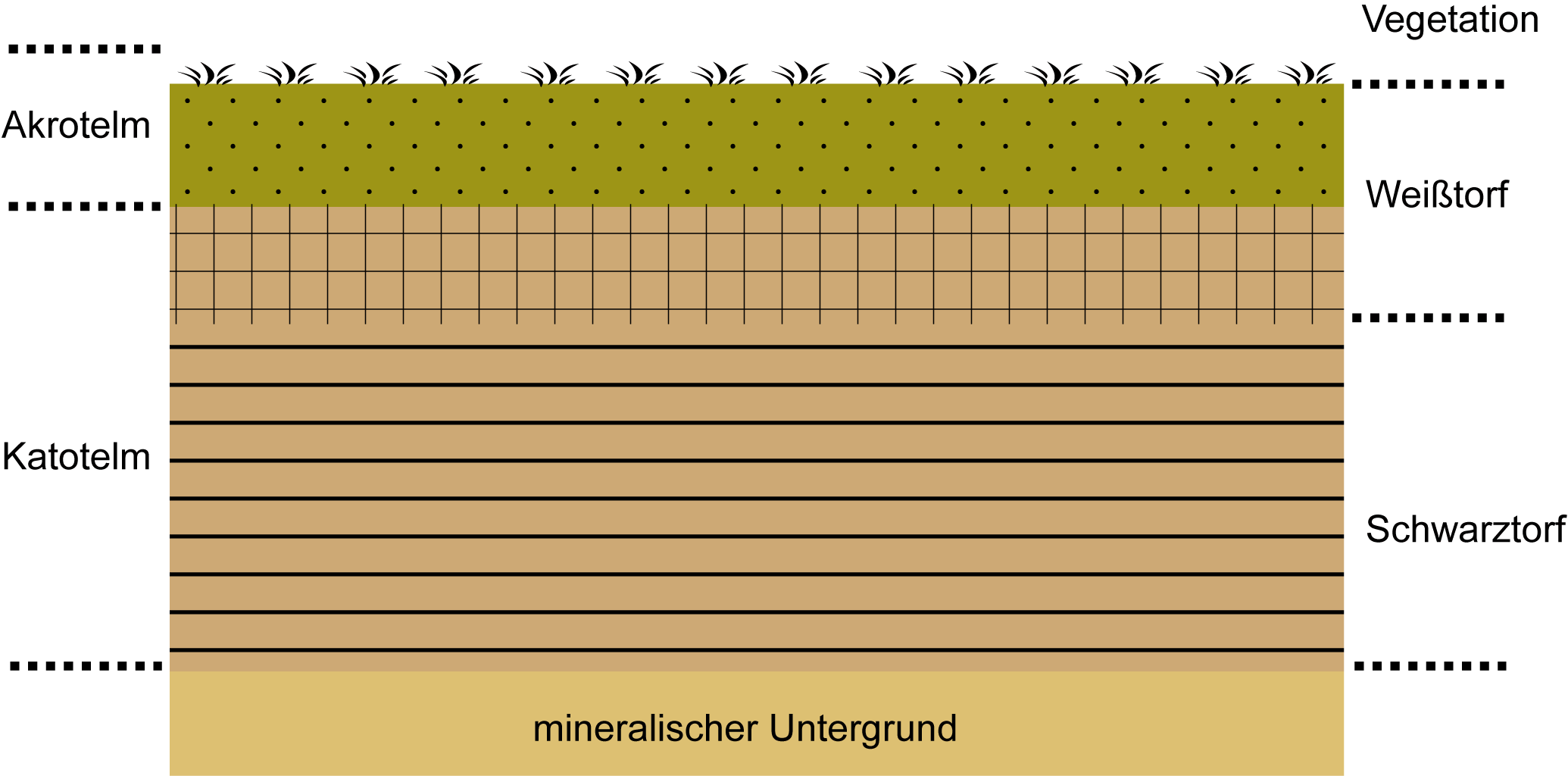
Torfschichten im Moor

Der geologische Untergrund des Moormerlands wird durch Sedimente aus dem Pleistozän und Holozän bestimmt. Das Gemeindegebiet ist von den Flussmarschen der Ems und ausgedehnten Moorgebieten im östlichen Teil der Gemeindefläche geprägt. Das Gebiet der Gemeinde Moormerland vereint die drei typischen Landschaftsformen des ostfriesischen Festlands: Marsch, Geest und Moor. Diese verlaufen jeweils grob in Nord-Süd-Richtung und befinden sich in der genannten Reihenfolge von West nach Ost. Entlang der Ems liegt die Marsch, die im äußersten Nordwesten der Gemeinde nahe Oldersum fruchtbare Jungmarschböden aufweist. Weiter südlich entlang der Ems gibt es überschlickte Randmoore (Überflutungsmoore). In Richtung Osten schließt sich ein schmaler Geeststreifen an, der teilweise von Niedermoorflächen durchbrochen wird. Der Ortsteil Tergast im äußersten Nordwesten liegt auf einer Geestinsel inmitten von Marsch und überschlickten Randmooren. Der Osten des Gemeindegebietes besteht aus Hochmoor, ganz im Norden liegt die Flussmarsch des Fehntjer Tiefs.
Die Böden der Gemeinde weisen dieselbe Vielfalt auf wie der geologische Aufbau. Außendeichs an der Ems befinden sich noch unentwickelte Flussmarschböden, denen unmittelbar binnendeichs Übergangs-Brackmarschböden folgen, weiter im Binnenland dann abgelöst von schweren Knickmarschböden und Moormarschböden. Die beiden letztgenannten weisen eine hohe Dichte auf, weil in früheren Jahrhunderten bei Überflutungen die feinsten Schwebstoffe am weitesten landeinwärts drangen und sich ablagerten, die Körnigkeit des Bodens daher sehr fein ist. Dementsprechend sind die Knick- und Moormarschböden ackerbaulich auch schwerer zu bearbeiten als die Brackmarschböden. Im Bereich um den Ortsteil Tergast findet sich Braunerde, weite Teile der Gemarkungen Neermoor und Hatshausen bestehen aus Podsolböden in trockener Lage mit Ortstein darunter. Der Osten des Gemeindegebietes wird von Hochmoor- und Niedermoorböden gebildet, die fast ausnahmslos kultiviert sind.
Die höchste Erhebung in der Gemeinde ist der künstlich aufgeschüttete, 14,8 Meter hohe Fehntjer Berg in Warsingsfehn. Er entstand Anfang der 1970er Jahre durch Sandaufschüttungen beim Ausbaggern des Sauteler Kanals (siehe Gewässer).

### Gewässer

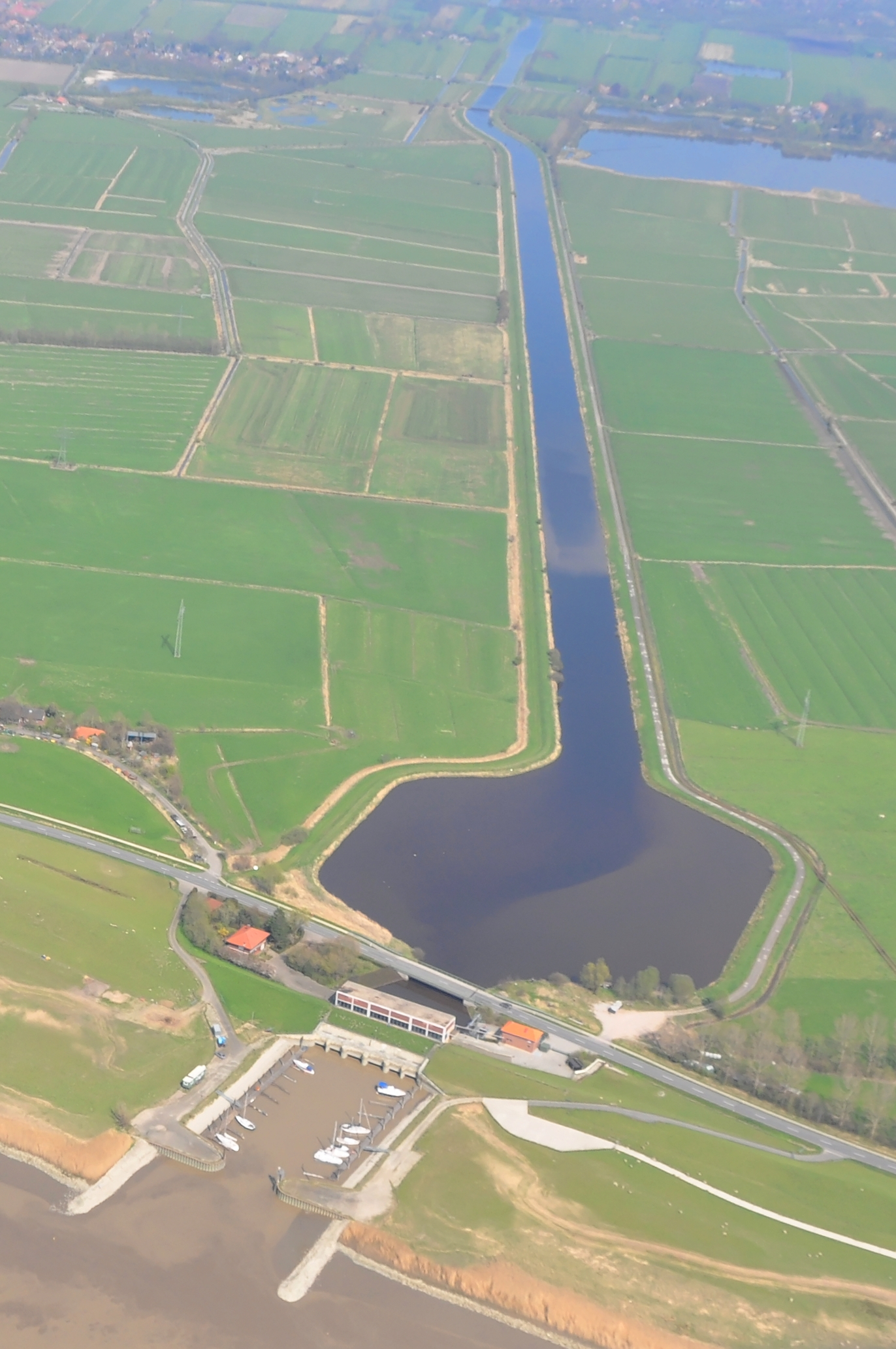
Sauteler Kanal aus der Luft

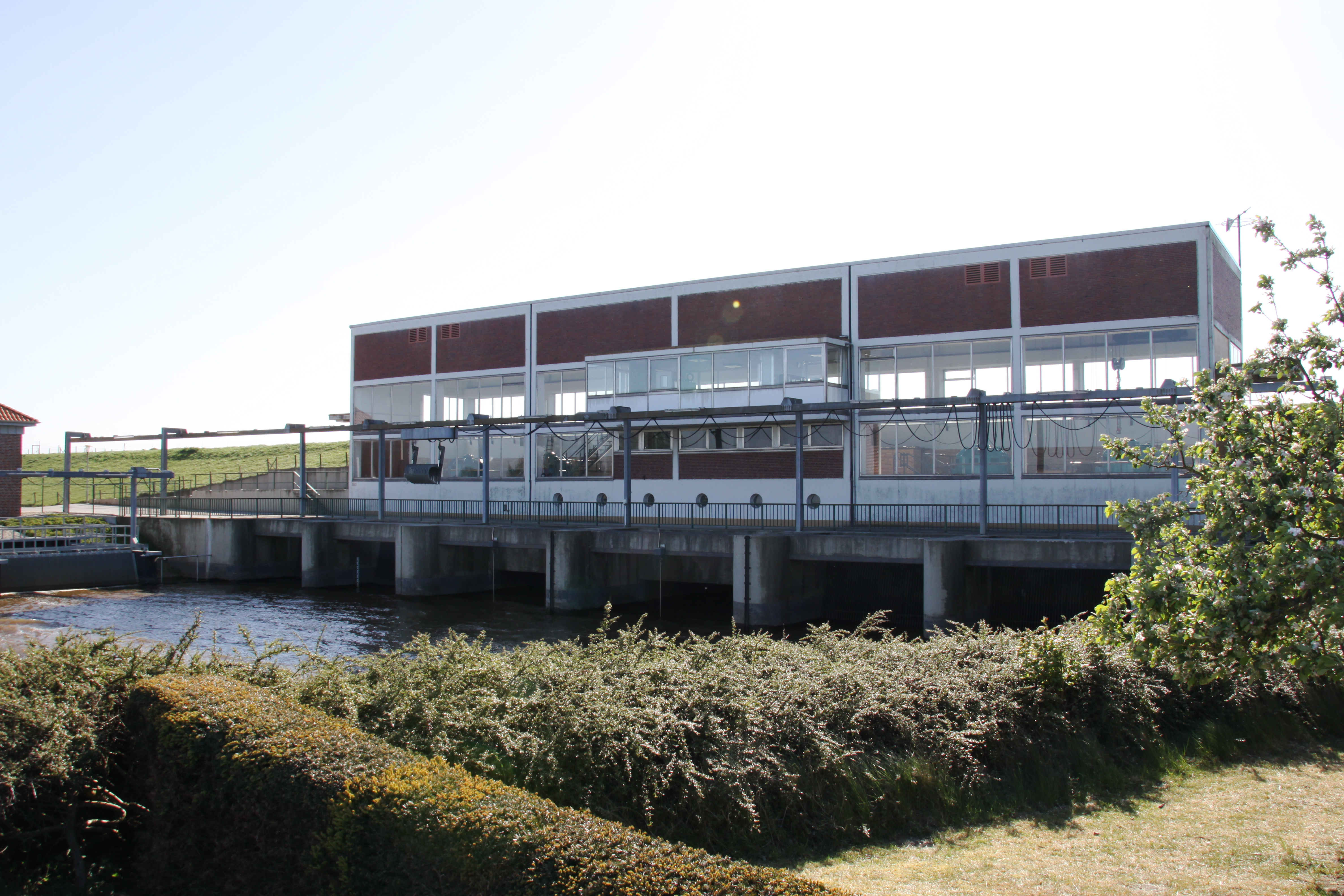
Schöpfwerk am Sauteler Kanal

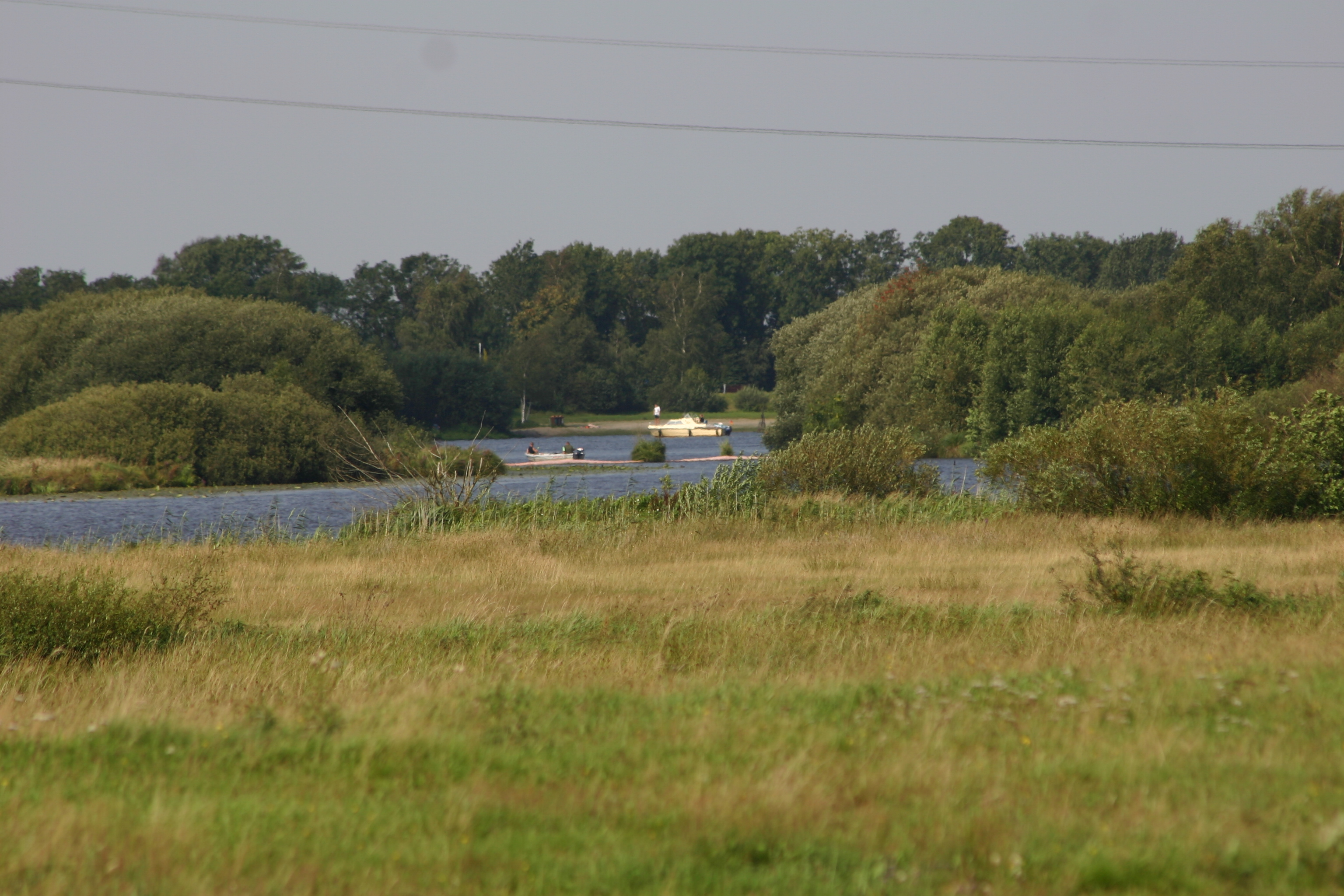
Naturschutzgebiet Boekzeteler Meer (Vordergrund) und das Freizeitgebiet Timmeler Meer (Hintergrund) mit Sportbooten

Die Gemeinde wird im Westen von der Ems begrenzt, die dort bereits Seeschiffstiefe aufweist. Zwei größere Fließgewässer sind das Fehntjer Tief und der Sauteler Kanal, deren Quellen auf dem Gebiet der Nachbargemeinde Großefehn liegen. Sie dienen der Entwässerung der tief liegenden Gebiete. Für diese Aufgabe ist der Entwässerungsverband Oldersum verantwortlich.
Während das Fehntjer Tief in seinem Oberlauf natürlichen Ursprungs ist und mäandrierend nach Westen fließt, ist der Sauteler Kanal ein künstlich angelegtes Gewässer, das Ende der 1960er und Anfang der 1970er Jahre zur Verbesserung der Entwässerung angelegt wurde. Pläne zum Bau des Kanals gab es jedoch schon einige Jahrzehnte früher. Der Sauteler Kanal entwässert ein Gebiet von rund 20.000 Hektar (200 Quadratkilometer) und damit etwas mehr als 1/16 der gesamten ostfriesischen Landfläche. Er hat eine Länge von ca. 23 Kilometern. Der Kanal beginnt wenige hundert Meter westlich von Aurich-Oldendorf in der Nachbargemeinde Großefehn und mündet südlich des Moormerländer Ortsteils Terborg mit einem Schöpfwerk in die Ems.
Vom Sauteler Kanal zweigen die Fehnkanäle der Ortschaften Warsingsfehn, Jheringsfehn und Boekzetelerfehn ab. Die kleineren unter ihnen heißen Wieken und sind zu schmal und zu flach, um selbst von kleineren Motorbooten befahren werden zu können. Während der Abtorfung der Fehne wurden sie allerdings mit flachgehenden Booten befahren (bzw. getreidelt), die den gestochenen Torf abtransportierten. Größere Fehnkanäle wie der Warsingsfehnkanal und die Heuwieke können von Motorbooten befahren werden. Der Warsingsfehnkanal ist mit dem Rorichumer Tief und über die Heuwieke mit dem Fehntjer Tief verbunden. Das Fehntjer Tief endet in Emden, von dort ist das Wasserstraßennetz im Landkreis Aurich über weitere Kanäle angebunden. Das Rorichumer Tief endet in Oldersum und von dort führt das Oldersumer Tief ebenfalls zum Fehntjer Tief; es besteht auch ein Durchlass zur Ems. Der Sauteler Kanal ist auf dem Gebiet der Nachbargemeinde Neukamperfehn über den Neuefehnkanal mit dem Fehntjer Tief verbunden, so dass nahezu sämtliche Wasserstraßen der Gemeinde untereinander und über das Fehntjer Tief mit Kanälen in den Nachbargemeinden verbunden sind. Der Ems-Seitenkanal, der den Emder Hafen mit dem Hafen in Oldersum verbindet und parallel zur Ems verläuft, wurde ebenfalls künstlich angelegt.
Auf dem Gemeindegebiet befindet sich mit dem Boekzeteler Meer ein Niedermoorsee, die Gemeinde grenzt an das westliche Ufer des Timmeler Meeres. Ein weiterer, wenn auch deutlich kleinerer Moorsee ist das Wolfsmeer im Südosten der Gemeinde. Bei Neermoor und Veenhusen gibt es mehrere Baggerseen, aus denen Sand gewonnen wird. Am östlichen Dorfrand von Tergast befinden sich mehrere Seen, die teils der Trinkwassergewinnung für die Stadtwerke Emden dienen, teils mit Fischen besetzt wurden und für Angler zur Verfügung stehen; einige von ihnen waren früher Kiesgruben.

### Nachbargemeinden
Im Nordwesten grenzt die Gemeinde Moormerland an die kreisfreie Stadt Emden, im Norden an die zum Landkreis Aurich gehörenden Gemeinden Ihlow und Großefehn. Die Grenze zur Gemeinde Ihlow wird überwiegend vom Fehntjer Tief gebildet, die Grenze zur Gemeinde Großefehn vollständig vom südlichen Arm des Fehntjer Tiefs sowie vom Timmeler Meer und dem Boekzeteler Meer, die beide vom südlichen Arm des Tiefs durchflossen werden. Im Osten grenzt Moormerland an drei Mitgliedsgemeinden der Samtgemeinde Hesel: Neukamperfehn, Hesel und auf einem sehr kurzen Abschnitt Holtland. Südlich des Gemeindegebietes liegt die Kreisstadt Leer. Die Gemeinde Jemgum liegt jenseits der Ems im Rheiderland, die Flussmitte bildet die Grenze.

### Flächennutzung
| Nutzung                            | Fläche in ha |
| ---------------------------------- | ------------ |
| Gebäude- und Freifläche            | 1.202        |
| davon Wohnfläche                   | 876          |
| davon Gewerbe- und Industriefläche | 49           |
| Betriebsfläche                     | 60           |
| davon Abbauflächen (bes. Sand)     | 54           |
| Erholungsfläche                    | 55           |
| davon Grünanlage                   | 35           |
| Verkehrsfläche                     | 626          |
| davon Straße, Weg, Platz           | 583          |
| Landwirtschaftsfläche              | 8.831        |
| davon Moor                         | 38           |
| Wasserfläche                       | 985          |
| Waldfläche                         | 178          |
| Flächen anderer Nutzung            | 292          |
| davon Friedhöfe                    | 8            |
| davon Unland                       | 166          |
| Gesamtfläche                       | 12.229       |

Das Gemeindegebiet wird überwiegend (zu fast 73 Prozent) landwirtschaftlich genutzt. Damit liegt Moormerland knapp unter dem ostfriesischen Durchschnitt von rund 75 Prozent, jedoch deutlich über dem bundesrepublikanischen Durchschnitt von 52,3 Prozent. Etwa 7,5 Prozent der Gesamtfläche Moormerlands sind mit Entwässerungsgräben, Fehnkanälen, Tiefs und Binnenseen von Wasser bedeckt, womit der Bundesdurchschnitt von 2,4 Prozent Wasserflächenanteil um etwas mehr als das Dreifache überschritten wird. Extrem unterdurchschnittlich ausgeprägt ist hingegen der Waldanteil im Moormerland. Mit 1,23 Prozent unterschreitet er sogar den ostfriesischen Mittelwert von 2,6 Prozent, der seinerseits im deutschlandweiten Vergleich sehr niedrig ist: Der Waldanteil an der Gesamtfläche der Bundesrepublik liegt bei 30,1 Prozent. Im Gemeindegebiet gibt es nur wenige kleinere aufgeforstete Flächen.

### Gemeindegliederung
Die Gemeinde Moormerland besteht aus elf Ortschaften. Sie sind nachfolgend nach ihrer Einwohnerzahl (in Klammern) sortiert (Stand: 31. Dezember 2011).
| Ortschaft       | Einwohner | zugehörige Ortsteile                |
| --------------- | --------- | ----------------------------------- |
| Warsingsfehn    | 7593      | Warsingsfehnpolder, Rorichmoor      |
| Neermoor        | 4641      | Neermoor-Kolonie                    |
| Veenhusen       | 3898      | Veenhusen-Kolonie                   |
| Jheringsfehn    | 2448      | – keine weiteren –                  |
| Oldersum        | 1516      | – keine weiteren –                  |
| Boekzetelerfehn | 760       | Boekzeteler Hoek                    |
| Hatshausen      | 576       | Ayenwolde, Büschersfehn, Königshoek |
| Tergast         | 489       | – keine weiteren –                  |
| Rorichum        | 424       | – keine weiteren –                  |
| Terborg         | 109       | Sautelersiel                        |
| Gandersum       | 89        | – keine weiteren –                  |
| Gesamt          | 22.543    | —                                   |

Der Bevölkerungsschwerpunkt befindet sich im Südosten der Gemeinde beiderseits der Autobahn mit den Ortsteilen Warsingsfehn, Jheringsfehn, Veenhusen und Neermoor, in denen zusammen etwa 18.500 der gut 22.000 Einwohner der Gemeinde leben. Insbesondere die Ortsteile Warsingsfehn und Veenhusen sind zusammengewachsen, Lücken in der Bebauung gibt es kaum. Der Übergang von Warsingsfehn nach Jheringsfehn ist ebenfalls fließend. Neermoor westlich der Autobahn wird zwar durch deren Trasse von den beiden Fehnen getrennt. Die Flächen beiderseits der Autobahn sind jedoch fast lückenlos von Gewerbebetrieben bebaut.
Im Nordwesten des Gemeindegebietes findet sich mit Oldersum, Tergast, Rorichum und Gandersum ein zweiter, aber sehr viel kleinerer Siedlungsschwerpunkt. Auch Oldersum und Rorichum sind enger zusammengewachsen. Im Norden der Gemeinde gibt es hingegen nur die kleinen Dörfer Hatshausen und Ayenwolde mit ausgeprägt lockerer Bebauung sowie weitere Wohnplätze und weite unbebaute, teils als Naturschutzgebiete ausgewiesene oder landwirtschaftlich genutzte Flächen. Der Südwesten des Gemeindegebietes entlang der Ems ist ebenfalls sehr dünn besiedelt, wird landwirtschaftlich genutzt und hat keinen Siedlungskern.

### Klima
Moormerland liegt in der gemäßigten Klimazone, hauptsächlich im direkten Einfluss der Nordsee. Im Sommer sind die Tagestemperaturen tiefer, im Winter häufig höher als im weiteren Inland. Das Klima ist von der mitteleuropäischen Westwindzone geprägt.
Nach der Klimaklassifikation von Köppen befindet sich Moormerland in der Einteilung Cfb. (Klimazone C: warm-gemäßigtes Klima, Klimatyp f: feucht-gemäßigtes Klima, Untertyp b: warme Sommer)
Innerhalb der gemäßigten Zone wird es dem Klimabezirk Niedersächsisches Flachland Nordsee-Küste zugeordnet, der maritim geprägt ist und sich durch relativ kühle und regenreiche Sommer, verhältnismäßig milde, schneearme Winter, vorherrschende West- und Südwestwinde sowie hohe Jahresniederschläge auszeichnet.
Die nächstgelegene Wetterstation befindet sich im benachbarten Emden.
|                        | Jan  | Feb  | Mär  | Apr  | Mai  | Jun  | Jul  | Aug  | Sep  | Okt  | Nov | Dez  |   |     |
| Mittl. Temperatur (°C) | 1,3  | 1,5  | 4,1  | 7,3  | 11,8 | 14,9 | 16,4 | 16,3 | 13,7 | 10   | 5,6 | 2,6  | ⌀ | 8,8 |
|                        |      |      |      |      |      |      |      |      |      |      |     |      |   |     |
| Niederschlag (mm)      | 67,1 | 45,5 | 62,3 | 48,6 | 60,2 | 70,5 | 82,1 | 72,8 | 66,6 | 72,8 | 83  | 73,5 | Σ | 805 |
|                        |      |      |      |      |      |      |      |      |      |      |     |      |   |     |
| Sonnenstunden (h/d)    | 1,32 | 2,57 | 3,61 | 5,36 | 6,77 | 6,6  | 6,26 | 6,35 | 4,73 | 3,09 | 1,9 | 1,03 | ⌀ | 4,1 |

|  |

|  |

|  |

|  |

|  |

|  |

|  |

|  |

|  |

|  |

|  |

|  |

|  |

|  |

|  |

|  |

|  |

|  |

|  |

|  |

|  |

|  |

|  |

|  |

### Schutzgebiete

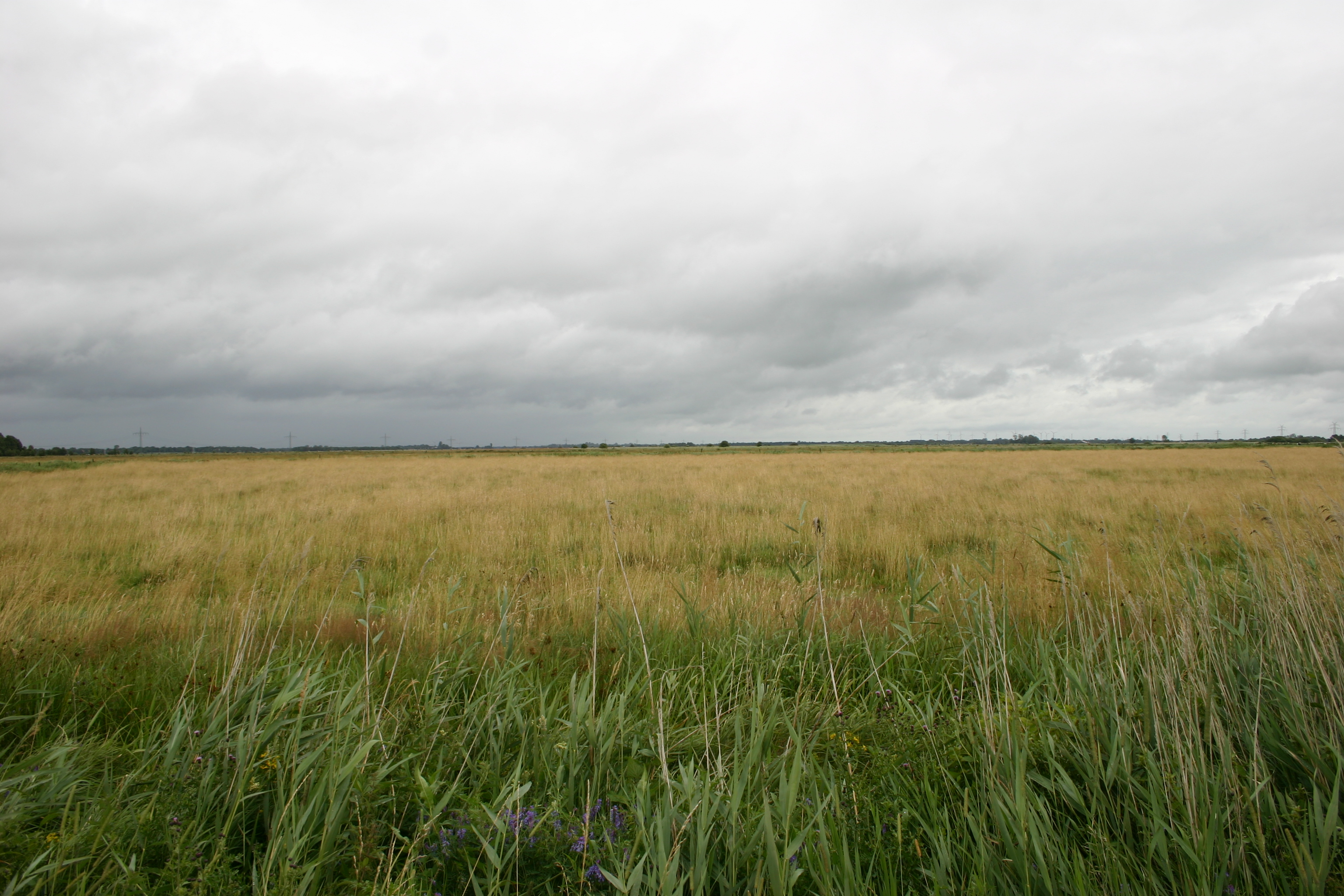
Niederungsgebiet am Fehntjer Tief in Großefehn, Moormerland und Ihlow: Die Aufnahme entstand auf Moormerländer Gemeindegebiet mit Blickrichtung Großefehn

Naturschutzgebiete (NSG) befinden sich vor allem im Nordteil des Gemeindegebietes. Am NSG Fehntjer Tief-Nord hat die Gemeinde nur einen sehr geringen Anteil, am Gebiet Fehntjer Tief-Süd hingegen den Löwenanteil. Beide Gebiete sind geprägt von Grünland und Feuchtwiesen und werden überwiegend extensiv landwirtschaftlich genutzt. Sie sind Teil des FFH-Gebietes Fehntjer Tief und Umgebung und des EU-Vogelschutzgebietes Fehntjer Tief. Im Nordosten der Gemeinde liegt das NSG Boekzeteler Meer, ein Niedermoorsee mit Verlandungszonen. Das Wolfmeer ist ein verlandender See in einem Moorgebiet im Südosten der Gemeinde. Entlang der Ems befinden sich zwei weitere Schutzgebiete. Die Emsauen zwischen Ledamündung und Oldersum sind Teil eines EU-Vogelschutzgebietes und dienen dem Erhalt des Deichvorlandes als Brutgebiet für Vögel. Den gleichen Schutzzweck erfüllt das NSG Petkumer Deichvorland, das sich größtenteils auf dem Gebiet der Nachbarstadt Emden erstreckt, aber in geringerem Umfang auch auf Moormerländer Areal liegt. Zum Schutzgebiet Emsauen gehört auch die Binneninsel Hatzumer Sand.

## Geschichte
Die Gemeinde Moormerland entstand im Rahmen der Niedersächsischen Gemeindereform am 1. Januar 1973 aus den ehemaligen eigenständigen Gemeinden Boekzetelerfehn, Gandersum, Hatshausen, Jheringsfehn, Neermoor, Oldersum, Rorichum, Terborg, Tergast, Veenhusen und Warsingsfehn. Die neue Gemeinde wurde nach der gleichnamigen friesischen Landesgemeinde benannt, die im Mittelalter auf diesem Gebiet gelegen hatte. Das historische Moormerland war jedoch ungleich größer und umfasste auch die größten Teile der heutigen Samtgemeinden Jümme und Hesel sowie der Stadt Leer. Die Geschichte der einzelnen Ortschaften ist deutlich älter und lässt sich bis ins Mittelalter zurückverfolgen.

### Entwicklung des Gemeindenamens
Der Name Moormerland ist mittelalterlichen Ursprungs. Als Herkunftsbezeichnung van Moormannerlande wurde er erstmals 1346 schriftlich erwähnt, 1432 gab es den Namen Mormer Lande. Der Name ist auf die weiten Hochmoorareale zurückzuführen, die einen Gutteil des Gemeindegebietes ausmachen. Als zweiter Appellativ kam Mann hinzu, ergänzt um das Herkunftssuffix -er. Dies verschmolz zum kürzeren -mer. Moormerland (mit der Betonung auf der ersten Silbe und kurz ausgesprochenem „e“) bedeutet also Land der Mannen aus dem Moor.
Einige Ortsnamen in der Gemeinde werden mit dem Gattungsbegriff Fehn (oder Veen, wie im Niederländischen) gebildet, darunter der Hauptort Warsingsfehn. Die Endung -fehn verweist darauf, dass es sich um eine Moorsiedlung handelt. In niederdeutschen Urkunden aus dem 15. Jahrhundert bedeutet das Wort Fehn zunächst nur Siedlung im Moor, im Moormerland-Gebiet trifft dies auf Veenhusen zu. Erst nach der Anlage von Großefehn (1633) bekam das Wort in Ostfriesland eine weitere, konkretere Bedeutung als Bezeichnung für eine Moorsiedlung, die entlang eines ausgehobenen Kanals, eines Fehnkanals, angelegt wurde. Gleichwohl gab es auch in der Folgezeit Moorsiedlungen, die nicht entlang eines Fehnkanals angelegt wurden und trotzdem die Namensendung -fehn tragen, im Moormerland trifft dies für Büschersfehn zu. Im Allgemeinen wird unter einem Fehn (auch: Fehnsiedlung, Fehnkolonie) dennoch eine Moorkolonie entlang eines Kanals verstanden. Zur genaueren Unterscheidung wird in der Literatur aber zuweilen auch zwischen echten (mit Fehnkanal) und unechten Fehnen (ohne Kanal) unterschieden. Mit Ausnahme von Büschersfehn handelt es sich im Moormerland ausschließlich um echte Fehnsiedlungen.

### Ur- und Frühgeschichte
Älteste archäologische Fundstücke im Moormerland sind mittelsteinzeitliche Kochgruben (ca. 7000 v. Chr.). Sie wurden 1989 bei Grabungen in dem auf der Geest liegenden Ortsteil Neermoor gefunden. Die Menschen jener urgeschichtlichen Epoche waren Wildbeuter, deren bevorzugte Aufenthaltsorte in den Hanglagen zwischen den verschiedenen Vegetationszonen lagen: den Kiefernwäldern auf der Geest und dem Bruchwald entlang der Ems.
Ein jungsteinzeitliches Flintbeil wurde im Hochmoor nahe Jheringsfehn aufgefunden. Der Beiltyp ist charakteristisch für die Einzelgrabkultur. Keramik der Trichterbecherkultur kam bei Grabungen in Neermoor zum Vorschein. Die Bauern des Neolithikums siedelten generell in allen Landesteilen Ostfrieslands außer den unzugänglichsten Hochmoorarealen. Im vorliegenden Gebiet ist dies – neben den erwähnten Orten Jheringsfehn und Neermoor – auch für diejenigen Teile der Gemarkung Warsingsfehn nachgewiesen, die sich auf Geestinseln befinden.
Funde aus der jüngeren Bronzezeit und der älteren vorrömischen Eisenzeit sind hingegen im vorliegenden Gebiet bislang kaum entdeckt worden. Eine Ausnahme bilden Urnengefäße, die im Raum Warsingsfehn zutage traten. Sie sind der Urnenfelderkultur zuzuordnen, mithin einer Epoche des Übergangs von der Körper- zur Brandbestattung.
Im Jahr 12 v. Chr. erreichten die Römer unter ihrem Feldherren Drusus erstmals Ostfriesland. Wenige Jahre später ankerte Germanicus in der Amisia (Ems). In Rorichum wurden Keramikscherben aus der römischen Kaiserzeit gefunden.

### Früh- und Hochmittelalter: Siedlungen an der Ems
Im 5. Jahrhundert kam es zu einem starken Rückgang der Besiedlung. Ursache dafür könnte der Anstieg des Meeresspiegels und die dadurch bedingte Überflutung der Marsch und die Vernässung der Geest gewesen sein. Der Rückgang der Bevölkerung macht sich ausschließlich in fehlenden archäologischen Funden für das 5. und 6. Jahrhundert bemerkbar. Nach diesem Siedlungsrückgang, der mit der Dünkirchen II-Transgression erklärt wird, folgte ab dem 7. oder 8. Jahrhundert eine erneute stärkere Besiedlung. In Oldersum wurden auf der Dorfwarft nahe der Kirche Fundstücke aus dem 7., möglicherweise auch 6. Jahrhundert entdeckt. Dieser Fund relativierte die ältere Aussage eines Bevölkerungsrückgangs zumindest für das 6. Jahrhundert und zumindest für den Ort Oldersum. Der Ort entwickelte sich in der Übergangsphase vom Früh- zum Hochmittelalter zu einer Wik-Siedlung, einer dörflichen Handelssiedlung mit Hochseezugang, wie sie zu jener Zeit auch in Emden, Nesse oder Groothusen bestanden. Entlang des Flusses gab es im Hochmittelalter die Siedlungen Gandersum, Oldersum, Rorichum und Terborg an der Ems. Bis auf Oldersum wurden diese Ortschaften bereits in den Werdener Urbaren erwähnt. Auch die auf einer Geestinsel gelegene Ortschaft Tergast bestand bereits um das Jahr 1000.
Durch das Moormerländer Gebiet verlief im Mittelalter einer der sieben Friesischen Heerwege: derjenige von Münster nach Emden. Er wurde in den Siebzehn Küren erwähnt, die die Vertreter der einzelnen friesischen Regionen am Upstalsboom beschlossen. In den Küren ist festgelegt, dass Händler gegen Zahlung eines Wegegeldes Schutz genießen bei der Benutzung dieser Fernhandelswege. Die Küren werden auf das 11. Jahrhundert datiert, der darin erwähnte Weg war jedoch bereits älteren Datums und geht auf das 8. bis 10. Jahrhundert zurück. Er führte, aus Richtung Süden über Leer kommend, nach Neermoor und weiter nach Tergast, dabei die Ein-Meter-Höhenlinie zwischen Geest und Emsmarsch ausnutzend. Von Tergast führte der Weg weiter über Oldersum an der Ems entlang zum Hafenort Emden.

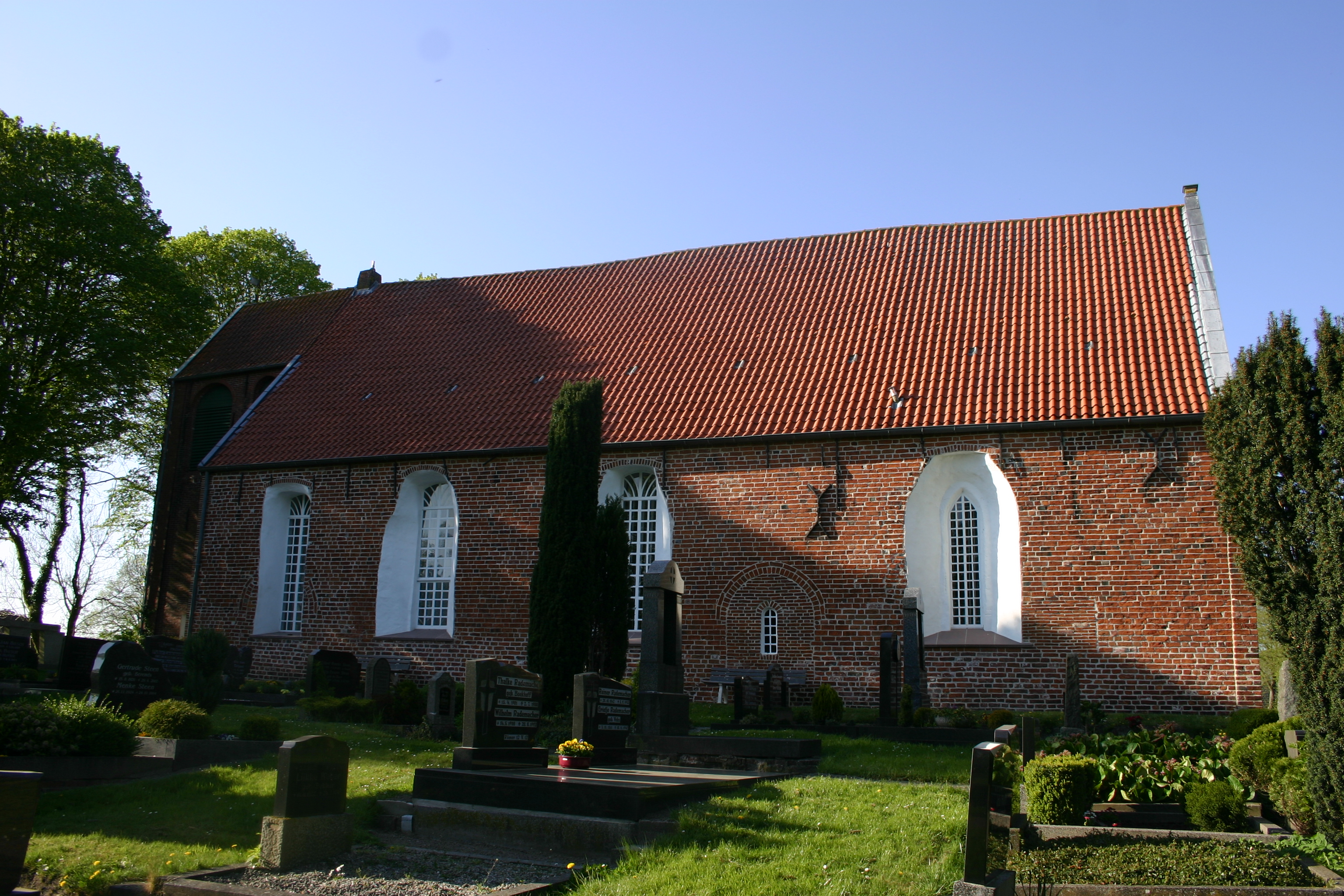
Tergaster Kirche (13. Jh.)

Mit der Anlage von Deichen wurde um das Jahr 1000 begonnen. Wegen des Anstiegs des Meeresspiegels musste im 12./13. Jahrhundert dennoch die Ortschaft Neermoor weiter östlich auf die hohe Geest verlagert werden. Im 13. Jahrhundert wurde in den Emsdörfern sowie in dem auf einer Geestinsel nahe der Ems gelegenen Ort Tergast begonnen, ältere Holzkirchen durch Steinbauten zu ersetzen. Älteste erhaltene Backsteinkirche ist diejenige in Tergast.
Neermoor wie auch das südlich gelegene Veenhusen und das nördlich gelegene Rorichmoor waren Reihendörfer. Dies ergab sich aus den geologischen Gegebenheiten, die die Siedler vorfanden: einem in Nord-Süd-Richtung verlaufenden Geeststreifen zwischen der westlich gelegenen Flussmarsch und dem östlich gelegenen Moor. Um die Moore nutzbar zu machen, wurden parallel zueinander Entwässerungsgräben in die Moore gegraben, im vorliegenden Fall in östliche Richtung. Jeder der Siedler hatte dabei ein Anrecht auf einen Streifen Moor in einer zuvor vereinbarten Breite. Dieses durfte er in der Länge so weit kolonisieren, bis er auf ein natürliches Hindernis oder (in dem Fall, dass ein Moorgebiet von zwei gegenüberliegenden Seiten urbar gemacht wurde) das Kolonat eines anderen traf. Allerdings war die Länge beim damaligen Stand der Mittel schon allein technisch limitiert. Die Nutzung der Moore beschränkte sich also zunächst auf die Randzonen. Das Ergebnis dieses Vorgangs waren die Reihendörfer mit ihren so genannten Aufstreckungen. Zwei weitere Beispiele für die Moorkolonisation in Upstreeken finden sich in den nördlich der Hochmoorzone gelegenen Dörfern Ayenwolde und Hatshausen, deren Kolonate sich mit der Zeit verzahnten, da die Streifenfluren nicht direkt parallel zueinander verliefen. Mit einem weitgehenden Abschluss dieser mittelalterlichen Moorkolonisation muss für das 13, spätestens aber 14. Jahrhundert gerechnet werden.

### Häuptlingszeit

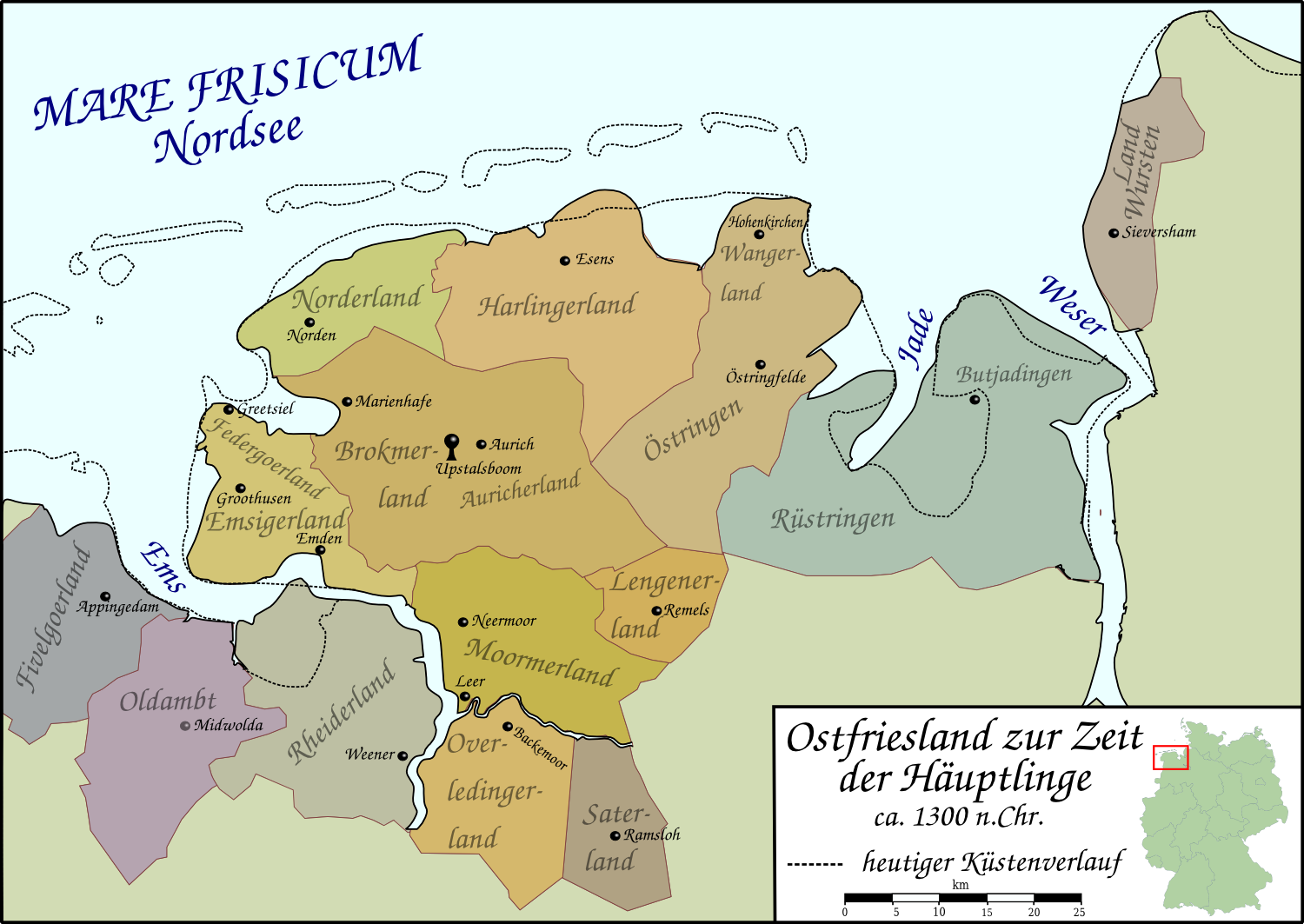
Ostfriesland um 1300

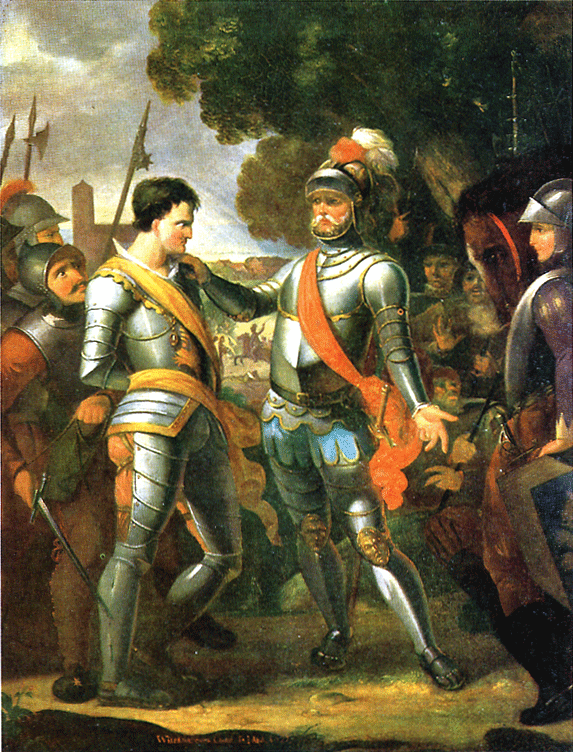
Ocko tom Brok wird nach der Schlacht auf den Wilden Äckern gefangen vor Focko Ukena geführt. Romantisierendes Historiengemälde von Tjarko Meyer Cramer, 1803

Die Sturmfluten des 14. Jahrhunderts, besonders die Zweite Marcellusflut (Grote Mandränke) im Jahr 1362, suchten auch das Gebiet der heutigen Gemeinde Moormerland heim. Diese Sturmfluten sowie eine Pestepidemie in den Jahren 1349/1350 führten zu politischen Veränderungen in Ostfriesland. Häuptlinge taten sich unter den freien Bauern hervor und begründeten eigene Dynastien. Die seit dem Hochmittelalter bestehende Friesische Freiheit der grundbesitzenden Bauern wurde dadurch nach und nach ausgehöhlt.
In verschiedenen Regionen Ostfrieslands gewannen einzelne Familien eine herausragende Stellung. Im Bereich des Moormerlands waren dies die Ukena. Der bedeutendste Sohn dieses vermutlich aus Neermoor stammenden Geschlechts war Focko Ukena, der sich gemeinsam mit anderen Häuptlingen der immer mächtiger werdenden und eine ausgedehnte Landesherrschaft anstrebenden Häuptlingsfamilie tom Brok entgegenstellte und diese in den Schlachten von Detern 1426 und auf den Wilden Äckern 1427 entscheidend schlug. Da Ukena selbst jedoch unter den Häuptlingen eine hervorgehobene Stellung beanspruchte, geriet er in Opposition zur Partei der Familie Cirksena, die den Freiheitsbund der Sieben Ostfrieslande anführte und die 1431 die Burg des Focko Ukena in Leer eroberte. Ukena floh daraufhin nach Münster, später auf das Schloss seiner zweiten Frau Hiddeke van Garreweer in Dijkhuizen in den Ommelanden (Niederlande), wo er auch verstarb. Die Episode der Moormerländer Häuptlingsfamilie als mächtigste in Ostfriesland blieb somit auf wenige Jahre beschränkt.

### In der Grafschaft Ostfriesland
Nach der Errichtung der Grafschaft Ostfriesland im Jahr 1464 gehörte das Moormerland zum Amt Leerort. Eine Ausnahme bildete die Herrlichkeit Oldersum, die sich in den folgenden rund 170 Jahren ein gewisses Maß an Autonomie innerhalb der Landesherrschaft bewahrte.

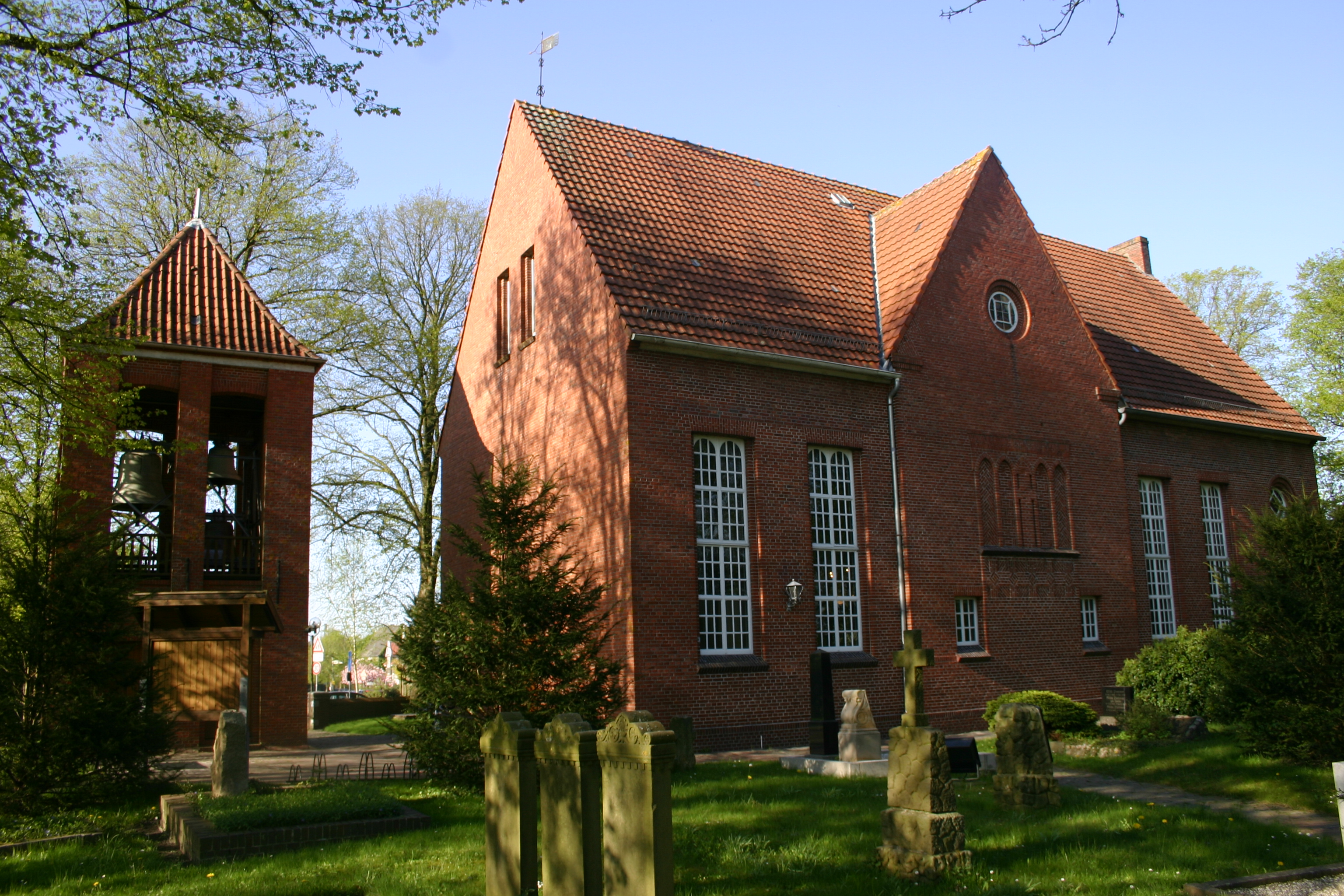
Ort des Religionsgesprächs: Der Vorgängerbau der Oldersumer Kirche.

Neben Emden hat Oldersum für die ostfriesische Religionsgeschichte – und damit für die ostfriesische Historie überhaupt – eine hohe Bedeutung: Dort fand 1526 das Oldersumer Religionsgespräch statt, ein Disput zwischen dem Emder Prediger Georg Aportanus (protestantisch-lutherisch) und dem katholischen Dominikanerprior Laurens Laurensen aus Groningen. Die von Ulrich von Dornum, dem Herren der Oldersumer Burg, verfasste Niederschrift trug entscheidend zur weiten Verbreitung und zur schnellen Durchsetzung der Reformation in Ostfriesland bei. So ist bereits für 1528 ein reformierter Pastor in Tergast gesichert, für 1552 dann auch in Gandersum. Der Pastor von Rorichum nahm selbst am Oldersumer Religionsgespräch teil, auch seine Gemeinde wandte sich der neuen Richtung zu.
Nachdem sich die Herrlichkeit Oldersum im 15. und 16. Jahrhundert vorteilhaft entwickelt hatte und zum Marktflecken geworden war, führte hohe Verschuldung des Herrscherhauses dazu, dass die Stadt Emden die Herrlichkeit mitsamt den Dörfern Gandersum, Tergast, Rorichum und Simonswolde 1631 aufkaufte. Emden war es beim Erwerb mehrerer Herrlichkeiten im Osten des Stadtgebiets vor allem an der Sicherung der Verkehrswege gelegen.
Im Dreißigjährigen Krieg war Ostfriesland zwar nicht Schauplatz von Kampfhandlungen, wurde jedoch von Truppen als Ruheraum genutzt. Dreimal (1622–1624, 1627–1631 und 1637–1651) zogen fremde Truppen nach Ostfriesland ein, worunter auch das vorliegende Gebiet zu leiden hatte. Besonders stark betroffen war die Region von der Besetzung durch die Mansfelder. Die beiden folgenden Besetzungen bedeuteten zwar ebenfalls Belastungen durch Kontributionen. Die Besatzer von 1627 bis 1631 jedoch, kaiserliche Truppen unter Tilly, „hielten Manneszucht und vermieden Ausschreitungen“ desgleichen die von 1637 bis 1651 einquartierten hessischen Truppen unter Wilhelm V. von Hessen-Kassel. Auch materiell stellte sich die Situation unter den beiden Besetzungen anders dar als unter Mansfeld: Es wurden zwar Kontributionen eingetrieben, doch wurden diese auch wieder in der Region ausgegeben. Während des Krieges brach in Ostfriesland auch die Pest aus, Todeszahlen für das vorliegende Gebiet sind jedoch nicht dokumentiert.

### Moorkolonisierung ab 1647
Die Moorkolonisierung durch Fehne auf dem Gebiet der heutigen Gemeinde Moormerland wurde im 17. Jahrhundert begonnen. Den Anfang machte Boekzetelerfehn (1647), das damit zu den ältesten Fehnkolonien Ostfrieslands zählt. Es entstand 14 Jahre nach der Gründung der ersten ostfriesischen Fehnkolonie Großefehn. In Boekzetelerfehn verlief die Kolonisierung jedoch noch nicht nach dem späteren idealtypischen Rahmen, indem ein Entwässerungskanal schnurgerade ins Moor gegraben wurde. Vielmehr legten die ersten Siedler den Haupt-Fehnkanal noch am natürlichen Moorrand an, der Kanal hatte dementsprechend einen kurvigen Verlauf. Erst später ging man dazu über, den Kanal gerade ins Moor zu treiben. Das benachbarte Hookster Fehn entstand ab 1660. Es erhielt seinen Namen, weil es in der Ecke (ostfriesisch plattdeutsch hoek oder hook) zwischen Boekzetelerfehn und Neuefehn liegt. Deutlich ausgebaut wurde das Hookster Fehn ab 1754 und nach dem Auricher Regierungsdirektor Sebastian Jhering (1700–1759) benannt; diesen Namen trägt Jheringsfehn noch heute.

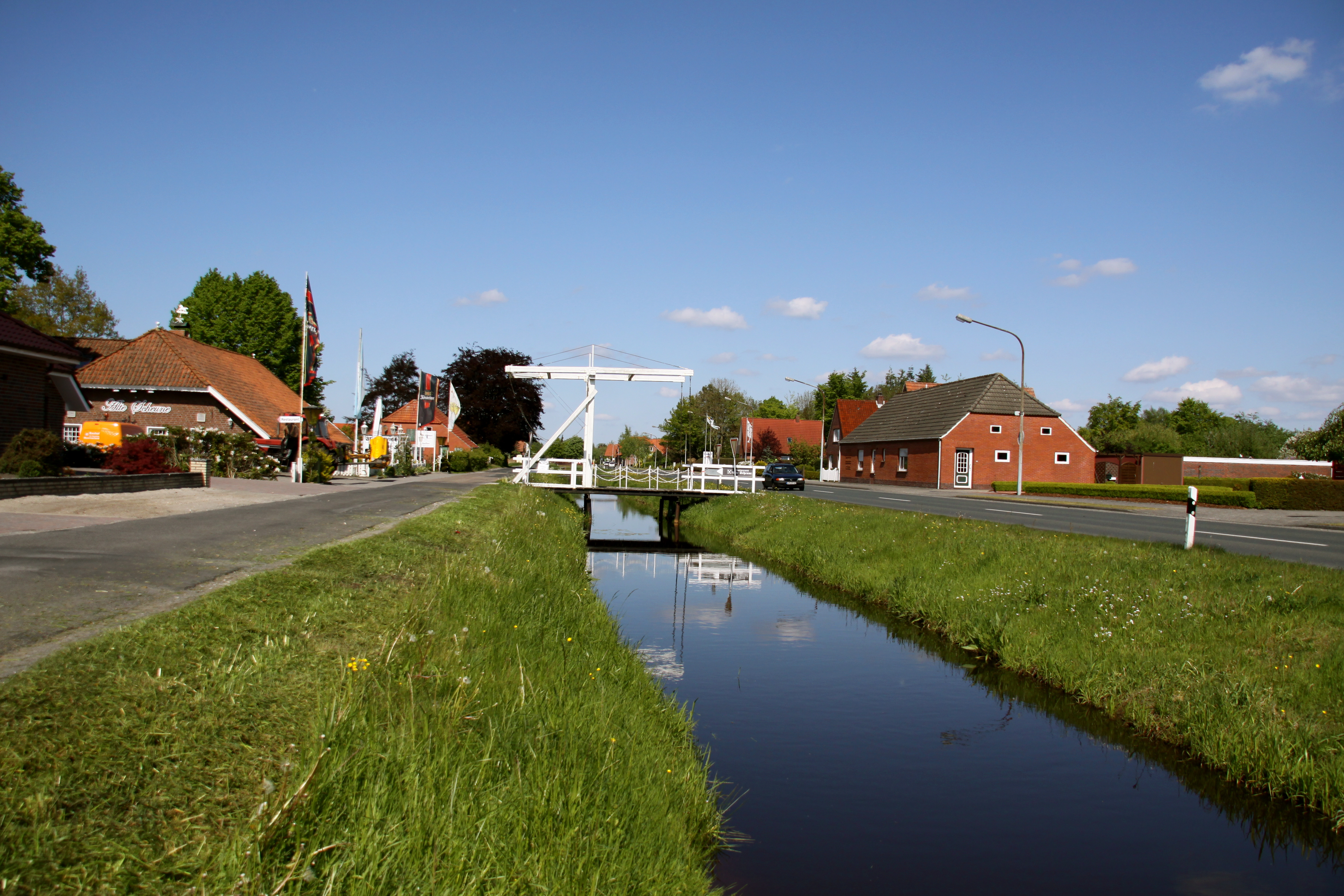
Fehnkanal in Jheringsfehn in der heutigen, verengten Form

Um den Abtransport des Torfs aus den Fehnen nach Emden zu verbessern, wurde im 17. Jahrhundert das Fehntjer Tief von einer Stelle wenige Kilometer nördlich von Oldersum (beim Hof Monnikeborgum) durch Ausheben künstlich in Richtung Westen verlängert. Bis dahin war das Tief über Oldersum zur Ems geflossen, seither endet es in Emden. Das letzte natürliche Teilstück heißt seitdem Oldersumer Sieltief.
Von Hatshausen aus wurde ab dem frühen 18. Jahrhundert die Moorbrandkultur in Ostfriesland erneut eingeführt. Zwar wurden bereits in früheren Jahrhunderten Moore durch Abbrennen kultiviert; diese Methode war jedoch in Vergessenheit geraten. Der Pastor Anton Christian Bolenius, der von 1707 bis 1716 in Hatshausen tätig war, führte die Methode aus den Niederlanden erneut in Ostfriesland ein.

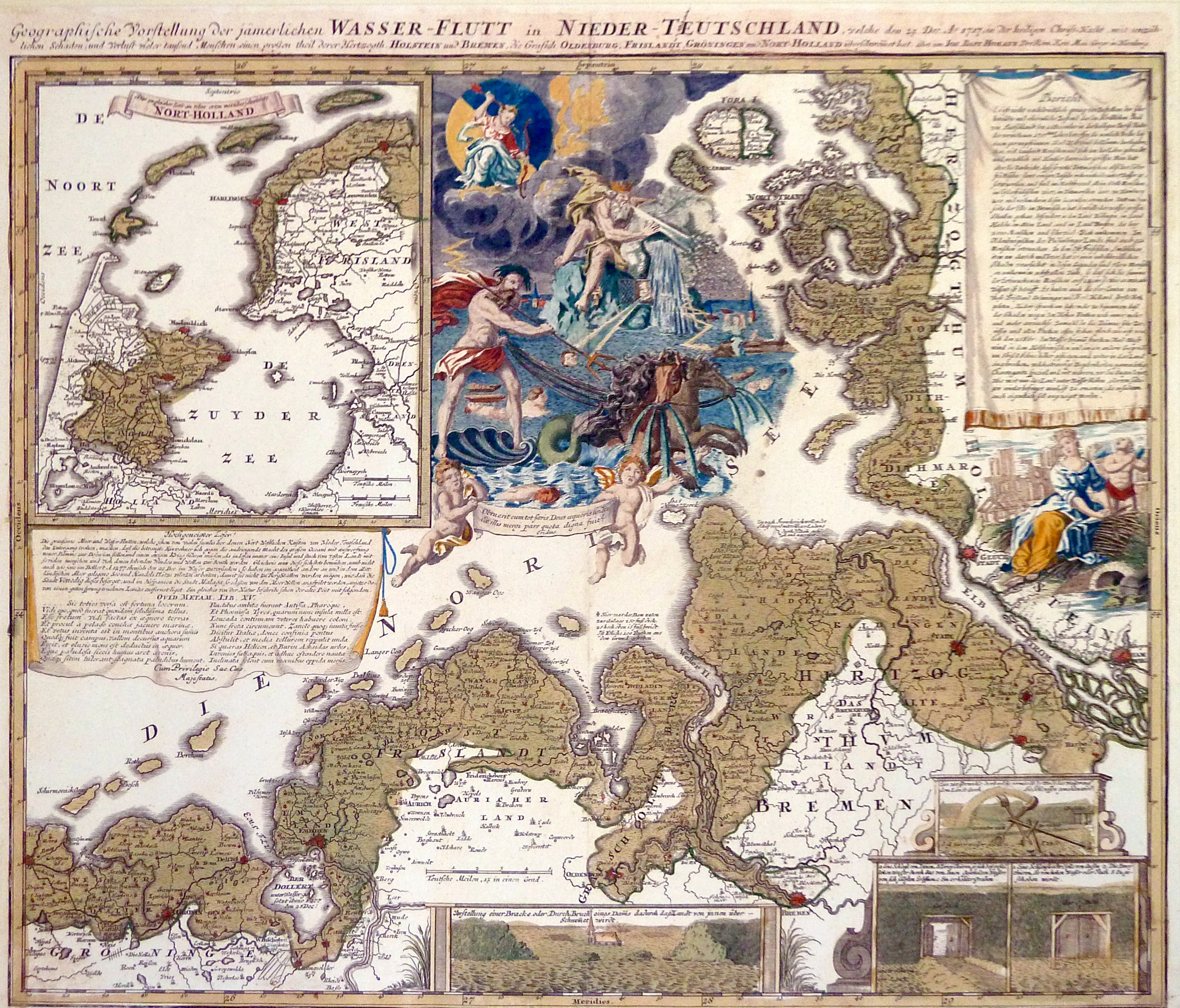
Kolorierte Kupferstichkarte von Homann, Nürnberg, um 1718 zur Weihnachtsflut

Die Weihnachtsflut 1717 richtete an der ostfriesischen Küste große Schäden an. Das Moormerland als Teil des Amtes Leerort war davon jedoch weniger betroffen als die Küstenlandstriche im Norden Ostfrieslands. Im gesamten Amt Leerort sowie in der Herrlichkeit Oldersum waren insgesamt sechs Tote zu beklagen, verglichen mit bspw. fast 600 im Amt Berum. Allerdings ertranken im Amt Leeroort, dessen küstennächster Teil das Moormerland war, fast 130 Pferde und mehr als 800 Rinder, Schafe und Schweine. 149 Häuser wurden nach einer zeitgenössischen Übersicht des Prädikanten Jacobus Isebrandi Harkenroth teilweise und zwölf völlig zerstört.
Warsingsfehn wurde ab 1735 angelegt, als Gründungsdatum gilt jedoch die Unterzeichnung des Erbpachtvertrags mit Fehngründer Gerhard Warsing am 16. November 1736. Warsing, der auf Gut Sieve nahe Tergast lebte, ließ von dort aus in südöstlicher Richtung den Warsingsfehnkanal graben, mit dem die zirka 225 Hektar Hochmoorfläche entwässert und erschlossen wurden. Bis 1779 pachtete sein Sohn Hermann etwa 122 Hektar hinzu. Die Flächen wurden, wie in den Fehnsiedlungen üblich, an Unterpächter weitergegeben, die Abgaben zahlten und für die Anlage der Zweigkanäle, Inwieken genannt, verantwortlich waren. Sie trugen die Hauptlast der Kolonisierung der Moore.
Wie in den anderen ostfriesischen Fehnorten entwickelte sich in den folgenden rund 200 Jahren die Schifffahrt zu einem weiteren Erwerbszweig der Fehntjer, neben dem Torfabbau und einer – zumeist bescheidenen – Landwirtschaft. Grundlage dieses Berufsstandes war die selbstständige Abfuhr des Torfes in die Absatzgebiete, in erster Linie die Städte Emden und Leer sowie die Marschen.

### Preußisch von 1744 bis 1806
Nachdem der letzte Graf von Ostfriesland, Carl Edzard, bereits in einem frühen Lebensalter kinderlos verstorben war, fiel Ostfriesland im Jahr 1744 durch eine seit dem Ende des 17. Jahrhunderts bestehende Exspektanz an Preußen. Das Moormerland wurde während des Siebenjährigen Krieges zweimal von fremden Truppen besetzt. Truppen der französischen Generale Dumourier und d’Auvet besetzten den Landstrich 1757, Truppen der Marquis de Conflans 1761. Die Besatzer verlangten Naturalleistungen und Kontributionen.
In der zweiten Hälfte des 18. Jahrhunderts wurden in Ostfriesland mehr als 80 neue Moorkolonien angelegt. Auch im Moormerland wurden neue Dörfer angelegt, darunter 1764 die Neermoor-Kolonie etwa drei Kilometer südlich des namensgebenden Mutterortes sowie im gleichen Jahr die Veenhusen-Kolonie westlich des Mutterortes. 1772, nach der Unterzeichnung des Urbarmachungsediktes durch Friedrich den Großen (1765), kam Büschersfehn südöstlich von Hatshausen hinzu. Die zentralen Orte jener Zeit, in der sich Kaufleute und Handwerker konzentrierten, waren Neermoor und vor allem Oldersum.
Die Hatshauser Kirchengemeinde wandte sich in der zweiten Hälfte des 18. Jahrhunderts wie viele andere ostfriesische Gemeinden dem Pietismus zu. Der von 1797 bis 1814 in Hatshausen wirkende Pastor Georg Siegmund Stracke wurde der Leiter der Missionssozietät vom Senfkorn, des ersten Missionsvereins einer evangelischen Kirche in Deutschland. Sie wurde 1798 in Hatshausen gegründet und entwickelte sich zu einer „Missionsvorschule für die angehenden Missionare, bevor sie über London in die afrikanischen und orientalischen Missionsgebiete entsandt wurden“.

### Vom Königreich Holland zum Königreich Hannover (1806–1866)

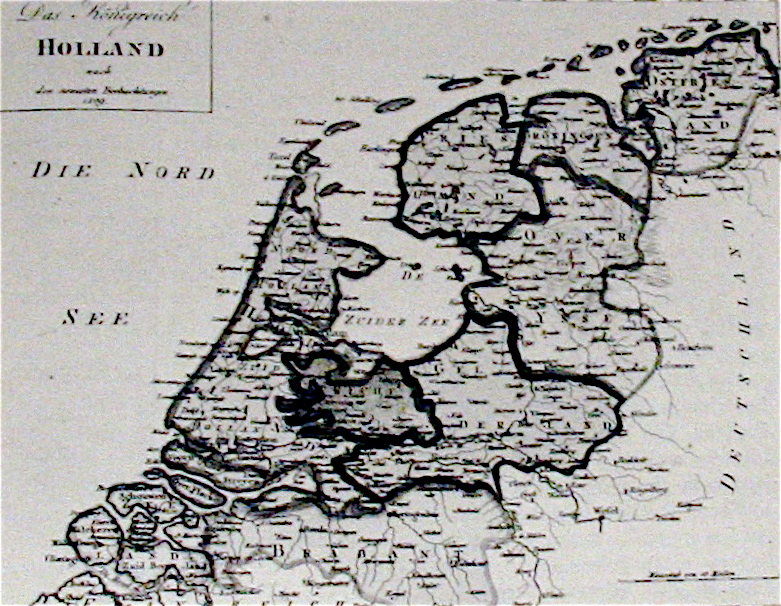
Karte des Königreichs Holland mit Ostfriesland (rechts oben)

Das Gemeindegebiet kam mit ganz Ostfriesland nach der Doppelschlacht von Jena und Auerstedt an das (napoleonische) Königreich Holland. Dieses wurde wiederum 1810 in das Kaiserreich Frankreich integriert. Nach den Befreiungskriegen wurde Ostfriesland für kurze Zeit wieder preußisch. Allerdings hatten sich die am Wiener Kongress beteiligten Staaten auf den Tausch von Gebieten geeinigt, davon war auch Ostfriesland betroffen. Es kam zum Königreich Hannover und blieb dort bis zu dessen Auflösung nach dem Deutschen Einigungskrieg (1866).
In der ersten Hälfte des 19. Jahrhunderts nahm die Bedeutung der Schifffahrt für die Fehnbewohner stetig zu. Neben der Binnenschifffahrt, die im Wesentlichen aus dem Transport des Torfs in die Städte Emden und Leer sowie die umliegenden Marschgebiete bestand, wuchs auch die Bedeutung des Seeverkehrs, wobei aufgrund der Größe der Fehnkanäle naturgemäß der tatsächliche Heimathafen nicht das Fehn sein konnte. Vielmehr lagen die Schiffe, so sie nicht unterwegs waren, in den Häfen an der Ems. Dies traf auf Emden zu, aber auch auf Oldersum, wo zugleich Werftbetriebe angesiedelt waren. Gab es 1751 in den drei Fehnorten Boekzetelerfehn, Jheringsfehn und Warsingsfehn zusammen gerade einmal 35 Binnenschiffe, so war der Gesamtbestand der Schiffe bis 1816 bereits auf 108 gestiegen, von denen 81 Binnen- und die anderen Seeschiffe waren. Die Hinwendung zum Seeverkehr, der sich zumeist entlang der Küsten bewegte, entstand zunächst aus der Erweiterung der Absatzgebiete des Torfs. Bei diesen Fahrten nahmen die Reeder jedoch nach und nach auch andere Waren an Bord, daraus entwickelte sich im Laufe der Jahrzehnte ein für die Fehne bedeutsames Gewerbe. 1846 wurde vom Königreich Hannover in Timmel, nur wenige Kilometer von den drei Fehnorten entfernt, eine Seefahrtschule gegründet, die bis 1918 bestand.
Der Anschluss an das nationale Eisenbahnnetz erfolgte 1854 mit der Fertigstellung der Hannoverschen Westbahn zwischen Emden und Leer. Bahnhöfe entstanden in Neermoor und Oldersum. Der Abschnitt zwischen Emden und Neermoor kostete etwa 400.000 Reichstaler, derjenige zwischen Neermoor und Leer rund 290.000. Damit war der Bauabschnitt zwischen Emden und Neermoor – wegen des weichen Marschbodens – der teuerste Abschnitt zwischen Emden und Rheine.
Neermoor war in der Mitte des 19. Jahrhunderts eines der ostfriesischen Zentren der Bewegung der altreformierten Gläubigen, die sich, ausgehend von den Niederlanden, von der Reformierten Kirche abspalteten, weil ihnen diese als zu liberal erschien.

### Kaiserreich

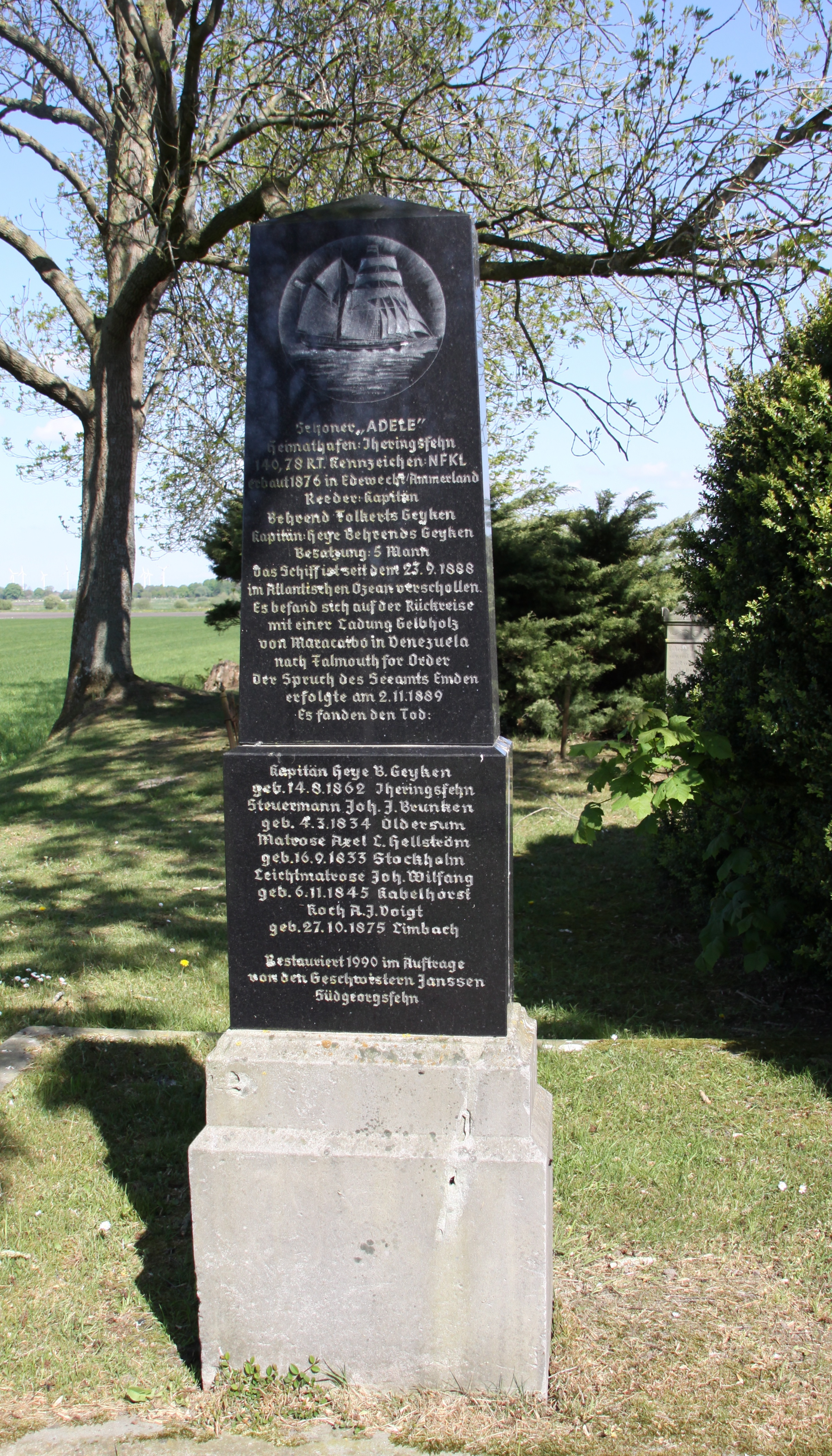
Grabmal für die Opfer des Jheringsfehntjer Schoners „Adele“, untergegangen im Atlantik 1888

Der Ausbau der Infrastruktur wurde im Kaiserreich weiterverfolgt. So entstand ab 1870 die Chaussee von Neermoor nach Timmel (heutige Landesstraße 14) und 1876 die Straße von Oldersum nach Aurich (heutige L 1). In den Jahren 1894–1897 wurde der Ems-Seitenkanal als Nebenkanal des Dortmund-Ems-Kanals gebaut, weil die damals üblichen schwerfälligen Schleppzüge bei stürmischen Wetterlagen dem Wellengang in der Höhe des Dollarts, insbesondere beim Ein- und Auslaufen in den/aus dem Emder Hafen, nicht gewachsen waren.
Das heutige Gemeindegebiet verteilte sich seit der Kreisreform von 1885 auf drei Landkreise: Der Nordwesten um Oldersum gehörte zum Landkreis Emden, der Nordosten um Jheringsfehn und Hatshausen zum Landkreis Aurich und der einwohnerstärkste Süden um Neermoor und Warsingsfehn zum Landkreis Leer.
In der zweiten Hälfte des 19. Jahrhunderts wanderten viele Moormerländer in die USA aus. Dies führte zu einem Rückgang der Einwohnerzahlen und später zu langsamerem Ansteigen. Eine wesentliche Ursache war die steigende Kohleförderung, die nach und nach den Torf als Brennstoff verdrängte. Außerdem konnten viele Fehntjer Schiffer mit ihren hölzernen Seglern den Eisenrumpf-Schiffen auf der Hochsee nur wenig entgegensetzen und litten bei der Binnenschifffahrt unter der zunehmenden Konkurrenz der Eisenbahn.
Die Zahlen der in den Fehnen beheimateten Schiffe belegt den Rückgang. Auf dem Höhepunkt der Warsingsfehntjer Schifffahrt 1882 gab es dort 102 Schiffe, davon 86 Binnen- und 16 Seeschiffe. In Jheringsfehn waren es zum gleichen Zeitpunkt 54 Schiffe, davon 39 Binnenschiffe und in Boekzetelerfehn nur noch 19 Schiffe, von denen allerdings 16 zur See fuhren. In Jheringsfehn und Boekzetelerfehn wurden die höchsten Schiffszahlen bereits in den 1860er Jahren registriert. Zusammen kamen die drei Fehnorte 1882 auf 175 Schiffe, davon 128 Binnenschiffe. Im Jahre 1900 war die Gesamtzahl auf 114 gesunken. Davon waren jedoch 94 Binnenschiffe und nur noch zehn Seeschiffe. Die Fehntjer Schiffer lieferten im Wesentlichen wieder Torf in die Umgebung, allerdings auf niedrigerem Niveau als im 19. Jahrhundert.
Die Schifffahrt blieb jedoch als Arbeitsmarkt weiter von hoher Bedeutung. Zuvor selbstständige Schiffer ließen sich bei Reedern in anderen Orten anheuern, namentlich in Emden und Leer, aber auch darüber hinaus. Von Bedeutung waren etwa die Emder Heringsfischerei, aber auch Reedereien im Überseeverkehr. Bis in die 1960er Jahre rekrutierten die Schifffahrtsunternehmen viele ihrer Kapitäne, Steuerleute und Matrosen aus den Fehnsiedlungen, wo im Laufe der Jahrzehnte eine Berufstradition als Seefahrer entstanden war.

### Weimarer Republik
Von den meisten Dörfern des Moormerlands ist bekannt, dass sich 1919 Einwohnerwehren zum Selbstschutz bildeten. Hintergrund waren die so genannten „Speckumzüge“ von Arbeitern, die sich unter Gewaltandrohung und – in Einzelfällen – auch -anwendung auf Bauernhöfen mit Lebensmitteln versorgten.
Die Wähler in den einzelnen Gemeinden, die heute die Gemeinde Moormerland bilden, votierten mit zunehmender Dauer der Weimarer Republik radikaler. In der Gemeinde Hatshausen beispielsweise stimmten bei den Wahlen zur Nationalversammlung 1919 noch mehr als 70 Prozent der Wähler für liberale Parteien, lediglich 10,6 Prozent für die DNVP. Bei den Reichstagswahlen im Juli 1932 erhielt die NSDAP 86,1 Prozent der Stimmen. In anderen Orten war dieser Umschwung zwar weniger ausgeprägt, aber ebenso spürbar. Besonders im Nordwesten des Gemeindegebietes und in den Fehnsiedlungen gab es auch starke linke Kräfte. Bei der ersten Reichstagswahl 1919 kam die SPD in Oldersum auf 46 Prozent. Bei der Wahl im November 1932 lag die SPD bei 22,4 Prozent. Die KPD kam auf 16,9 Prozent. NSDAP und DNVP lagen bei 33,2 und 18,8 Prozent. Die staatstragenden Parteien der Weimarer Republik erhielten zusammen lediglich ein Drittel der Wählerstimmen. Die im ostfrieslandweiten Vergleich dennoch starke Stellung der Arbeiterparteien SPD und KPD war nach Ansicht des Historikers Albert Janssen „sicherlich eine Folge der besonderen Berufs- und Sozialstrukturen, die in den Fehngemeinden bestanden. Dort lebten außerordentlich viele Seeleute, Werftarbeiter und kleine Kolonistenfamilien.“ Oldersum verfügte nicht nur über einen kleinen Hafen und einen Werftbetrieb, im Nordwesten des heutigen Gemeindegebietes spielten auch Pendler in die Hafenstadt Emden eine Rolle.
Im Zuge der Auflösung des Landkreises Emden 1932 kamen neben Borkum die Orte Oldersum, Gandersum, Tergast und Rorichum zum Landkreis Leer. Die Orte, bis auf Borkum alle Teile der früheren Herrlichkeit Oldersum, gehören seitdem ununterbrochen zum Landkreis Leer.

### Nationalsozialismus und Zweiter Weltkrieg
Die NSDAP fasste im Landkreis Leer erst spät Fuß, im Gegensatz zu den ostfriesischen Nachbarlandkreisen Wittmund und Weener (bis 1932 noch selbstständig) sowie Teilen des Landkreises Aurich. Dies spiegelte sich auch in den letzten Kommunalwahlen vom 12. März 1933 wider. Im Gemeindegebiet waren die Nationalsozialisten zwar überall als stärkste Kraft aus den Wahlen hervorgegangen, gleichwohl blieben sie hinter den Ergebnissen ihrer Hochburgen deutlich zurück. Wiederum waren es der Nordwesten des Gemeindegebietes sowie die Fehnsiedlungen, in denen die NSDAP im ostfrieslandweiten Vergleich unterdurchschnittlich abschnitt. In Tergast lagen die Nationalsozialisten nur sehr knapp vor der SPD (36,3 zu 35,8 Prozent), auch in Oldersum, Neermoor und Warsingsfehn erzielten die beiden Arbeiterparteien zusammen noch Ergebnisse von mehr als 30 Prozent.
Die Machtübernahme der Nationalsozialisten konzentrierte sich zunächst auf die ostfriesischen Städte, dann auch auf die Landratsämter. Der Leeraner Landrat Hermann Conring behielt jedoch diese Funktion. Er spielte bei der sofort nach der Machtergreifung einsetzenden Verfolgung von politisch Andersdenkenden, besonders Kommunisten, eine aktive Rolle, setzte sich jedoch teils auch für die Freilassung von Inhaftierten ein, die in Konzentrationslager verschleppt worden waren. Während er die Freilassung des Petkumer Kommunisten Walter Spiegel befürwortete, sprach er sich für die weitere Inhaftierung des Neermoorer Kommunisten Gerhard Rabenberg aus und begründete dies wie folgt:

„Rabenberg ist jahrelang die führende Kraft der KPD in Neermoor gewesen und stand mit der kommunistischen Leitung in Emden und Bremen in engster Verbindung. Gegen eine Aufhebung der Schutzhaft bestehen die größten Bedenken, da anzunehmen ist, daß Rabenberg nach seiner Freilassung sich sofort wieder kommunistisch betätigen wird.“

Ende Juli 1933 befanden sich 30 Kommunisten aus dem Landkreis in Konzentrationslagern, vor allem im nahe gelegenen Börgermoor, wo auch mindestens vier Personen aus dem Moormerland inhaftiert waren.
Die nationalsozialistischen Kampftruppen machten bei ihrem Streben nach der alleinigen Macht jedoch auch vor (einstigen) geistigen Weggefährten nicht Halt, wie es in einem Bericht des Leeraner Landrats dokumentiert ist:

„In der Ortschaft Oldersum bestehen seit längerer Zeit zwischen der SA und dem Stahlhelm Mißhelligkeiten, die in der Nacht vom 22. zum 23. Juli d. Js. [1934] zur Entladung gekommen sind. Vier jüngere SA-Männer haben mehrere Stahlhelmangehörige auf dem Nachhausewege von einer Gastwirtschaft nach ihrer Wohnung tätlich angegriffen und ihnen hinterher die Fensterscheiben eingeschlagen.“

Ähnliche Übergriffe wurden auch aus Neermoor gemeldet. Landrat Conring setzte sich mit lokalen NS-Größen in Verbindung, um die SA-Männer zur Verantwortung zu ziehen. Sie wurden, ebenso wie der örtliche Sturmführer, vorläufig beurlaubt. Auch in den folgenden Monaten kam es zu weiteren Übergriffen.
In Oldersum waren die Juden, die seit rund 300 Jahren ansässig waren, wie im gesamten Ostfriesland bereits seit 1933 Repressalien ausgesetzt. Ab 1. April standen SA-Posten vor jüdischen Geschäften, um den Boykott zu überwachen. In der Pogromnacht 1938 wurden auch Juden aus Oldersum, Warsingsfehn und Jheringsfehn verschleppt. Über Leer wurden sie nach Oldenburg und schließlich ins KZ Sachsenhausen verbracht, kehrten aber später zunächst von dort zurück. 1938/1939 wurden in Ostfriesland bis zu 250 Juden aus Wien als Zwangsarbeiter bei der Deicherhöhung an der Ems eingesetzt. Es waren meist Personen mit höherer Bildung; sie wurden neben vier anderen Standorten auch in einem Lager in Nüttermoor untergebracht, Kontakte zur einheimischen Bevölkerung gab es kaum. Die letzten Juden aus Oldersum wurden 1940 deportiert. Von 30 Personen mit Geburts- oder Wohnort Oldersum ist bekannt, dass sie in Konzentrationslagern ermordet wurden. Neun Personen mit Geburts- oder Wohnort Warsingsfehn wurden in den Konzentrationslagern Auschwitz, Sobibor und Kauen umgebracht.
In Neermoor entstand während des Krieges ein Ausweichlager für ausgebombte Emder Familien. Während des Krieges war das Gebiet der Gemeinde Moormerland zunächst nicht von Luftangriffen betroffen, von vereinzelten Bombenabwürfen hauptsächlich auf Emden abgesehen. Nachdem die alliierten Truppen am 28./29. April 1945 Leer erobert hatten, rückten sie entlang der Ems gegen Norden nach Emden vor. Um den Vormarsch der 9. kanadischen Brigade zu verzögern, wurde in der Nacht vom 1. auf den 2. Mai die Eisenbahnbrücke über das Rorichumer Tief, am 3. Mai die Straßenbrücke in Rorichum und am 4. Mai die Brücke über das Oldersumer Sieltief gesprengt. Vom gegenüberliegenden Emsufer wurde Gandersum beschossen und die Kirche beschädigt. Auch Rorichum geriet unter Beschuss und verzeichnete Gebäudeschäden. In Oldersum wurde der Volkssturm aufgeboten, der aber nicht mehr in Kriegseinsätze verwickelt war. Nachdem die Emder mit dem kanadischen Kommandanten die Übergabe der Stadt vereinbart hatten, wurden die Volkssturm-Angehörigen entlassen. Am 5. Mai wurde Emden von den Kanadiern besetzt, der Krieg war damit auch auf Moormerländer Gebiet vorbei.

### Nachkriegszeit
Nach dem Krieg wurden auch in den Gemeinden des heutigen Moomerlands zahlreiche Vertriebene aus den Ostgebieten des Deutschen Reiches aufgenommen. So wuchs der Ort Oldersum beispielsweise um fast 50 Prozent, ähnlich hoch war der Anteil zeitweise in Tergast. In anderen Ortsteilen war der Zuwachs geringer, in Warsingsfehn etwa belief er sich auf rund zehn Prozent.
Der Landkreis Leer – und darin auch die Gemeinde Moormerland – nahm unter allen niedersächsischen Kreisen die meisten Personen auf, die schon in den Ostgebieten arbeits- oder berufslos waren. Auch der Anteil der über 65-Jährigen lag höher als im Durchschnitt Niedersachsens. Hingegen verzeichnete der Landkreis Leer unter allen niedersächsischen Landkreisen den geringsten Anteil an männlichen Ostflüchtlingen im Alter von 20 bis 45 Jahren. Dies trug in den Folgejahren erheblich dazu bei, dass die Arbeitslosenzahlen in den frühen 1950er Jahren weit überdurchschnittlich waren und die Abwanderung von Flüchtlingen in prosperierendere Regionen Deutschlands entsprechend hoch.

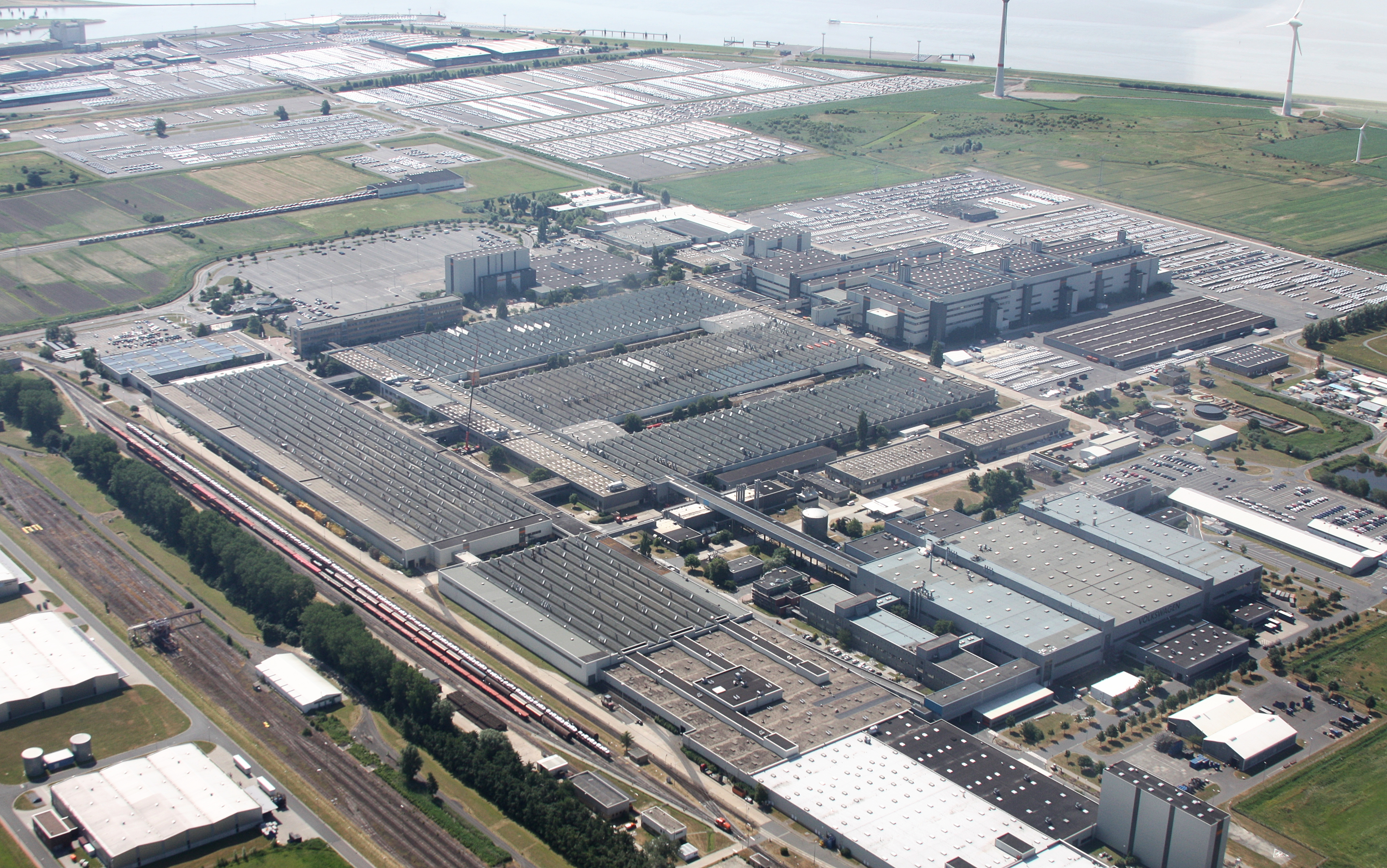
Ein Ziel der Pendler aus dem Moormerland: das Emder VW-Werk

Der Strukturwandel in der Landwirtschaft erfasste nach dem Krieg ganz Ostfriesland. Davon war auch das Moormerland betroffen: Die Zahl der Agrarbeschäftigten nahm infolge zunehmender Mechanisierung und Rationalisierung deutlich ab. Teils wurde der Arbeitskräfteüberschuss dadurch aufgefangen, dass sich seit den späten 1950er Jahren neue Beschäftigungsmöglichkeiten außerhalb der Gemeinde auftaten, so etwa ab 1957 durch ein Zweigwerk des Büromaschinenherstellers Olympia in Leer mit zeitweilig 2700 Beschäftigten oder seit 1964 durch die Ansiedlung des Volkswagenwerks Emden. Das Moormerland wurde zum Auspendlergebiet. Die Arbeitslosenzahlen blieben dennoch (teils weit) überdurchschnittlich.
Im Zuge der Niedersächsischen Kommunalreform wurde am 1. Januar 1973 der Zusammenschluss der bisherigen Gemeinden Boekzetelerfehn, Gandersum, Hatshausen, Jheringsfehn, Neermoor, Oldersum, Rorichum, Terborg, Tergast, Veenhusen und Warsingsfehn zur heutigen Gemeinde Moormerland vollzogen. In den Dörfern im Nordwesten der Gemeinde, die bis 1932 noch zum Landkreis Emden gehört hatten, wurde auch eine Eingemeindung nach Emden hitzig diskutiert, letztlich aber von einer Mehrheit in den Räten verworfen. Noch im Sommer 1972 hatten sich alle am „Vereinigungsprozess“ beteiligten Gemeinden dafür starkgemacht, eine Samtgemeinde zu gründen, in der sie als Gemeinden eigenständig geblieben wären. Dies wurde nicht zuletzt deshalb favorisiert, weil mehrere Orte (Hatshausen mit Ayenwolde, Jheringsfehn, Boekzetelerfehn) seit 1885 zum Landkreis Aurich gehörten und mit der Eingliederung nach Moormerland auch die Kreiszugehörigkeit wechselten. Das Land Niedersachsen war dagegen von Anfang an für eine Einheitsgemeinde. Überraschenderweise stimmte der Rat der Gemeinde Veenhusen plötzlich gegen die Gründung der Samtgemeinde. Da die Zustimmung aller Gemeinden notwendig gewesen wäre, kam nur noch die Bildung einer Einheitsgemeinde in Frage. Dagegen sperrten sich allerdings einige andere Gemeinden, besonders Jheringsfehn und Boekzetelerfehn. Auf die Drohung des Landkreises Leer, dass im Falle einer Nichteinigung die Gemeinden zwangsweise zusammengeführt würden, ohne dass sie noch Einfluss nehmen könnten, beugten sich aber schließlich auch diese beiden Gemeinden. Umstritten war bis zuletzt der Sitz der Gemeindeverwaltung: Sowohl Neermoor als auch Warsingsfehn meldeten entsprechende Ansprüche an. Die Wahl fiel letztlich auf den deutlich jüngeren, aber größeren Ortsteil Warsingsfehn.

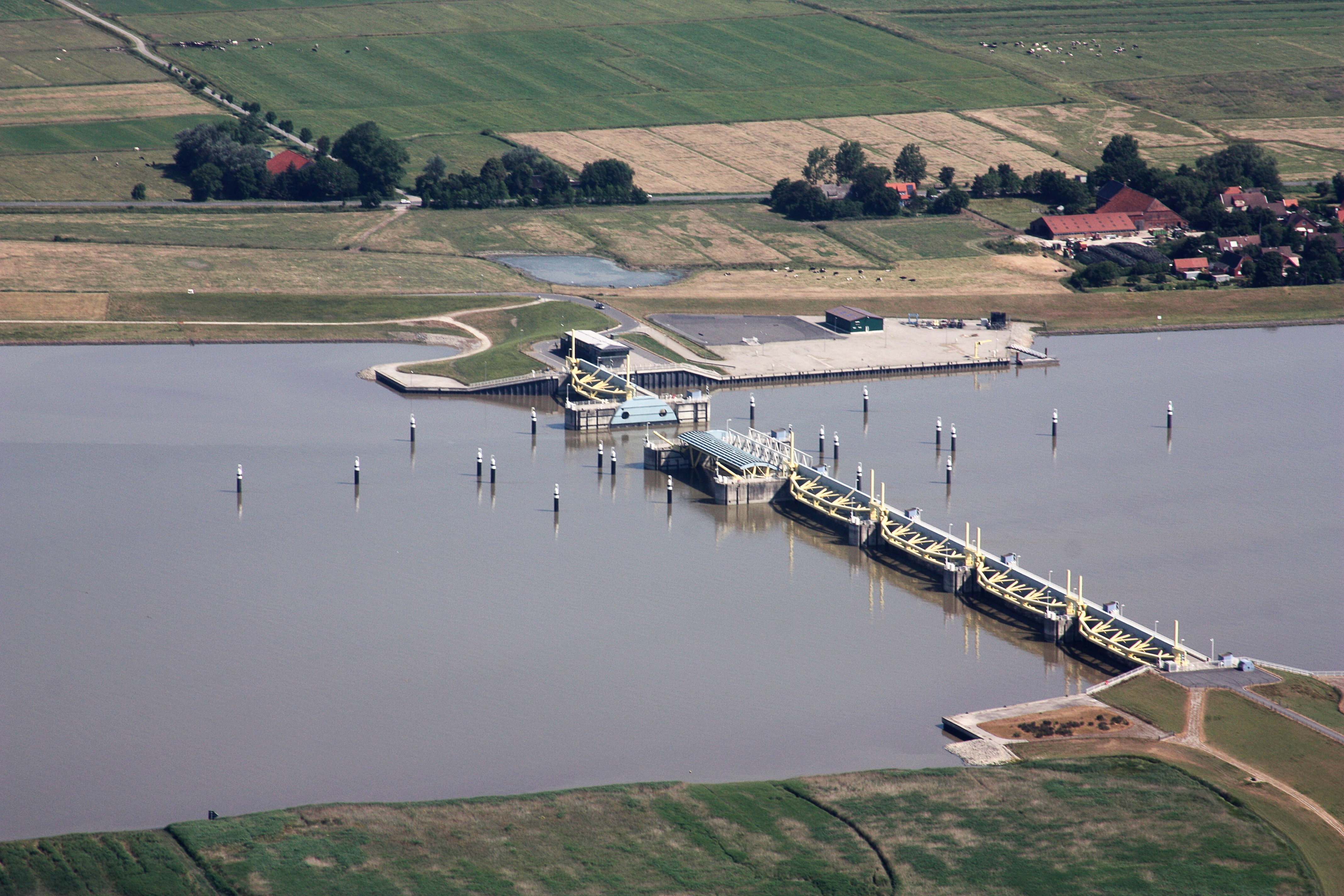
Emssperrwerk, erbaut 1998 bis 2002

Nach dem Zusammenschluss zur Gemeinde Moormerland wurde die Infrastruktur weiter ausgebaut. So entstand in Warsingsfehn das neue Rathaus der Großgemeinde, ebenso ein Schulzentrum (Haupt- und Realschule). In unmittelbarer Nachbarschaft zu Schule und Rathaus wurde ein Einkaufszentrum errichtet. In Warsingsfehn wurden in den frühen 1970er Jahren mehrere Fehnkanäle zugeschüttet, unter anderem mit dem bei der Aushebung des Sauteler Kanals ausgebaggerten Sand. Dies geschah zum einen aus Kostengründen, weil die Siedlungsreihen auf beiden Seiten der Fehnkanäle nun nur mit einer Versorgungsleitung statt vorher zwei erreicht werden konnten. Zum anderen konnten die Straßen breiter angelegt werden, um den zunehmenden Verkehr aufzunehmen. Allerdings verlor Warsingsfehn dadurch weitgehend seinen ursprünglichen Fehncharakter. Zehn sogenannte Inwieken, Zweigkanäle des Haupt-Fehnkanals, wurden zugeschüttet. Dadurch entstanden etwa sechs Kilometer Straße neu.
Die Gemeinde litt weiterhin unter überdurchschnittlich hoher Arbeitslosigkeit. So wurden Mitte der 1980er Jahre im Arbeitsamtsbezirk Leer Arbeitslosenquoten von mehr als 20 Prozent verzeichnet, mit dem Höhepunkt im Jahr 1984 (23,1 Prozent). In jener Zeit verzeichnete der Landkreis Leer zeitweilig die höchste Arbeitslosenquote der Bundesrepublik. Ursache waren neben Entlassungen auf den Emder Werften auch die Schließung der beiden größten Leeraner Arbeitgeber, dem Olympia-Werk und der Jansen-Werft.
Die Infrastruktur wurde in den vergangenen dreieinhalb Jahrzehnten weiter ausgebaut. Der bereits in den 1970er Jahren auf dem Gemeindegebiet begonnene Bau der Autobahn 31 fand in den frühen 1990er Jahren mit dem Lückenschluss zwischen Veenhusen und dem Dreieck Leer seinen vorläufigen Abschluss. Derzeit (Stand: 2012) werden jedoch noch Standstreifen ergänzt, auf deren Anlage beim Bau zunächst verzichtet wurde. Zwischen 1998 und 2002 wurde bei Gandersum das Emssperrwerk errichtet, das zum einen dem Schutz des flussaufwärts liegenden Hinterlandes bei Sturmfluten dient, zum anderen das Aufstauen der Ems bei Überführungen der Kreuzfahrtschiffe der Meyer Werft ermöglicht. Investiert hat die Gemeinde in den vergangenen Jahren auch in die Förderung des Tourismus.

### Einwohnerentwicklung

Einwohnerentwicklung von 1821 bis 2017

Eine systematische Erfassung der Einwohnerzahlen durch die Obrigkeit fand in Ostfriesland seit dem Beginn der preußischen Zeit (1744) statt. Allerdings sind aus jener Zeit selten offizielle Zahlen für einzelne Dörfer übermittelt, so dass die Heimatforschung sich oftmals auf kirchliche Quellen stützt.
Bis zur zweiten Hälfte des 19. Jahrhunderts nahmen die Einwohnerzahlen besonders in den Fehndörfern stark zu, wohingegen die Dörfer in der Marsch bereits in der ersten Hälfte jenes Jahrhunderts einen Rückgang zu verzeichnen hatten. Dies lag an der Zusammenlegung von Höfen, die nicht nur für die Bauern, sondern auch die Landarbeiter weniger Beschäftigungsmöglichkeiten bedeuteten. Die Sturmflut 1825 trug ebenfalls zum Rückgang bei. In der zweiten Hälfte des 19. Jahrhunderts kam es in allen Gemeindeteilen zur Auswanderung in die USA.
Nach dem Zweiten Weltkrieg wurden im vorliegenden Gebiet viele Ostflüchtlinge und Vertriebene aufgenommen, die zunächst einen deutlichen Bevölkerungsschub bedeuteten. Wegen der schlechten Arbeitsmarktlage wanderten jedoch viele der neu Hinzugezogenen wie auch Alteingesessene in den 1950er Jahren in prosperierende Regionen Deutschlands ab. In den 1960er Jahren erreichte das „Wirtschaftswunder“ auch Ostfriesland. Die Gemeinden des Moormerlands wuchsen durch die Ausweisung von neuen Baugebieten.
Nach Bildung der Gemeinde Moormerland nahmen die Einwohnerzahlen bis Ende der 1980er Jahre insgesamt nur wenig zu, wozu auch die Abwanderung in andere Regionen angesichts hoher Arbeitslosenzahlen in den 1980er Jahren beitrug. Mit einer Verbesserung der wirtschaftlichen Lage und dank des Zuzugs von Neubürgern aus den neuen Bundesländern sowie Aussiedlern wuchs die Gemeinde in den 1990er Jahren deutlich. In jüngerer Zeit spielen auch Ruheständler aus anderen Regionen Deutschlands, die in Ostfriesland ihren Lebensabend verbringen, eine Rolle. 1993 überschritt die Einwohnerzahl die 20.000er-Marke, 2002 dann die 22.000er-Marke. Seither liegt die Einwohnerzahl konstant über 22.000 mit dem Einwohnerhöchststand von genau 22.500 im Jahre 2008.
Der Wegweiser Kommune der Bertelsmann-Stiftung prognostiziert der Gemeinde eine stabile Einwohnerzahl bis 2030: Demnach würde Moormerland weiterhin bei etwas mehr als 22.000 Einwohnern liegen. Das Niedersächsische Landesamt für Statistik hingegen geht für den gesamten Landkreis Leer von einem Rückgang der Einwohnerzahl bis 2030 aus (von zirka 165.000 auf rund 152.000), weist allerdings keine Prognosen für einzelne Kommunen aus.
| Jahr | Einwohner |
| ---- | --------- |
| 1821 | 4.825     |
| 1848 | 6.525     |
| 1871 | 7.357     |
| 1885 | 7.890     |
| 1905 | 8.792     |
| 1925 | 10.521    |
| 1939 | 11.630    |
| 1946 | 14.941    |
| 1950 | 15.556    |
| 1961 | 14.548    |

| Jahr | Einwohner |
| ---- | --------- |
| 1970 | 18.475    |
| 1987 | 18.881    |
| 1991 | 19.551    |
| 1992 | 19.790    |
| 1993 | 20.098    |
| 1994 | 20.385    |
| 1995 | 20.726    |
| 1996 | 21.020    |
| 1997 | 21.206    |
| 1998 | 21.437    |

| Jahr | Einwohner |
| ---- | --------- |
| 1999 | 21.711    |
| 2000 | 21.801    |
| 2001 | 21.993    |
| 2002 | 22.220    |
| 2003 | 22.361    |
| 2004 | 22.398    |
| 2005 | 22.448    |
| 2006 | 22.495    |
| 2007 | 22.476    |
| 2008 | 22.500    |

| Jahr | Einwohner |
| ---- | --------- |
| 2009 | 22.456    |
| 2010 | 22.382    |
| 2011 | 22.566    |
| 2012 | 22.553    |
| 2013 | 22.667    |
| 2014 | 22.783    |
| 2015 | 23.138    |
| 2016 | 23.236    |
| 2017 | 23.474    |

## Religion

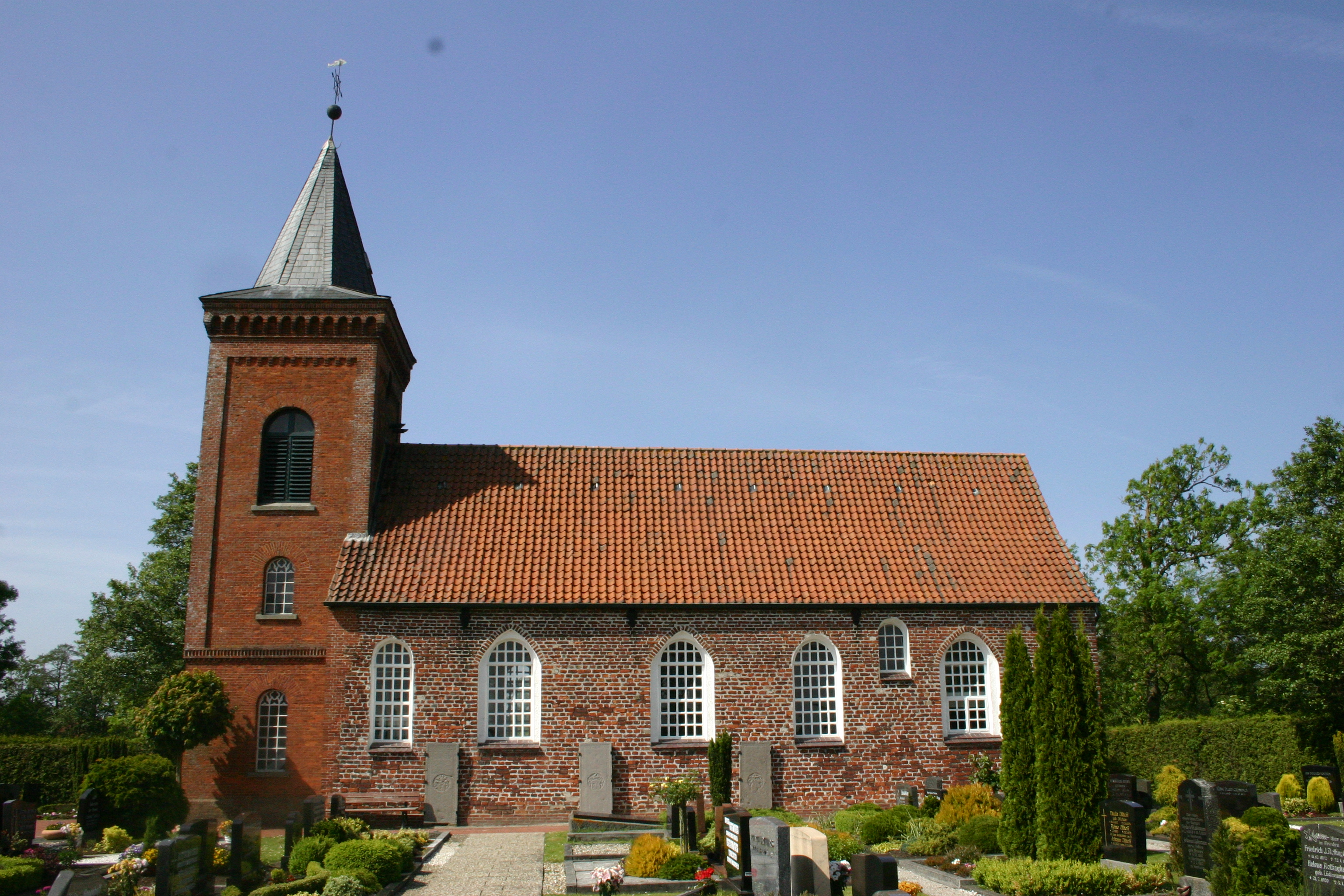
Reformierte Kirche Veenhusen

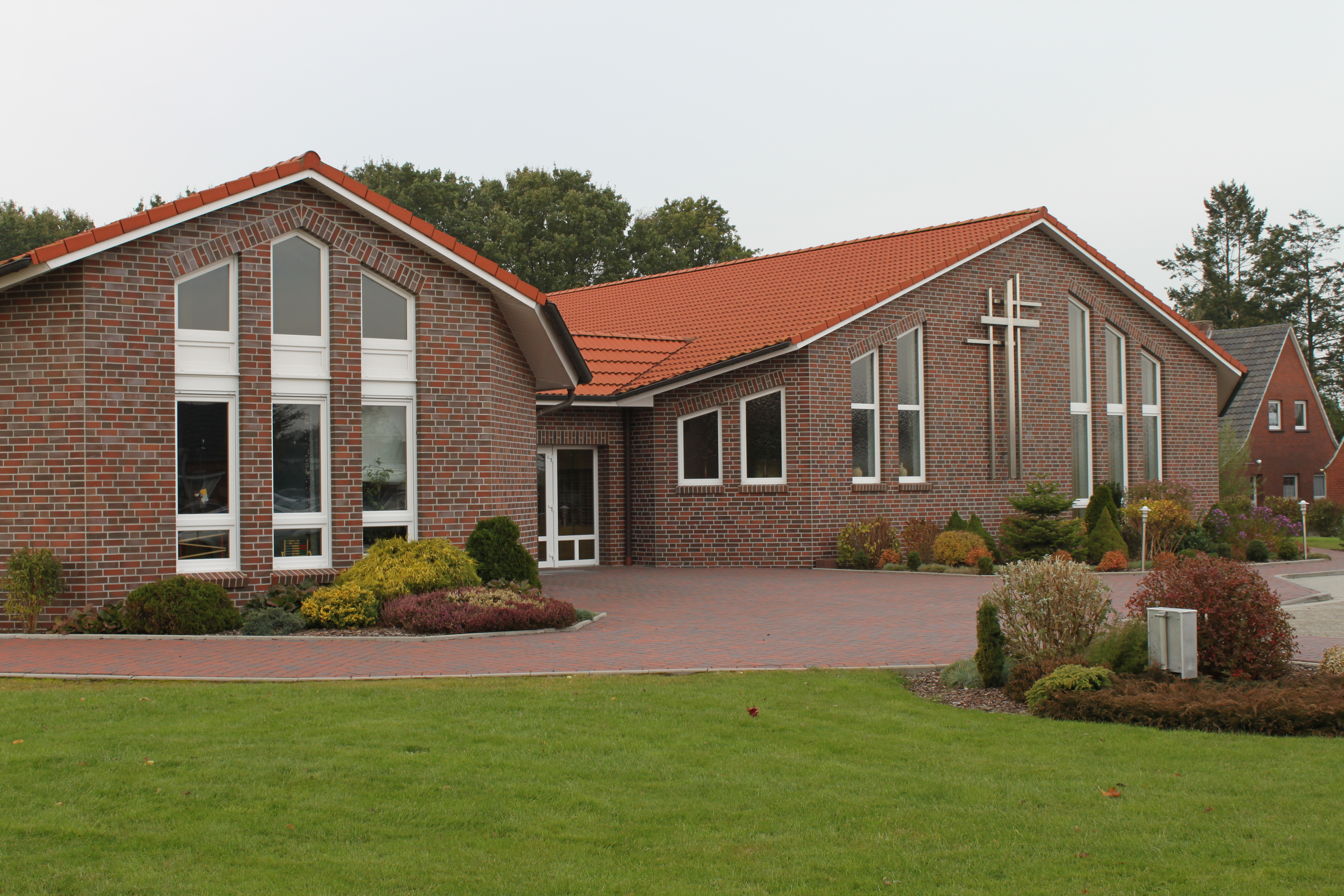
Baptistenkirche Veenhusen

Im Mittelalter unterstanden die Kirchen der Propstei Leer im Bistum Münster. Im Zuge der Reformation wandten sich die Gemeinden bereits in den 1520er Jahren dem neuen Bekenntnis zu (Veenhusen folgte um 1540). Seitdem ist Moormerland wie ganz Ostfriesland protestantisch geprägt. Es befindet sich im Übergangsgebiet zwischen den traditionell lutherischen und reformierten Gebieten. Der Osten ist eher lutherisch (Kirchengemeinden Hatshausen, Jherings-Boekzetelerfehn sowie Warsingsfehn), der Westen stärker reformiert (Kirchengemeinden Veenhusen, Neermoor, Neermoorpolder, Rorichum, Tergast, Oldersum und Gandersum). Die lutherischen Gemeinden gehören zum Kirchenkreis Leer mit insgesamt 19 Kirchengemeinden und etwa 40.000 Mitgliedern. Die reformierten Gemeinden sind Teil des Synodalverbandes Südliches Ostfriesland mit 23.000 Gemeindegliedern in 17 Kirchengemeinden.
Evangelisch-Freikirchliche Christen, auch Baptisten genannt, haben im Ortsteil Veenhusen ihr Gemeindezentrum. Ihre Geschichte reicht in das Jahr 1857 zurück. Zunächst versammelten sich die Baptisten in Neermoor und Warsingsfehn zu unregelmäßigen Gottesdiensten; später stellte der Schiffer Jan Saathoff in seinem Haus einen Raum zur Verfügung, in dem mit regelmäßigen Sonntagsversammlungen begonnen wurde. Erst 1956 wurde ein eigenes Gotteshaus an der Königsmoorstraße in Veenhusen geweiht. 1968 erfolgte eine Erweiterung des Gemeindezentrums; 1983 wurde die Evangelisch-Freikirchliche Gemeinde Moormerland (EFGM), bis dahin Zweiggemeinde der Baptistengemeinde Leer, selbstständig. Am 31. Oktober 2004 bezogen die Veenhuser Baptisten ihre neue Kirche in der Nachbarschaft des alten Gemeindezentrums.
Weitere Freikirchen in Moormerland sind die evangelisch-altreformierte Gemeinde Neermoor, die Pfingstgemeinde in Jheringsfehn sowie die von der Tradition der Brüderbewegung geprägte Christliche Gemeinde Moormerland in Warsingsfehn.
Römisch-katholische Christen haben ihr geistliches Zentrum in Oldersum. Hier befindet sich die Kirchengemeinde Mariä Himmelfahrt, die mit den katholischen Gemeinden Leer und Weener eine Pfarreiengemeinschaft bildet.
Statistische Daten zur Zahl der Angehörigen anderer Glaubensrichtungen, etwa Muslime, liegen nicht vor. Die nächstgelegene Moschee ist die Eyüp-Sultan-Moschee in Emden.

## Politik

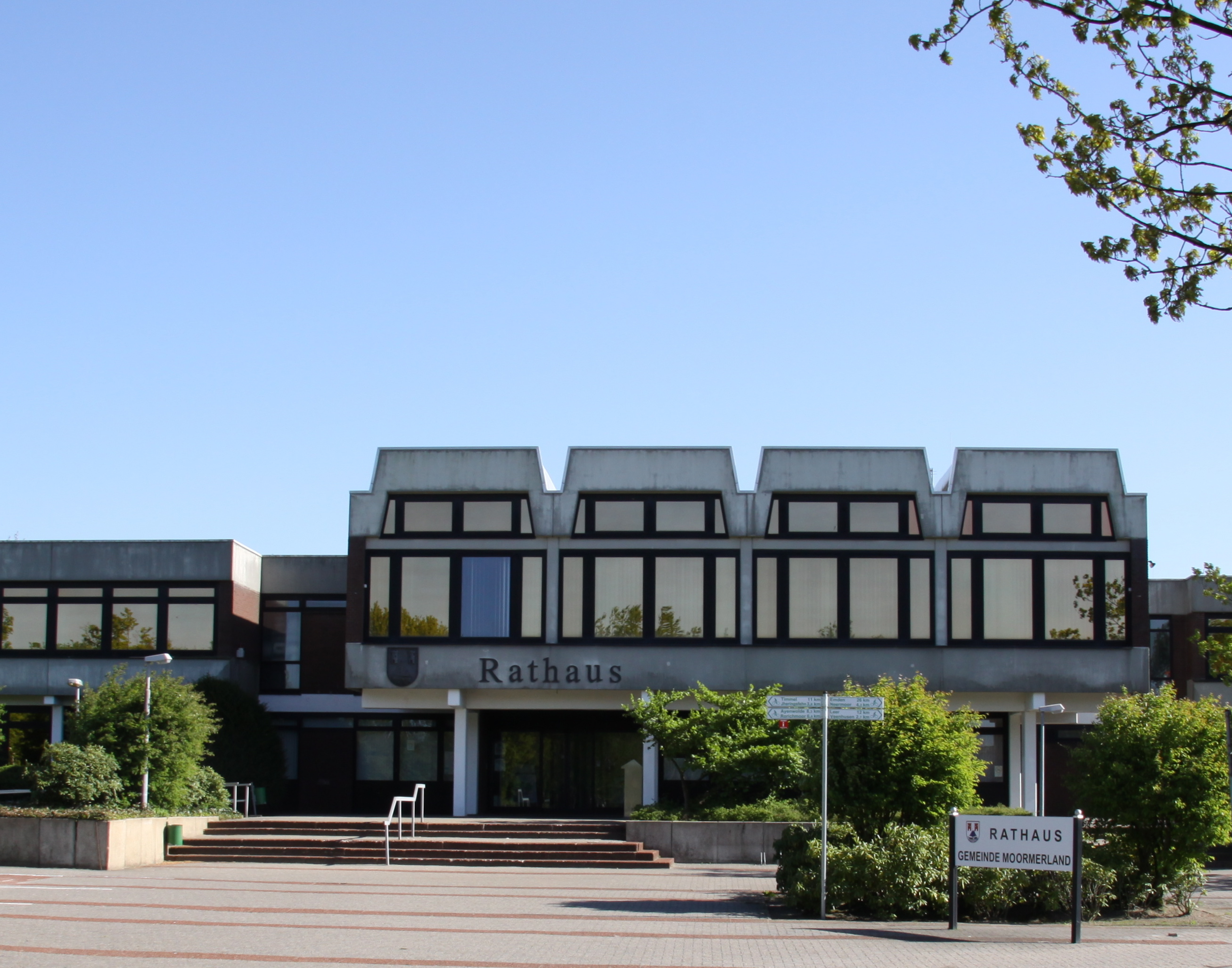
Das Rathaus der Gemeinde

Die Gemeinde ist, wie Ostfriesland in seiner Gesamtheit, seit Jahrzehnten eine Hochburg der SPD. Die Sozialdemokraten haben derzeit die relative Mehrheit der Sitze im Gemeinderat und stellen auch den Bürgermeister. Lediglich von 1999 bis 2006 gewann ein unabhängiger Kandidat das Bürgermeisteramt für sich. Bei Landtagswahlen setzen sich ebenso die SPD-Kandidaten durch, wohingegen der Bundestagswahlkreis (s. Abgeordnete) aufgrund der Struktur seit seiner Einrichtung von CDU-Kandidaten gewonnen wurde. Bei Bundestagswahlen ergibt sich im Moormerland allerdings die (absolute oder relative) Mehrheit für die Sozialdemokraten.
Bei der Bundestagswahl 1949 erzielte die SPD mit Ausnahme des Ortsteils Terborg überall die relative Mehrheit, 1953 hingegen drehte sich das Ergebnis: Bis auf Gandersum und Jheringsfehn gewannen die Christdemokraten in den einzelnen Gemeinden des Moormerlands. Im Gegensatz zum restlichen Ostfriesland war die CDU im Landkreis Leer bereits frühzeitig organisiert und erzielte dort seinerzeit die besten Ergebnisse innerhalb der Region. Während CDU und SPD bei der Wahl 1969 noch ungefähr gleichauf lagen, bedeutete die „Willy-Brandt-Wahl“ 1972 für die Sozialdemokraten Rekordwerte in Ostfriesland im Allgemeinen und auch im Moormerland: Mit Ausnahme von Terborg und Hatshausen erzielte die SPD die absolute Mehrheit in den einzelnen Gemeinden. In den folgenden Jahrzehnten blieb es beim teils sehr deutlichen Vorsprung der Sozialdemokraten im Gemeindegebiet, so auch bei den vergangenen drei Bundestagswahlen 2002, 2005 und 2009. Allerdings mussten die Sozialdemokraten 2009 deutliche Verluste hinnehmen: Sie erreichten nur noch 38,4 Prozent gegenüber 56 Prozent vier Jahre vorher. Dennoch blieb die SPD stärkste Partei.

### Gemeinderat
Der Gemeinderat der Gemeinde Moormerland besteht aus 34 Ratsfrauen und -herren. Dies ist die festgelegte Anzahl für eine Gemeinde mit einer Einwohnerzahl zwischen 20.001 und 30.000. Die 34 Ratsmitglieder werden in der Kommunalwahl für jeweils fünf Jahre gewählt. Die aktuelle Amtszeit begann am 1. November 2021 und endet am 31. Oktober 2026.
Stimmberechtigt im Gemeinderat ist außerdem der hauptamtliche Bürgermeister Hendrik Schulz (SPD).
Nach den Ergebnissen der niedersächsischen Kommunalwahl vom 12. September 2021 ergab sich folgende Sitzverteilung im Gemeinderat:
| Partei                               | Stimmenanteil | Sitze 2021 | Sitze 2016 |
| SPD                                  | 43,4 %        | 15         | 16         |
| CDU                                  | 29,5 %        | 10         | 12         |
| Wählergemeinschaft Moormerland (WML) | 10,8 %        | 4          | 1          |
| Grüne                                | 10,1 %        | 4          | 3          |
| FDP                                  | 4,1 %         | 1          | 1          |

Bei der Kommunalwahl 2021 lag die Wahlbeteiligung mit 55,4 % unter dem niedersächsischen Durchschnitt von 57,1 Prozent. Zum Vergleich – bei der vorherigen Kommunalwahl vom 11. September 2016 lag die Wahlbeteiligung bei 52,4 Prozent.

### Bürgermeister
Hauptamtlicher Bürgermeister der Gemeinde Moormerland ist Hendrik Schulz (SPD). Bei der letzten Bürgermeisterwahl 2021 löste er die bisherige Amtsinhaberin Bettina Stöhr (SPD) ab. Bei der Kommunalwahl 2021 trat Stöhr nicht erneut an. Keiner der fünf Bürgermeisterkandidaten erzielte die absolute Mehrheit. Am 26. September 2021 fand eine Stichwahl zwischen Hendrik Schulz von der SPD und der parteilosen Einzelbewerberin Birgit Struckholt, die von der CDU unterstützt wurde, statt. Schulz entschied die Wahl mit 58,6 % für sich, während Struckholt 41,4 % der Stimmen auf sich vereinte.
Seit dem Zusammenschluss zur Großgemeinde Moormerland 1973 hatten dieses Amt inne: Harm Weber (SPD, 1973–1991), Herbert Welzel (SPD, 1991–1993), Anton Lücht (SPD, 1993–1999), Heinz Palm (parteilos, 1999–2006), Anton Lücht (SPD, 2006–2014) und Bettina Stöhr (SPD, 2014–2021).

### Vertreter im Land- und Bundestag
Moormerland zählt zum Landtagswahlkreis Leer/Borkum. Er umfasst die Städte Borkum, Weener die Gemeinden Bunde, Jemgum, Moormerland und Westoverledingen sowie das gemeindefreie Gebiet Insel Lütje Hörn. Bei der letzten Landtagswahl in Niedersachsen vom 9. Oktober 2022 gewann Nico Bloem (SPD) das Direktmandat mit 42,7 % der Stimmen. Über die Landesliste von Bündnis 90/Die Grünen zog Meta Janssen-Kucz erneut in den Landtag ein. Janssen-Kucz legte ihr Mandat im Dezember 2024 nieder.
Moormerland gehört zum Bundestagswahlkreis Unterems (Wahlkreis 25), der aus dem Landkreis Leer und dem nördlichen Teil des Landkreises Emsland besteht. Der Wahlkreis wurde zur Bundestagswahl 1980 neu zugeschnitten und ist seitdem unverändert. Bislang setzten sich in diesem Wahlkreis ausschließlich CDU-Kandidaten durch. Bei der Bundestagswahl 2025 wurde die CDU-Abgeordnete Gitta Connemann aus Leer erneut direkt gewählt. Über Listenplätze der Parteien zogen Anja Troff-Schaffarzyk (SPD) und Martina Uhr (AfD) aus dem Wahlkreis in den Bundestag ein.

### Wappen und Flagge
| Wappen der Gemeinde Moormerland | Blasonierung: „Auf silbernem (weißem) Schildfuß, darin zwei blaue Wellenleisten, in Silber (Weiß) unter zwei roten Zinnentürmen mit je zwei Schießscharten und offenem Tor ein blaues einmastiges Schiff mit blauen Segeln und silbernem (weißem) Seitenschwert.“ |
| Wappen der Gemeinde Moormerland | Wappenbegründung: Das von Ebo Pannenborg entworfene Wappen wurde vom Moormerländer Gemeinderat in seiner Sitzung am 16. September 1975 eingeführt und 1976 vom Regierungspräsidenten in Aurich genehmigt. Es übernimmt Stilmerkmale aus den Wappen der drei Gemeinden Warsingsfehn, Neermoor und Oldersum, die bereits zuvor ein Wappen geführt hatten. Aus dem Oldersumer Wappen sind die Wellen unten übernommen, die die Nähe zur Ems symbolisieren. Das Schiff, bei dem es sich um eine ostfriesische Tjalk handelt, ist dem Warsingsfehner Wappen entnommen und steht für die jahrhundertelange Schifffahrtstradition an der Ems und auf den Fehnen. Die beiden Burgtürme stammen aus dem Neermoorer Wappen und erinnern an die dort einst stehende Burg. Da sich jedoch auch in Oldersum in früheren Zeiten zwei Burgen befanden, in den anderen Ortsteilen außer Neermoor und Oldersum jedoch nicht, könnten die beiden Türme auch für die beiden „Burg-Orte“ stehen. |

Hissflagge der Gemeinde
Wappen der ehem. Gemeinde Neermoor
Wappen der ehem. Gemeinde Oldersum
Wappen der ehem. Gemeinde Warsingsfehn

### Städtepartnerschaft
Seit 1990 besteht eine Partnerschaft zwischen Moormerland und der mecklenburgischen Stadt Malchow, die ebenfalls in wasserreicher Umgebung liegt. Neben Lokalpolitikern besuchen sich auch Mitglieder der Heimatvereine gegenseitig.
Die Partnerschaft geht auf einen Kontakt des damaligen Moormerländer Bürgermeisters Harm Weber zu Mitgliedern des Runden Tisches in Malchow im Jahre 1989 zurück. Zwischen den Einwohnern der beiden Kommunen entwickelten sich daraufhin verschiedene Kontakte, die zur Besiegelung der Partnerschaft am 11. September 1990 führten.

## Kultur und Sehenswürdigkeiten

### Kirchen und Orgeln

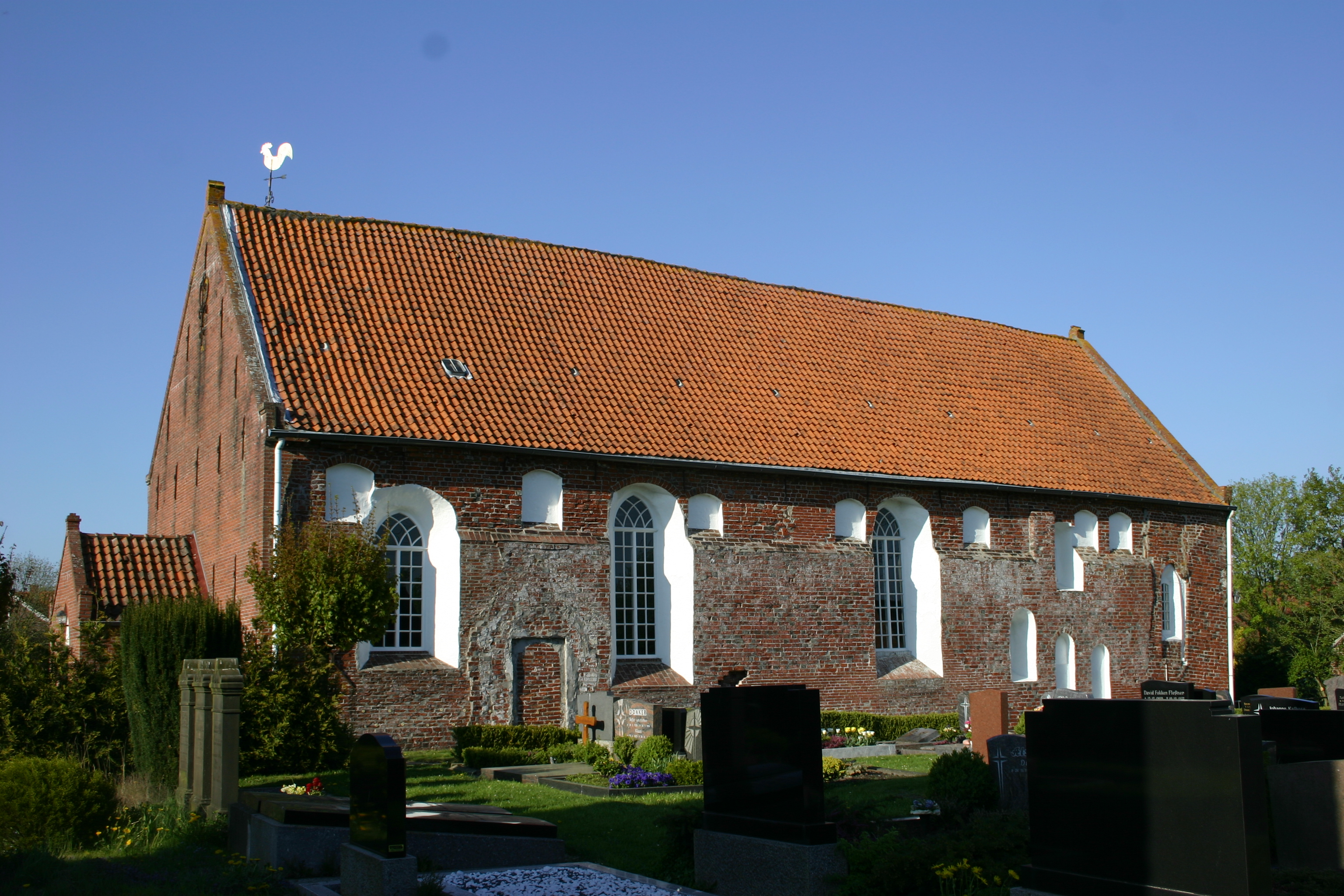
Durch zahlreiche Blendfenster verzierte Südseite der Nicolai-Kirche in Rorichum

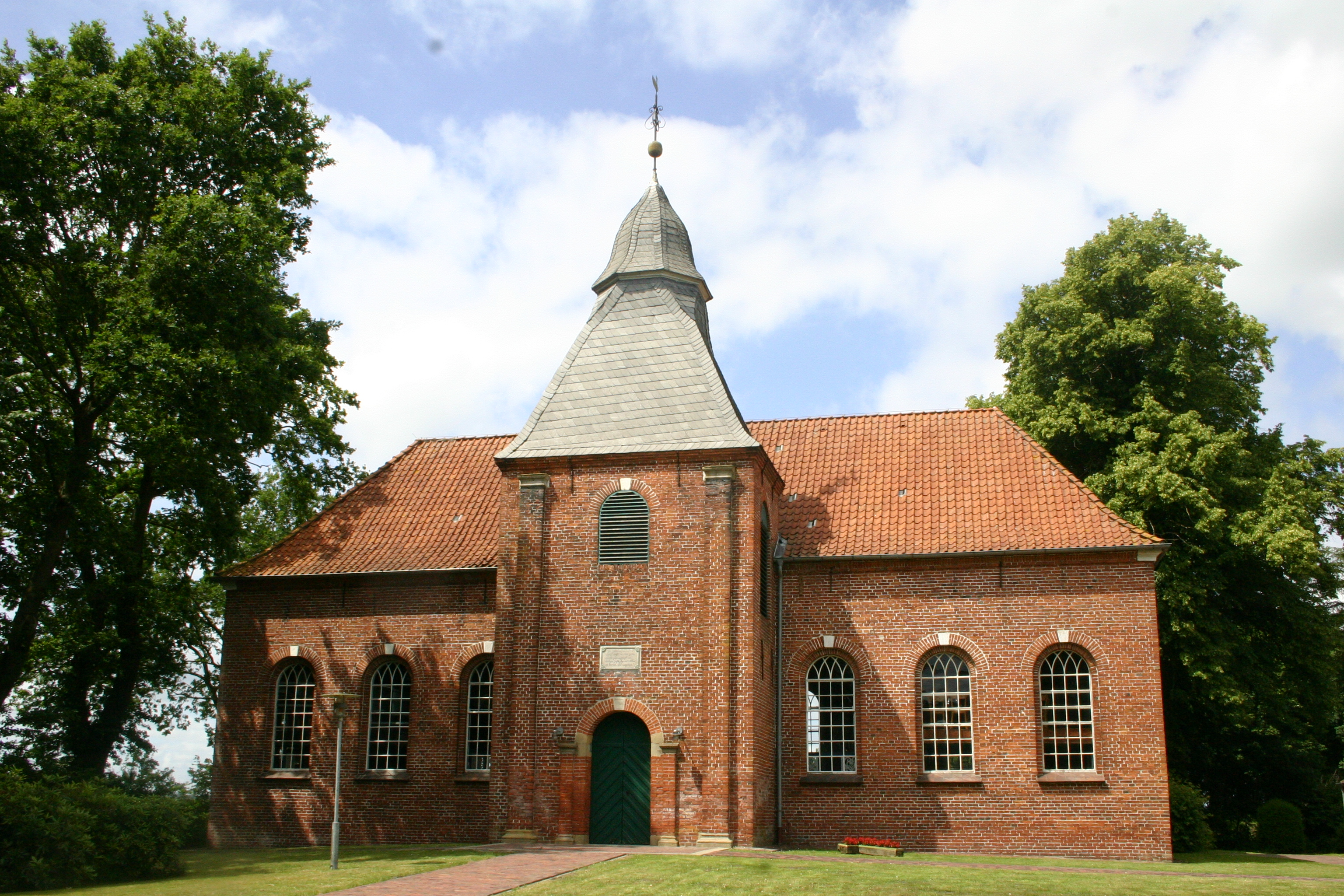
Die symmetrisch gebaute Kirche auf der Grenzlinie von Hatshausen und Ayenwolde

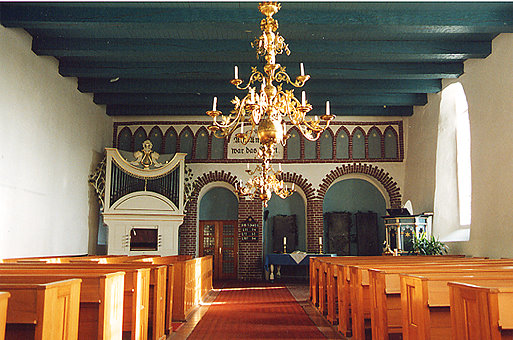
Innenraum der Tergaster Kirche mit Lettner

Da die Flussmarschen der Ems schon deutlich früher besiedelt waren als die Moorgegenden im Osten des Gemeindegebiets, befinden sich in den Dörfern nahe dem Fluss auch die deutlich älteren Kirchen. Einige reformierte Kirchen stammen aus mittelalterlicher Zeit und wurden als einschiffige Saalkirchen errichtet. In Boekzetelerfehn liegt der Friedhof der Kommende Boekzetel zwischen drei Gehöften. Sie gehörten zum Ordenshaus des Johanniterordens, deren Kommende im Jahr 1319 erstmals urkundlich erwähnt wurde. Die bisherigen Bodenfunde waren aber wenig ergiebig.
Die Tergaster Kirche wurde im 13. Jahrhundert auf einer Warft errichtet und ist die älteste Moormerlands. Die ursprüngliche Apsis und das Chorgewölbe sind nicht mehr vorhanden; die Portale an den Langseiten sind ebenso wie die Fensternischen der Nordwand zugemauert. Architektonisch einmalig in Ostfriesland ist der um 1400 eingebaute Lettner mit 15 spitzbogigen Nischen über vier großen Rundbögen. Gerd Sieben Janssen schuf 1839/40 die Orgel, deren Registerbestand zur Hälfte erhalten ist, während der Rest von Winold van der Putten aus dem niederländischen Finsterwolde in den Jahren 1999 und 2000 originalgetreu rekonstruiert wurde. Das Werk befand sich ursprünglich in Neustadtgödens und wurde im Jahr 1939 nach Tergast verkauft.
Die Veenhuser Kirche stand ursprünglich auf der nahe gelegenen Emsinsel Osterwinsum. Als sich dort der Flussverlauf änderte, wurde das Gotteshaus im Jahr 1283 abgetragen und in Veenhusen neu errichtet. Die in den Jahren 1801 und 1802 von Johann Gottfried Rohlfs gebaute und weitgehend erhaltene Orgel verfügt über acht Register auf einem Manual und angehängtem Pedal. Der alte freistehende Glockenturm wich 1869 einem Westturm. Als sich die Dorfmitte im Zuge der fortschreitenden Moorkultivierung immer weiter ostwärts verlagerte, wurde 1984 im heutigen Ortszentrum eine neue Kirche errichtet. Übergangsweise fanden die Gottesdienste in der Schule statt, da den Einwohnern der neuen Kolonie der Weg zur alten Kirche zu weit war.
Ebenfalls aus dem 14. Jahrhundert stammt die Nicolai-Kirche in Rorichum, ein apsisloser Einraumsaal, dessen Glockenturm noch älter ist. Dort befindet sich die Petriglocke, gegossen 1497, die mit 125 Zentimeter Durchmesser die größte mittelalterliche Glocke Ostfrieslands ist. Sie stammt von Gerhard van Wou, einem der bedeutendsten Glockengießer des Mittelalters. Die einmanualige Orgel mit sieben Registern wurde in den Jahren 1867 bis 1869 von den Gebrüdern Rohlfs gebaut und ist weitgehend erhalten. Ebenfalls auf der Warft steht das alte Pastorat von 1791, das als Wohnhaus mit einer Gulfscheune an der Stelle des spätmittelalterlichen Steinhauses errichtet wurde. Zusammen mit dem ehemaligen Schulgebäude bilden die vier Gebäude auf der Warft ein ungewöhnliches Ensemble.
Die spätromanische Gandersumer Kirche geht auch auf das 14. Jahrhundert zurück, wurde jedoch gründlich umgebaut. Ein Ostanbau in Gestalt einer Apsis oder eines Chors wurde am Ende des 18. Jahrhunderts abgerissen; die Einrichtungsgegenstände wurden bei weiteren Renovierungen ersetzt. Nachdem die Kirche im Jahr 1945 unter Artilleriebeschuss zu leiden hatte und das Dach eingestürzt war, blieben nur noch die Außenmauern stehen. Ein Wiederaufbau erfolgte in den Jahren 1959 bis 1962. Die kleine Orgel mit fünf Registern geht auf eine Hausorgel aus dem 18. Jahrhundert zurück. Bei der Schließung der Kirche etwa 1938 wurde das Instrument in die Emder Schweizer Kirche überführt und überstand auf diese Weise die Zerstörung der Gandersumer Kirche. Zur Wiedereröffnung wurde die Orgel zurückgeführt und 1990/91 von Winold van der Putten und Berend Veger umfassend restauriert und rekonstruiert.
Die reformierte Kirche in Neermoor wurde 1797 als rechteckige Saalkirche gebaut. Im Jahr 1875 erfolgte die Aufstockung des Westturms auf 45 Meter und drei Geschosse. Wertvollster Einrichtungsgegenstand ist die Orgel von Hinrich Just Müller des Jahres 1798, die zum großen Teil original erhalten ist. Die Kanzel mit Schnitzwerk und gedrehten Ecksäulen stammt aus dem Vorgängergebäude und steht auf einem gemauerten Podest. Sie wurde vermutlich von Frerick Albers geschaffen.
Die Kirchengemeinden in Hatshausen und Ayenwolde errichteten im Jahr 1783 die Maria-Magdalena-Kirche auf der Grenzlinie beider Orte, die axial durch Tür, Turm, Altar und Kanzel verläuft. Der Glockenturm mit Welscher Haube an der Südseite, der auch als Eingangsportal dient, wird auf 1808 datiert. Die Kanzel wurde aus der Vorgängerkirche von 1680 übernommen. Von der Orgel, die nach dem Tod von Johann Hinrich Klapmeyer von Johann Gottfried Rohlfs im Jahr 1793 vollendet wurde, ist nur der historische Prospekt erhalten. Dahinter befindet sich ein neues Werk der Firma Alfred Führer (1975/76) mit fünf Registern auf einem Manual.
In ähnlicher Weise steht die neuromanische Jheringsfehner Kirche von 1864 auf der Grenze zu Boekzetelerfehn. Ein Jahr später wurde die Altreformierte Kirche in Neermoor errichtet, die nur über zwölf Bänke verfügt und eines der kleinsten Kirchengebäude Ostfrieslands ist.

### Profanbauwerke

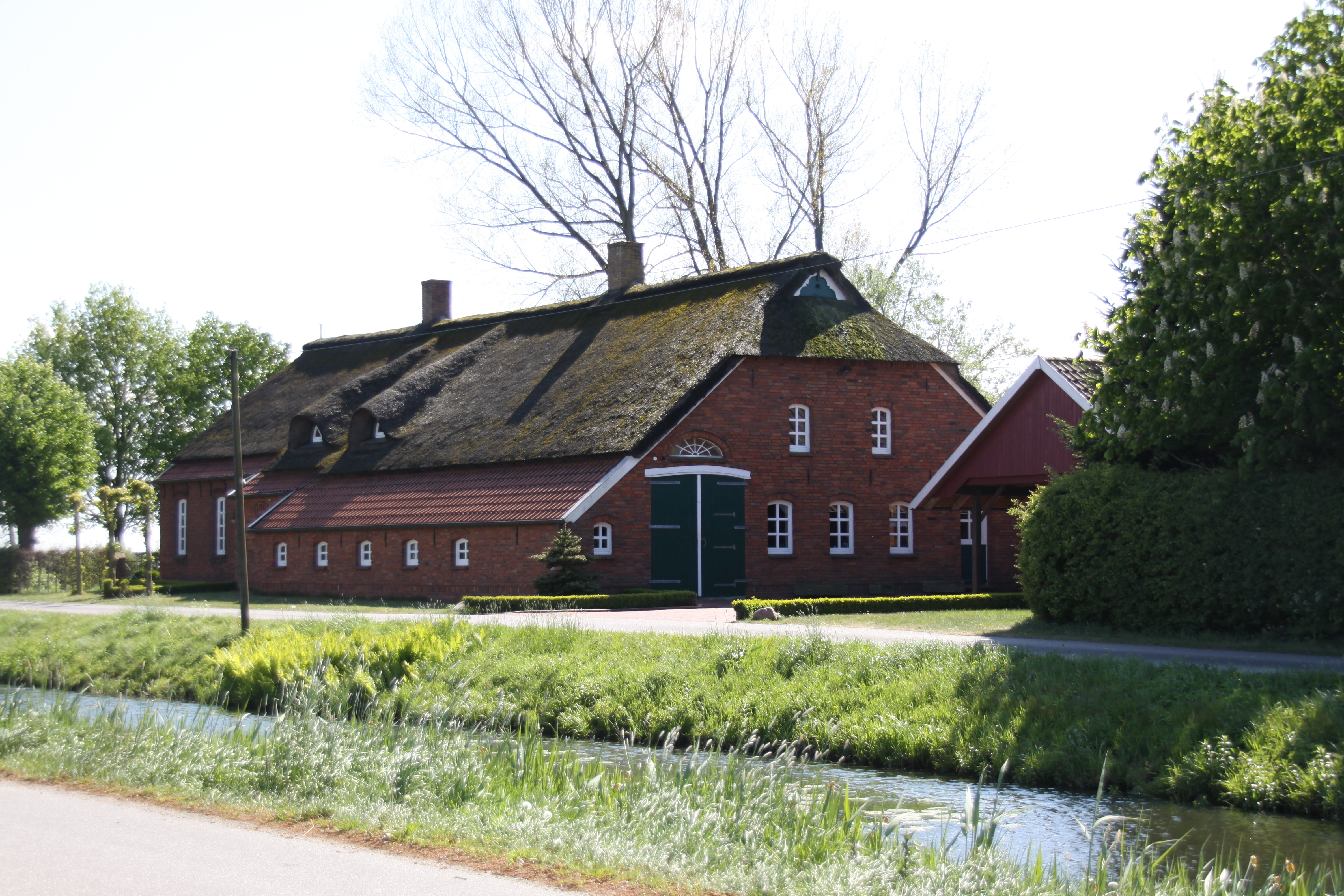
Gulfhof an der Hookswieke

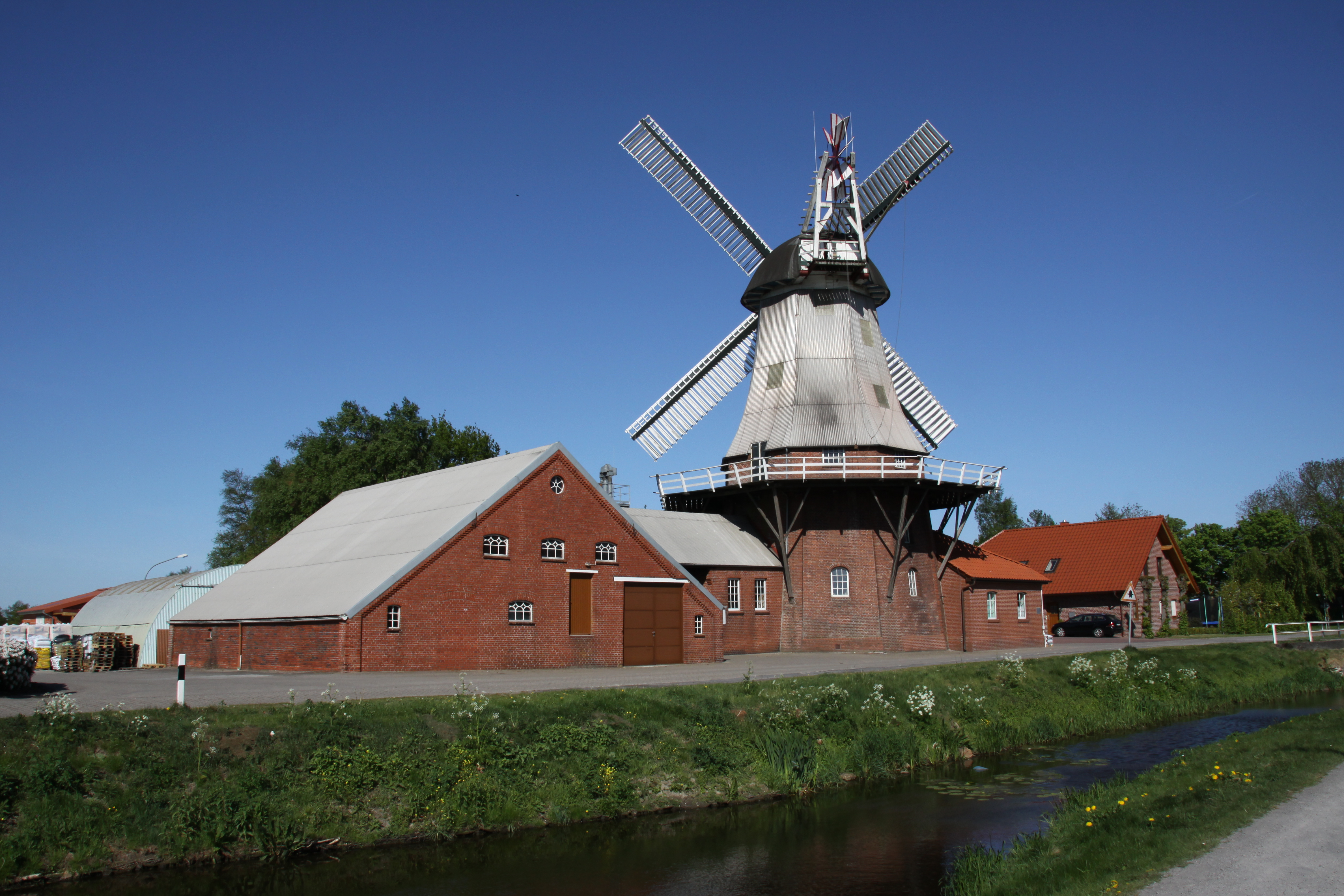
Windmühle Warsingsfehn

In den Ortsteilen Neermoor und Warsingsfehn befinden sich historische Windmühlen. Die Mühle in Neermoor stammt aus dem Jahre 1884 und war bis 1989 in Betrieb, wenn zuletzt auch nur mit Motorkraft, da Flügel und Kappe bereits 1964 abgenommen wurden. Im Jahr 2000 begann eine umfassende Sanierung. Bereits 1811/12 wurde die Warsingsfehntjer Mühle errichtet. Auch ihr Flügelwerk wurde 1967 demontiert, anschließend betrieb der Müller sie per Elektromotor noch einige Jahre weiter. Die Mühlenkappe wurde 1994 neu aufgesetzt, 1996 eine Galerie angebaut.
Wohnhäuser aus vergangenen Jahrhunderten im für die Region typischen Klinker sowie Gulfhöfe befinden sich überall im Gemeindegebiet, wobei die Gulfhöfe der Marsch zumeist deutlich größer sind als diejenigen auf der Geest oder in Moorgebieten. Der Wirtschaftsteil des Hofs Janssen in Ayenwolde kann nach vorheriger Absprache auch von innen besichtigt werden. In den Fehnorten gibt es eine Vielzahl historischer Klappbrücken. Ein herausragendes technisches Bauwerk neueren Datums in der Gemeinde ist das 2002 fertiggestellte Emssperrwerk bei Gandersum. Die Besuchereinrichtungen werden im Jahresdurchschnitt von zirka 10.000 Personen besichtigt.
Im Zuge von Dorferneuerungsprogrammen rettete man in der Vergangenheit in mehreren Dörfern alte Bausubstanz, wenn auch eine Vielzahl alter Häuser zuvor abgerissen worden war. Im Ortsteil Warsingsfehn wurden im Zuge des Ausbaus zum Zentrum der Gemeinde nicht nur alte Häuser abgerissen, sondern auch mehrere kleine Fehnseitenkanäle (die so genannten Inwieken) verfüllt, um auf diesen Trassen Straßen anzulegen. In Jheringsfehn hingegen lässt sich die Struktur eines Fehnorts nach wie vor erkennen.

### Museen

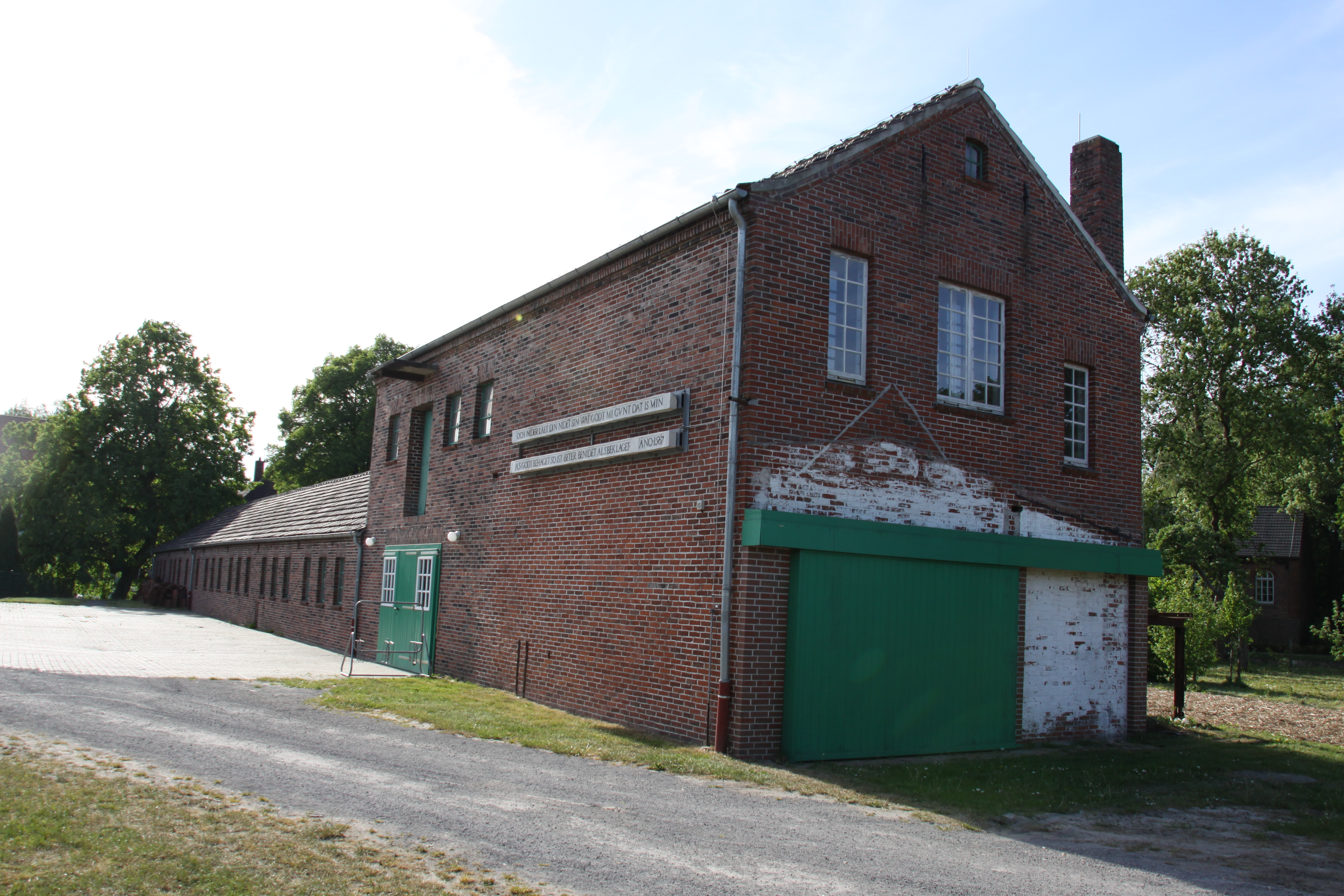
Seilereimuseum Oldersum

Das Heimatmuseum der Gemeinde, „Heitens Huus“, befindet sich im Hauptort Warsingsfehn gegenüber der Windmühle. Im April 2011 wurde in Oldersum ein Seilermuseum eröffnet. Der Bau des Museums kostete die Gemeinde Moormerland rund 150.000 Euro. Es stellt die Geschichte dieses traditionellen Handwerks dar, denn mehr als 100 Jahre lang wurden in Oldersum Seile aus Naturfasern hergestellt, von kleinen Stricken für das Vieh bis hin zu Tauen zum Festmachen von Schiffen.

### Regelmäßige Veranstaltungen
Zu den regelmäßigen Veranstaltungen gehören vor allem solche im musikalischen Bereich. Konzerte werden regelmäßig im Jugend- und Kulturzentrum Phoenix in Rorichmoor gegeben. Chöre und Orchester gibt es in den meisten Ortsteilen der Gemeinde, die dort regelmäßig Konzerte veranstalten. In Warsingsfehn wird seit 2015 alljährlich am ersten Wochenende im November ein Rockkonzert ehrenamtlich organisiert. Auf dem Benefiz-Festival November Rain spielen lokale Bands für krebskranke Kinder aus der Region.
Des Weiteren gibt es eine Reihe von Traditionsveranstaltungen wie Schützen- und Volksfeste, die jedoch keine über den örtlichen Rahmen hinausgehende Bedeutung haben. Am Oldersumer Hafen finden außerdem alljährlich im Mai die Schollentage statt, mit denen an die Tradition des Fischfangs erinnert wird, und in einem historischen Fehnhaus namens Heitens Huus werden gelegentlich Ausstellungen gezeigt. Davon abgesehen sind Überführungen der Kreuzfahrtschiffe der Meyer Werft emsabwärts erwähnenswert. Dabei handelt es sich zwar nicht um eine organisierte Veranstaltung, trotzdem lockt das Ereignis jedes Mal hunderte Schaulustige auf den Moormerländer Emsdeich.

### Sprache

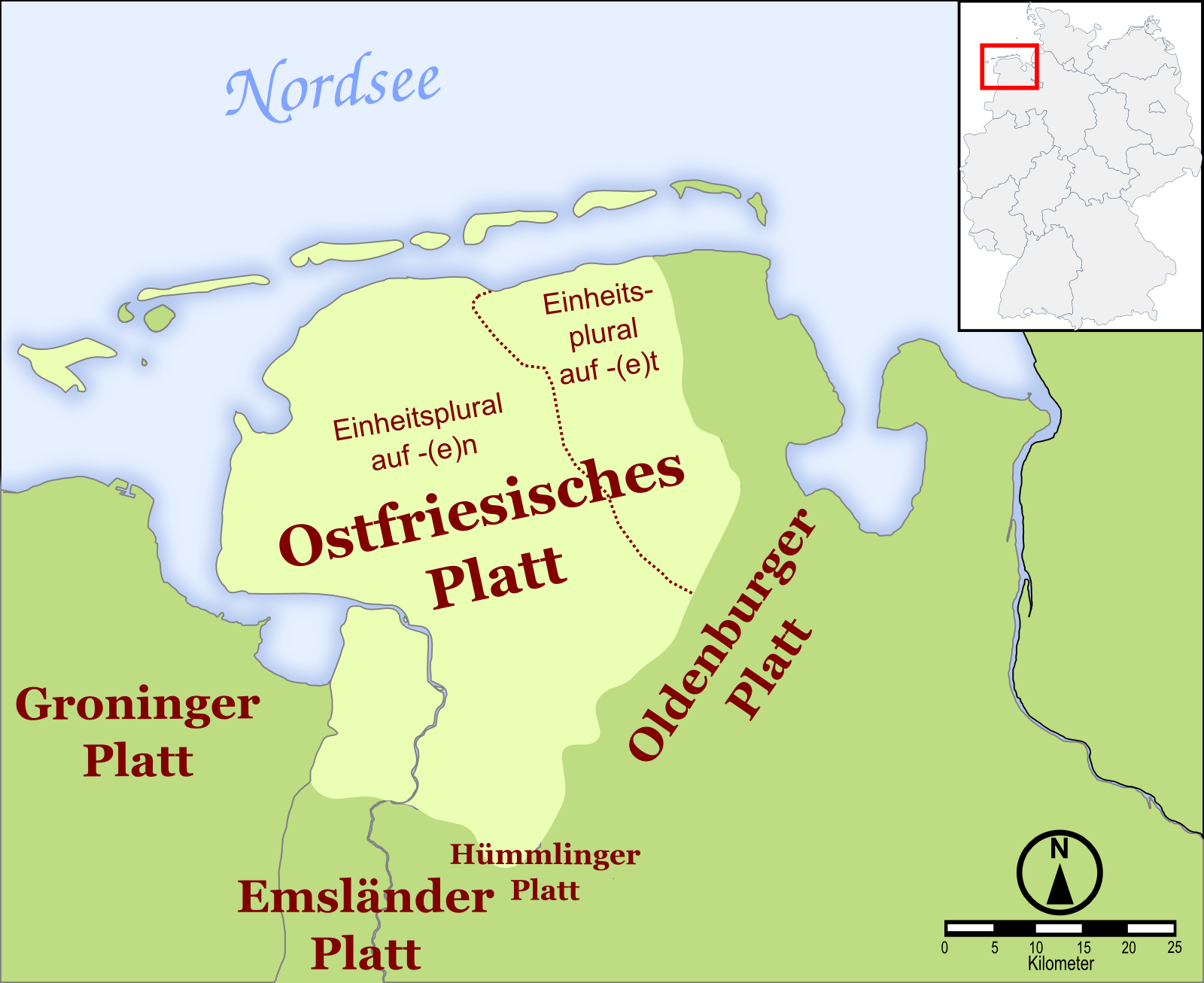
Verbreitung des Ostfriesischen Platt

Im Moormerland wird neben Hochdeutsch Ostfriesisches Platt gesprochen. Durch den Zuzug niederländischer Glaubensflüchtlinge nach der Reformation war auch die Niederländische Sprache, die vor allem von den Pastoren eingebracht wurde, zumindest im reformierten Westen des Gemeindegebietes stark verbreitet. Sie ging aber im 19. Jahrhundert stark zurück, als sich Ostfriesland kulturell stärker nach Deutschland orientierte und die reformierten Pastoren in deutschsprachigen Gebieten ausgebildet wurden. 1936 wurde die niederländische Sprache in den Gottesdiensten der Altreformierten verboten. Heute spielt das Niederländische kaum noch eine Rolle, abgesehen von starken Einsprengseln in den lokalen Dialekt.
Das Plattdeutsche ist in der Gemeinde verankert. Es gibt plattdeutsche Gottesdienste, und Trauungen werden mitunter auf Plattdeutsch abgehalten.

### Sport
In den größeren Ortsteilen der Gemeinde gibt es Universalsportvereine, deren größter mit rund 1250 Mitgliedern der SV Warsingsfehn ist. Weitere sind VfL Jheringsfehn, VfL Fortuna Veenhusen, TV Moormerland (in Veenhusen), TV Oldersum, SV Concordia Neermoor und SV Tergast. Andere Vereine betreiben einzelne Sportarten, darunter sind je eine Ortsgruppe des Anglervereins Leer und des Bezirksfischereiverbands für Ostfriesland, der Yachtclub Unterems in Rorichum und ein weiterer Bootssportverein mit Sitz in Neermoor. Die Friesensportart Boßeln, bei der eine Kugel mit möglichst wenigen Würfen über eine festgelegte Strecke zu werfen ist, wird als Wettkampf in drei Vereinen betrieben. Hinzu kommen Sportschützen- und Reitervereine sowie ein Radfahrer- und ein Hockeyverein.

## Wirtschaft und Infrastruktur
Die Wirtschaft Moormerlands ist mittelständisch geprägt, daher gibt es keine Großbetriebe mit mehr als 500 Beschäftigten und die Gemeinde ist kaum industrialisiert. Besonders im Norden und Westen Moormerlands spielt die Landwirtschaft eine wichtige Rolle. Die Gemeinde verfügt über zwei größere Gewerbegebiete beiderseits der Autobahn-Anschlussstelle Neermoor sowie über ein weiteres autobahnnahes Gewerbegebiet in Oldersum. Der Einzelhandel konzentriert sich in den beiden größten Ortsteilen Warsingsfehn und Neermoor, in geringerem Umfang auch in Oldersum und Veenhusen.
Daten zur Arbeitslosigkeit in der Gemeinde werden nicht erhoben. Im Geschäftsbereich Leer der Agentur für Arbeit, der den Landkreis Leer ohne Borkum umfasst, lag die Arbeitslosenquote im Oktober 2024 bei 5,7 Prozent. Sie lag damit 0,1 Prozentpunkte unter dem niedersächsischen Durchschnitt von 5,8 Prozent.
Das Moormerland ist eine Auspendler-Gemeinde. 1818 Einpendlern (Stand: 30. Juni 2022) aus anderen Gemeinden standen 7138 Auspendler gegenüber; das ergibt ein Negativsaldo von 5320. Die Pendler sind vor allem in den Nachbarstädten Leer und Emden beschäftigt. 8987 Moormerländer gingen einer sozialversicherungspflichtigen Tätigkeit nach, in der Gemeinde selbst gab es 3667 sozialversicherungspflichtige Arbeitsplätze.
Etwa drei Prozent der abhängig Beschäftigten sind im Landwirtschaftssektor tätig. Die Zahl der insgesamt in der Landwirtschaft tätigen Personen ist jedoch ungleich höher, da die zumeist selbstständigen Landwirte sowie deren mithelfende Familienangehörige in dieser Statistik nicht auftauchen. Im produzierenden Gewerbe finden 27 Prozent, in Handel, Gastgewerbe und Verkehr 23 Prozent der sozialversicherungspflichtig Beschäftigten ihr Auskommen. In anderen Dienstleistungsberufen sind 48 Prozent der Beschäftigten tätig.

### Landwirtschaft

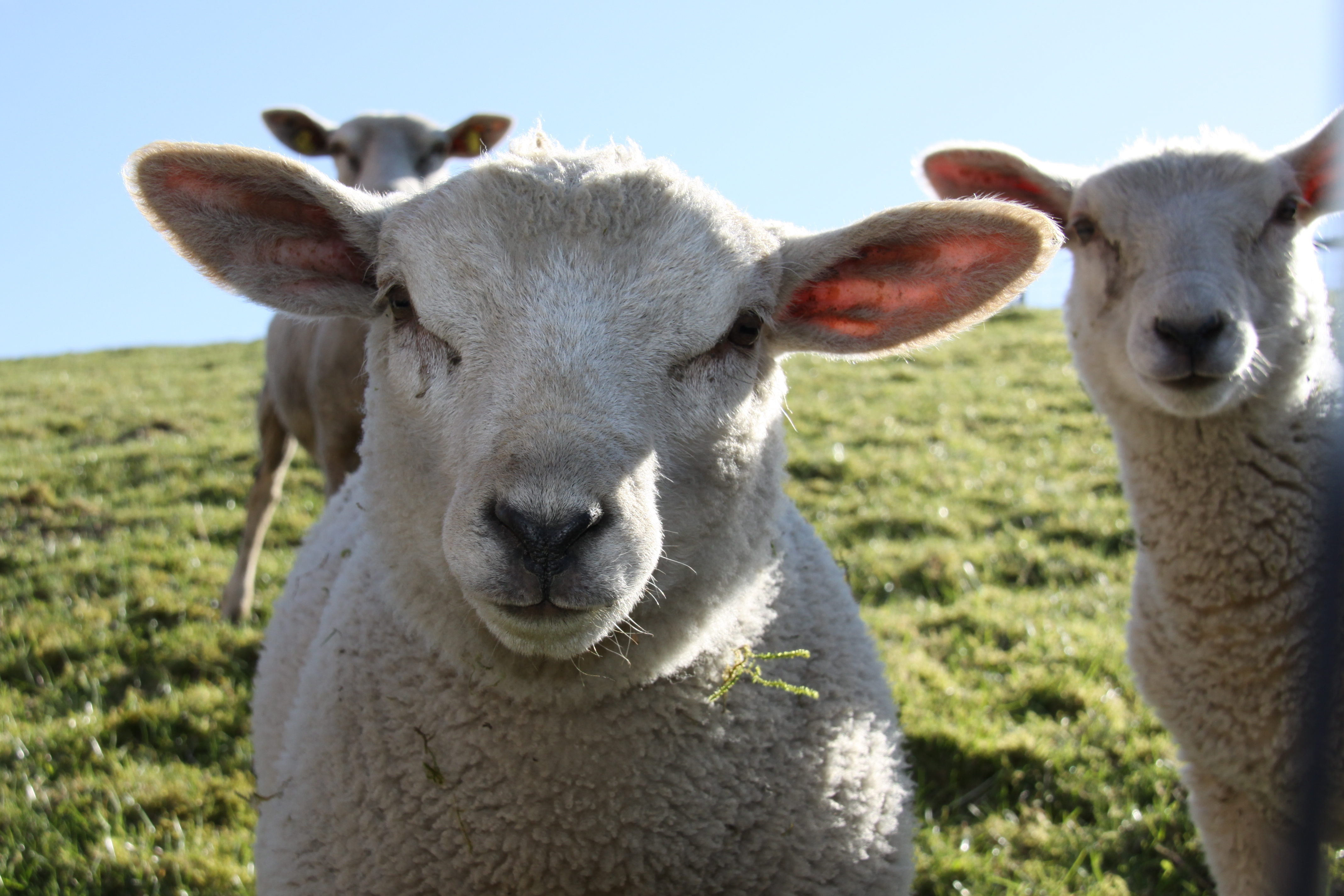
Bei der Unterhaltung des Emsdeichs spielen Schafe (hier bei Terborg) eine wichtige Rolle.

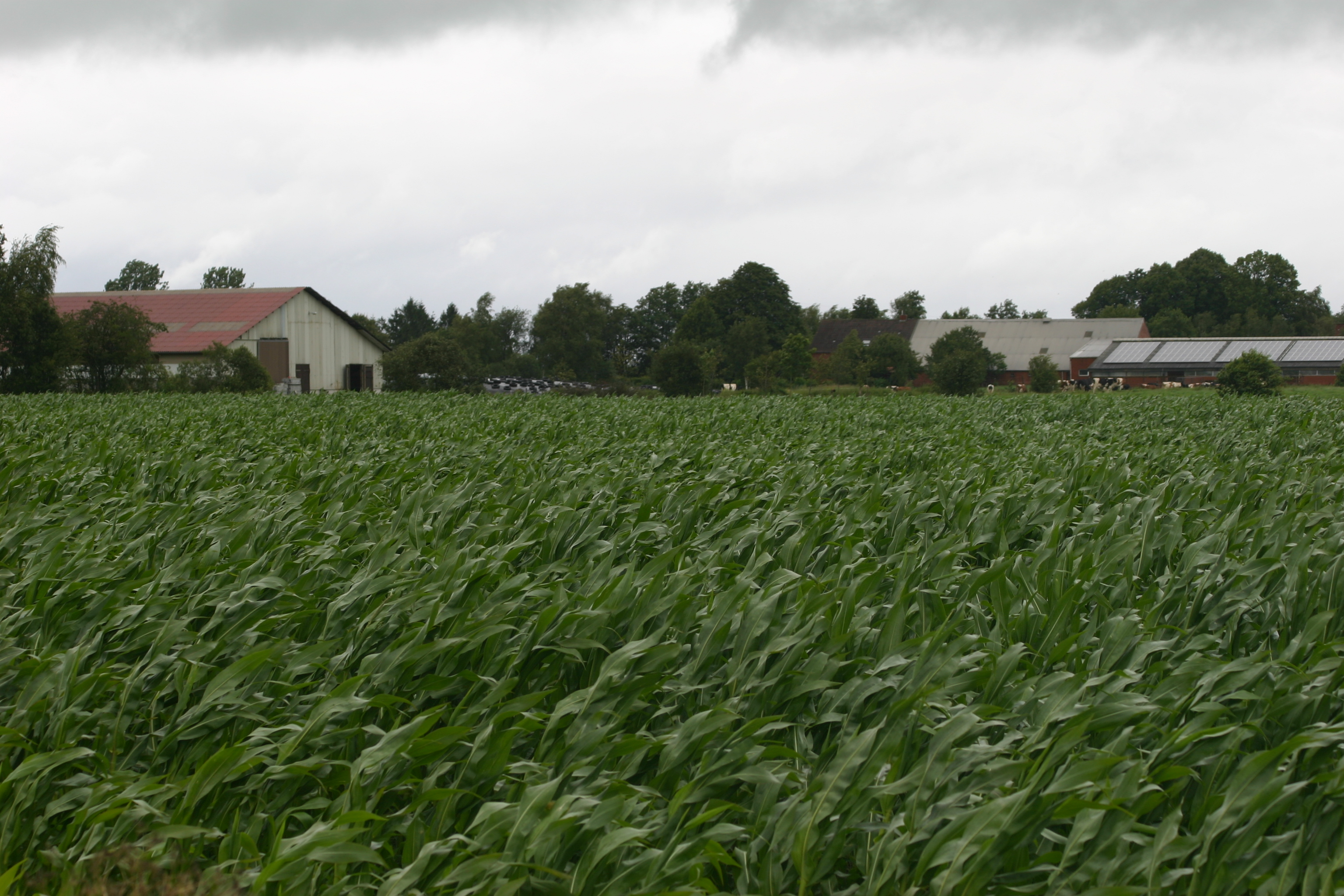
Maisfelder vor Aussiedlerhöfen

In der Gemeinde bewirtschafteten im Jahre 2005 179 landwirtschaftliche Betriebe eine Fläche von 8637 Hektar. Damit lag die durchschnittliche Betriebsgröße bei 48 Hektar. Zehn Jahre zuvor gab es noch 266 landwirtschaftliche Betriebe, die mit einer durchschnittlichen Betriebsgröße von 31 Hektar eine Fläche von 8171 Hektar in Anspruch nahmen.
Die Art des Bodens bedingt seine Nutzung: Auf den abgetorften Moorflächen wird wegen der geringen Bodenwertzahl zumeist Grünlandwirtschaft (Milchwirtschaft) betrieben. Dies betrifft auch weite Teile der Flussmarsch der Ems. Lediglich im Nordwesten des Gemeindegebietes wird in geringem Umfang auch Ackerbau betrieben.
Das Moormerland ist geprägt von der Grünlandwirtschaft und der Milchviehhaltung, die in der Flussniederung, aber auch auf der Geest und im Moor zu finden ist. Beim Ackerbau ist der Anbau von Futterpflanzen vorherrschend. Der Landkreis Leer war 2021 der siebtgrößte Milcherzeuger-Landkreis in Deutschland. Als nach Fläche zweitgrößte Kommune des Landkreises trägt Moormerland zu diesem Umstand erheblich bei. Neben Kühen spielen auch Schafe in einem gewissen Umfang eine Rolle: Sie grasen auf dem Emsdeich, halten dort die Grasnarbe niedrig und trampeln zugleich den Boden fest, was für die Deichsicherheit von Bedeutung ist.
Zusatzeinkünfte verdienen sich Landwirte durch die Vermietung von Zimmern an Feriengäste, aber auch durch den Betrieb von Windkraft- und in zunehmendem Maße Biogasanlagen. Diese Anlagen führen zu einer Flächenkonkurrenz und verteuern die Agrarlandpreise im Landkreis Leer. Insbesondere in den Nachbarregionen Emsland und Oldenburger Münsterland haben sich Landwirte auf die Herstellung von Biogas spezialisiert und benötigen für den Mais-Anbau in zunehmendem Maße auch Flächen im Landkreis Leer.
Das Moormerland hatte schon in historischen Zeiten in den fruchtbaren Flussmarschen für die Siedlung und Landwirtschaft bessere Möglichkeiten als das benachbarte Auricher- und Lengenerland.

### Tourismus

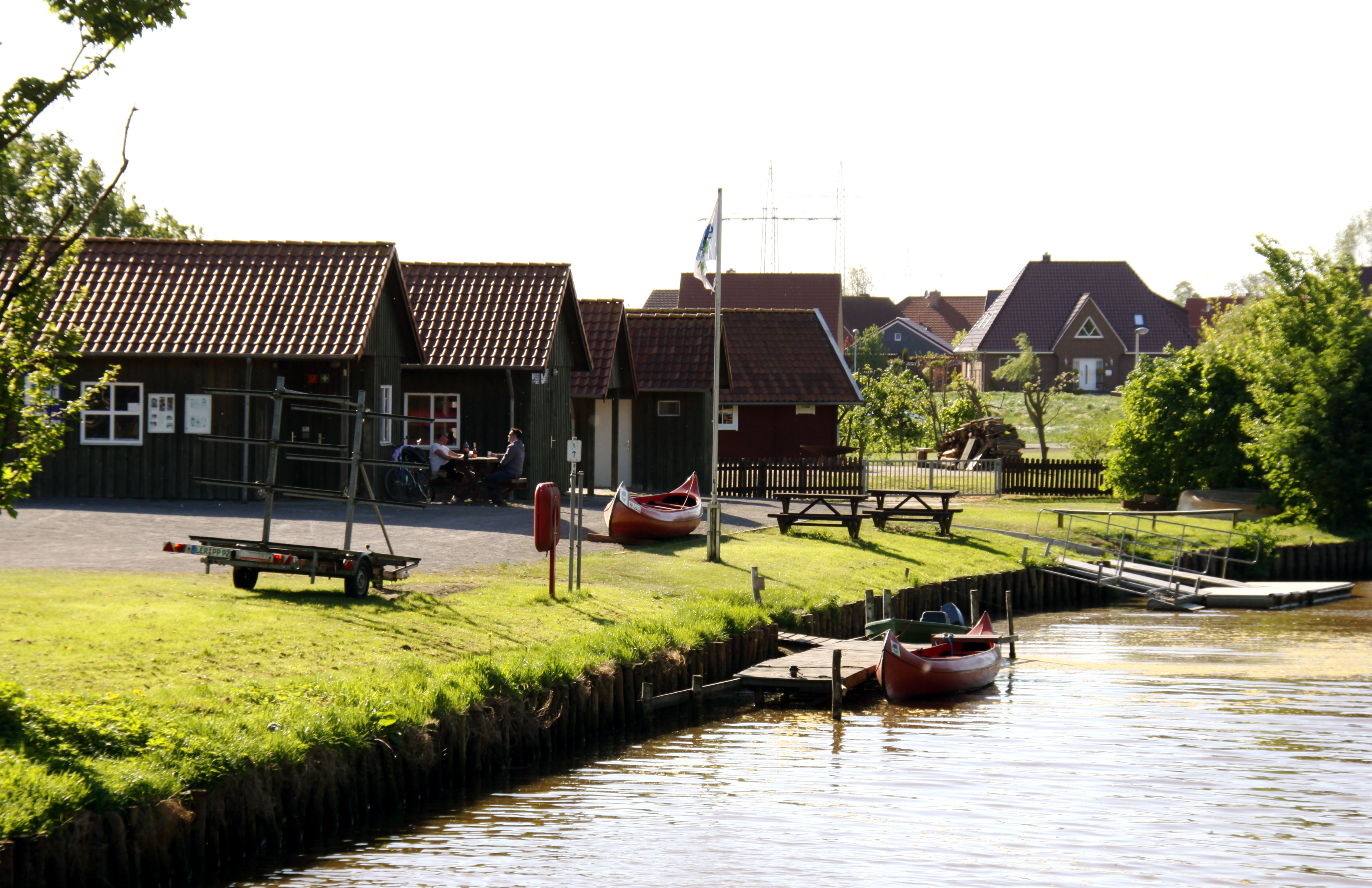
Die Paddel- und Pedalstation

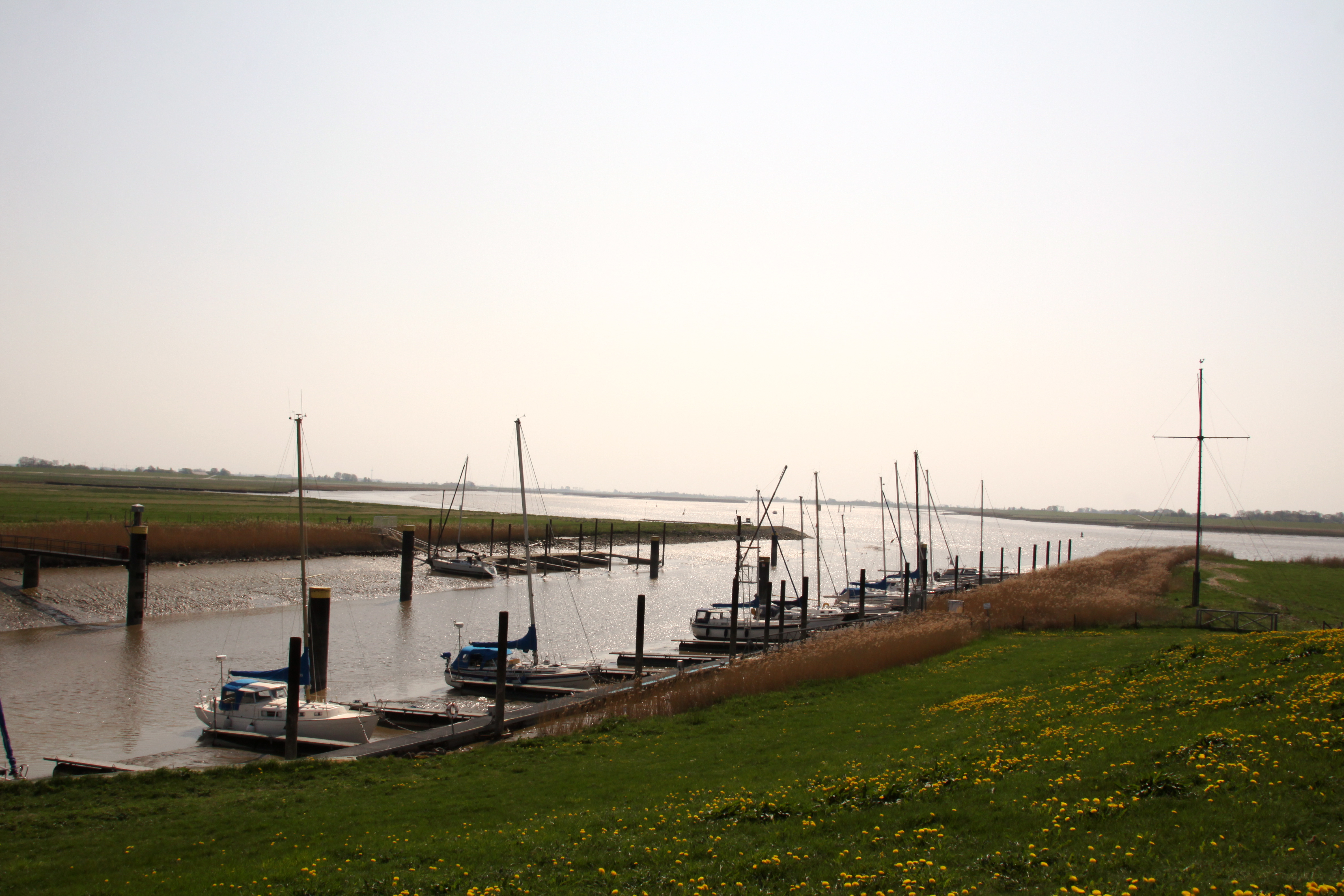
Yachthafen Oldersum

Die Bedeutung des Tourismus hat in den vergangenen Jahren deutlich zugenommen, auch wenn die Übernachtungszahlen klar unter denen der Inseln oder der Küstenbade- und Sielorte liegen. Im Jahr 2010 wurden 73.598 Übernachtungen registriert, das waren 8992 beziehungsweise 13,92 Prozent mehr als im Vorjahr. In der Gemeinde gibt es gegenwärtig 573 Gästebetten. Ein Wohnmobil-Stellplatz ist in Rorichum zu finden, einen Campingplatz gibt es in der Gemeinde hingegen nicht. Im Gegensatz zu den Inseln und einzelnen Küstenbadeorten erhebt die Gemeinde Moormerland keinen Kurbeitrag.
Die Gemeinde macht sich beim Tourismus den Wasserreichtum zunutze und vermarktet besonders Wassersport und Bootstourismus. In den fischreichen Gewässern kann geangelt werden. Ein ehemaliger Baggersee bei Neermoor wurde zum Badesee umfunktioniert. An der Paddel- und Pedalstation am Rorichumer Tief können Touristen Fahrräder und Boote ausleihen und diese an Stationen in anderen Gemeinden wieder abgeben. Yachthäfen befinden sich am Schöpfwerk des Sauteler Siels, in Gandersum und im kleinen Hafen von Oldersum, alle drei unmittelbar an der Ems gelegen. Die Schleuse Oldersum landete beim Wettbewerb Wassersportfreundlichste Schleuse des Deutschen Motoryachtverbands auf Rang zwei von bundesweit 400 Schleusen.
Mit den Mühlen in Neermoor und Warsingsfehn liegt die Gemeinde an der touristischen Themenroute Niedersächsische Mühlenstraße. Durch den Ortsteil Jheringsfehn führt die Deutsche Fehnroute.

### Ansässige Unternehmen

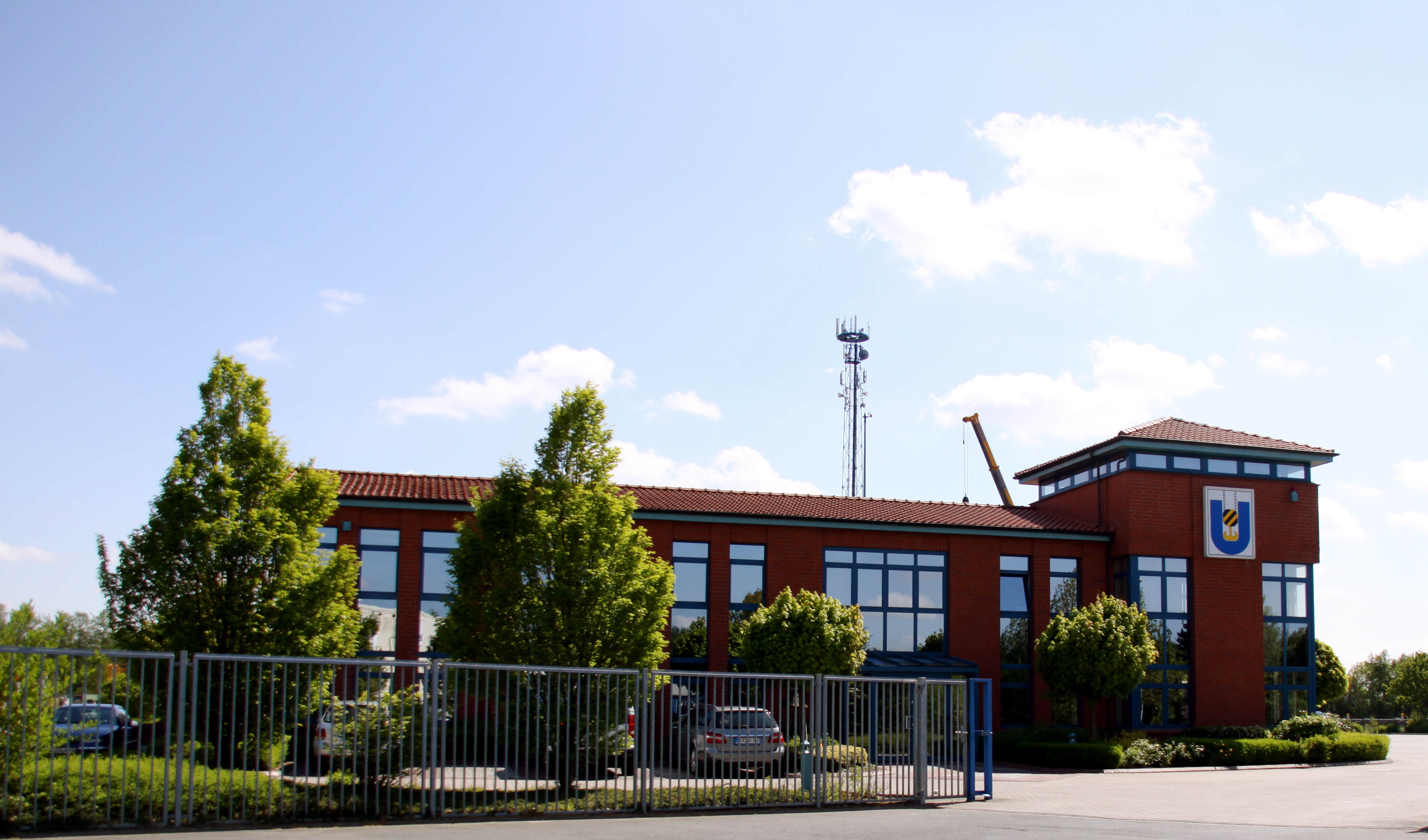
Ulferts Hauptsitz

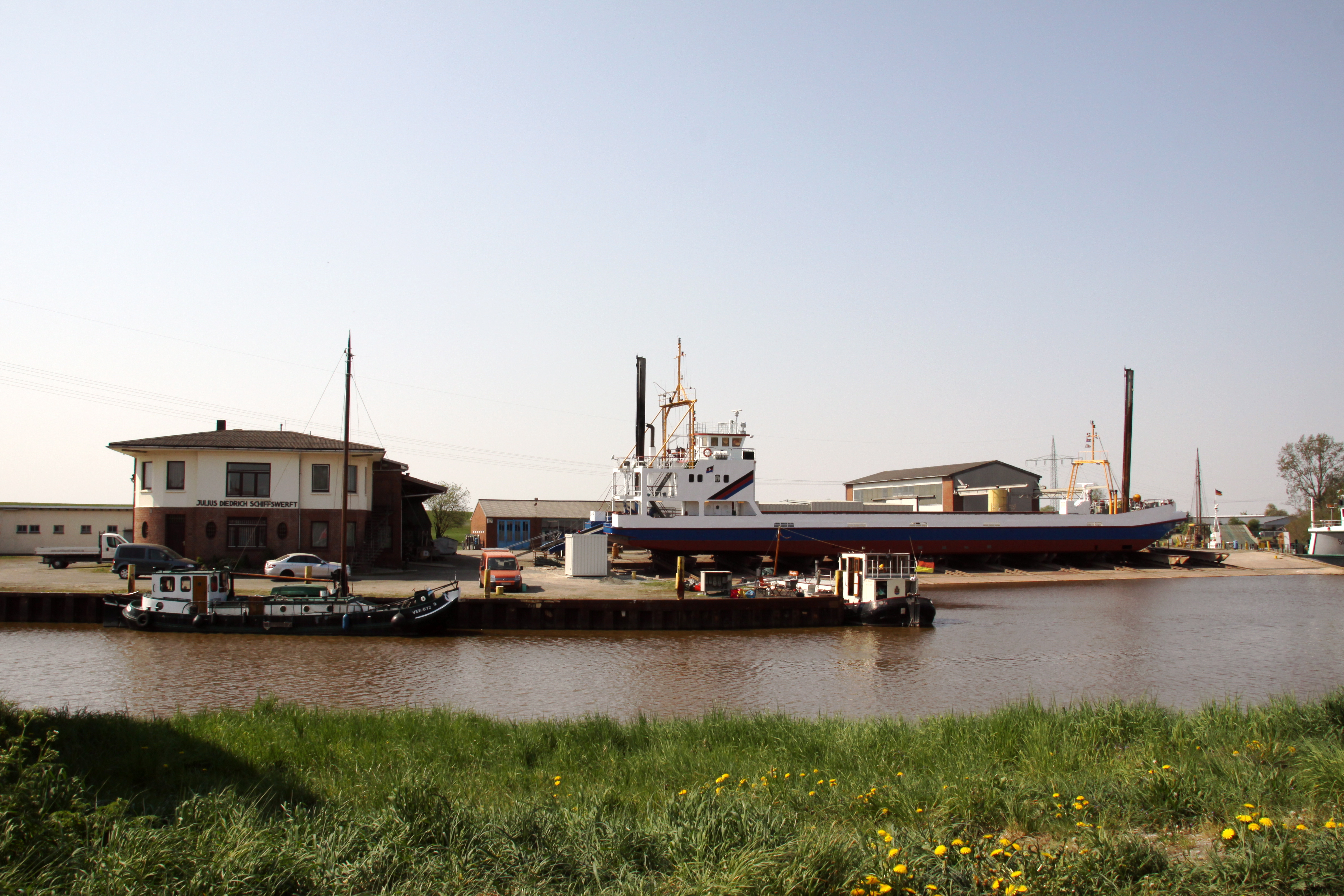
Schiffswerft Diedrich

In den Außenbereichen von Neermoor und Veenhusen baut die Firma Vetra Beton, ein Unternehmen des Holcim-Konzerns, das in Aurich seinen Sitz hat, in nennenswertem Umfang Sand ab. Wenige hundert Meter nordwestlich von Neermoor befindet sich in einem Industriegebiet ein Transportbeton- und Betonfertigteilewerk von Vetra, der einzige Betrieb in diesem Gebiet. Im Ortsteil Tergast liegt das Wasserwerk der Stadtwerke Emden. Im kleinen Oldersumer Hafen baut die Schiffswerft Diedrich unter anderem Fährschiffe zu den Inseln und hält die Schiffe instand. Im Gewerbegebiet Neermoor ist das Unternehmen Ulferts beheimatet, das sich auf Schwertransporte und Autokraneinsätze spezialisiert hat. Ulferts beschäftigt 110 Mitarbeiter und ist nach Übernahmen und Kooperationen im gesamten norddeutschen Raum eines der zehn größten Unternehmen in der Schwerkranbranche Deutschlands. Profitiert hat das Unternehmen vom Boom der Windenergie (Aufstellen der Türme von Windkraftanlagen). Einer der wenigen Industriebetriebe im Moormerland ist die Krantechnik-Sparte der Krefelder Unternehmensgruppe Siempelkamp. Das Unternehmen wurde 1987 als E & W Anlagenbau GmbH in der Gemeinde gegründet und 2008 von Siempelkamp übernommen. Zu den Kunden der Firma gehören Werften in Norddeutschland ebenso wie namhafte deutsche Maschinen- und Anlagenbaufirmen. Der Anlagenbauer Hansa Polytechnik ist ein Hersteller von technischen Produkten aus Stahl, Edelstahl und Aluminium und seit Anfang der 1990er Jahre im Moormerland beheimatet. Die Firma stellte unter anderem sämtliche Schalungsformen der Stelen des Denkmals für die ermordeten Juden Europas im Berliner Regierungsviertel her. Die weiteren Firmen in der Gemeinde Moormerland dienen zumeist der Nahversorgung und sind regional tätig.

### Verkehr

Verkehrsachsen in Ostfriesland: Durch Moormerland (nördlich von Leer) führen die Emslandstrecke und die A 31.

Durch das Moormerland führt die A 31 (Emden–Bottrop) mit drei Anschlussstellen im Gemeindegebiet: Riepe/Oldersum, Neermoor und Veenhusen. Die Autobahn durchzieht, aus Richtung Süden kommend, in einer weiten Linkskurve Moormerland und folgt dem Lauf der wenige Kilometer entfernt fließenden Ems. Der Autobahnabschnitt zwischen Neermoor und Riepe ist der älteste der A 31 und wurde 1975 fertiggestellt. Von etwas geringerer Bedeutung für die Gemeinde sind die Anschlussstellen Leer-West, Leer-Nord und Leer-Ost an der A 31/A 28, abhängig von der Herkunft der Reisenden innerhalb des Gemeindegebietes und dem Fahrtziel. An der Anschlussstelle Neermoor beginnt die Bundesstraße 70. Sie verläuft zunächst etwa zwei Kilometer in Ost-West-Richtung und ändert ihre Richtung im Ortskern von Neermoor. Von führt sie in südlicher Richtung weiter und verlässt das Gemeindegebiet etwa einen Kilometer vor der Anschlussstelle Leer-Nord.
Die Landesstraße 1 führt von Oldersum nördlich zur Autobahn und weiter nach Aurich. Von Emden kommend, verläuft die L 2 am Emsdeich entlang nach Oldersum und Terborg, wo sie landeinwärts nach Neermoor abknickt. Von der Autobahn-Anschlussstelle Neermoor führt die L 14 nach Nordosten über Warsingsfehn in Richtung Timmel und Aurich. Die L 24 von der Autobahn-Anschlussstelle Veenhusen in Richtung Hesel ist die ehemalige Bundesstraße 530, die nach der Fertigstellung des Autobahndreiecks Leer (A 28/A 31) in den 1990er Jahren zur Landesstraße herabgestuft wurde. Vor dem Lückenschluss nahm sie den Verkehr der A 31 aus Richtung Emden auf, der über Hesel zur A 28 in Richtung Oldenburg geleitet wurde. Daraus stammt der für eine Landesstraße hohe Ausbaustandard mit einer Hochstrecke auf einem Damm, zwei höhenungleichen Kreuzungen mit Auffahrten (in Veenhusen und im Südosten Jheringsfehns) sowie breiten Standstreifen.
Durch die Gemeinde führt die Bahnstrecke Rheine–Norddeich Mole, die Züge halten jedoch nicht in Moormerland. Die Bahnhöfe in Neermoor und Oldersum wurden 1979 stillgelegt. Die nächstgelegenen Haltepunkte sind die Bahnhöfe in den Nachbarstädten Leer und Emden. Sie bieten tägliche Intercity-Verbindungen in Richtung Bremen/Hannover und Münster/Köln, der Bahnhof in Leer darüber hinaus eine zweistündliche Verbindung nach Groningen.
Oldersum hat einen kleinen Hafen an der seeschiffstiefen Ems. Im Hafen ist eine kleinere Werft ansässig. Oldersum ist auch der Endpunkt des Ems-Seitenkanals, der im Emder Hafen beginnt und parallel zur Ems entlangführt. Er wurde im Zuge des Baus des Dortmund-Ems-Kanals angelegt, damit Binnenschiffe, die emsaufwärts fuhren, nicht durch die Große Seeschleuse in Emden geschleust werden mussten: Die Binnenschiffe wurden dadurch nicht dem Seegang auf dem Dollart ausgesetzt. Stattdessen fuhren sie bis Oldersum und wurden dort in die Ems geschleust. Der Seitenkanal hat aber ebenso wie die Fehnkanäle heute für die kommerzielle Binnenschifffahrt keine Bedeutung mehr und dient nur noch dem Ausflugsverkehr.
Die nächstgelegenen Flugplätze liegen in Emden und Leer, wobei sich der Leeraner Flugplatz unmittelbar hinter der Südgrenze des Gemeindegebietes befindet. Der nächstgelegene internationale Verkehrsflughafen mit Linienverkehr ist in Bremen.

### Medien
Moormerland gehört zum im Verbreitungsgebiet der Ostfriesen-Zeitung, die praktisch eine Monopolstellung in der Gemeinde hat. Lediglich im äußersten Nordwesten der Gemeinde, an der Grenze zu Emden, ist zum Teil die Emder Zeitung verbreitet. Verschiedene anzeigenfinanzierte Blätter (Neue Zeitung, Sonntags-Report und andere) erscheinen wöchentlich beziehungsweise monatlich und ergänzen die lokale Berichterstattung. Aus der Gemeinde berichtet zudem der Bürgerrundfunksender Radio Ostfriesland.

### Öffentliche Einrichtungen
Neben der Gemeindeverwaltung und ihren Betrieben in Moormerland ist in Warsingsfehn eine Polizeistation eingerichtet. Ihr Einsatzgebiet umfasst neben Moormerland die Samtgemeinden Hesel und Jümme sowie die Gemeinde Uplengen. Der Entwässerungsverband Oldersum und die Moormerländer Deichacht, beides Körperschaften öffentlichen Rechts, haben ihren Sitz in Oldersum. Sie sind für den Deichbau und -erhalt sowie die Entwässerung des Verbandsgebietes zuständig, das das gesamte Gemeindegebiet Moormerlands, aber auch weite Teile des Hinterlands bis in die Gemeinde Großefehn, umfasst. Behörden wie Finanzamt, Arbeitsagentur, Amtsgericht, Katasteramt befinden sich im benachbarten Leer, wo auch die Kreisverwaltung ihren Sitz hat und sich die nächstgelegenen Krankenhäuser befinden. Der Rettungsdienst wird vom DRK organisiert, das Rettungswachen in Leer und Hesel unterhält. Für die Feuerbekämpfung sind Freiwillige Feuerwehren zuständig.

### Bildung

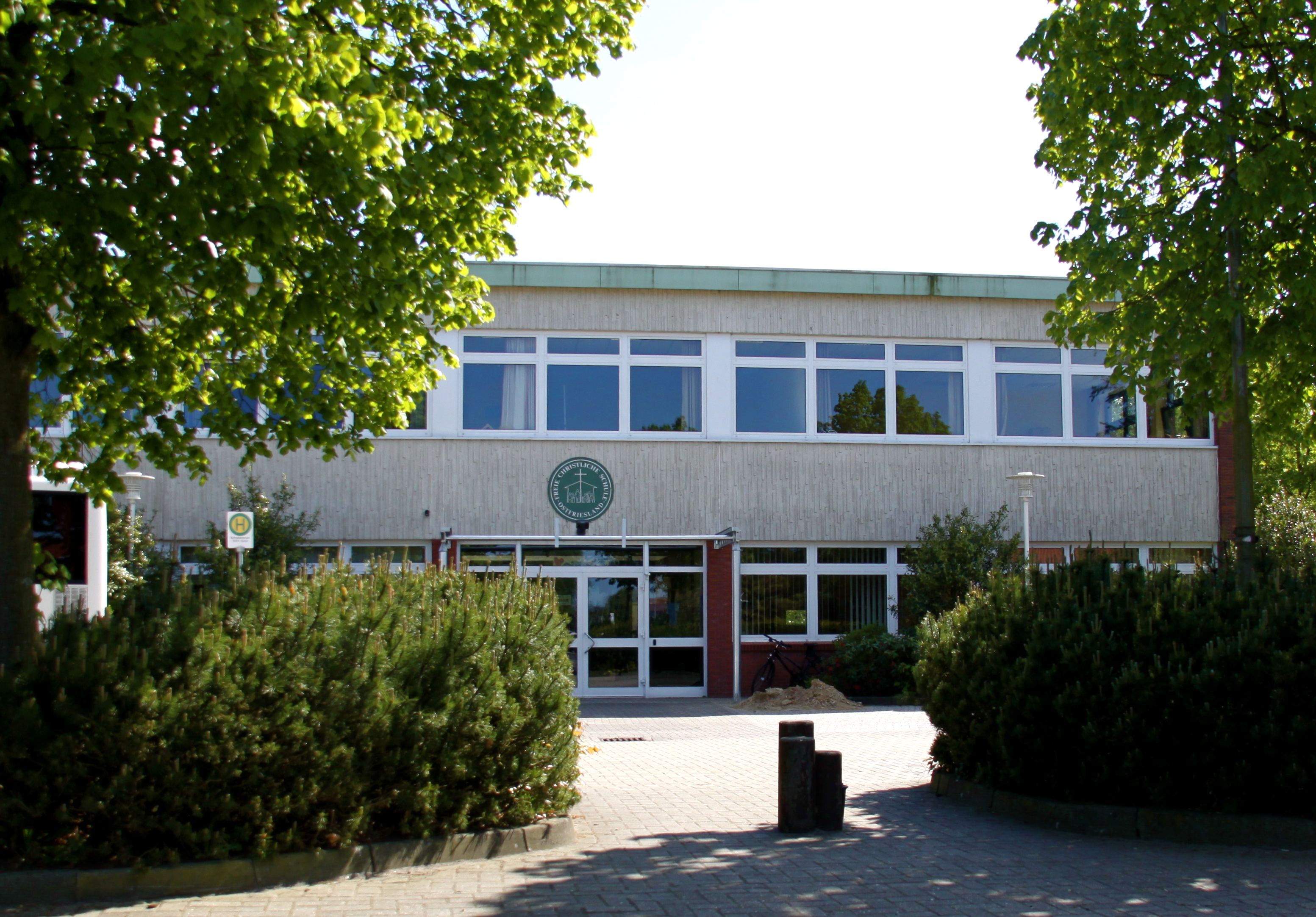
Die Freie Christliche Schule Ostfriesland

Im Schulzentrum Moormerland in Warsingsfehn ist die Integrierte Gesamtschule (IGS). Grundschulen gibt es in den Ortsteilen Oldersum, Neermoor, Veenhusen, Jheringsfehn und Warsingsfehn, in letzterem zwei. Die Schule am Fehntjer Berg in Warsingsfehn ist eine Förderschule mit dem Schwerpunkt Lernen. In Veenhusen befindet sich die Freie Christliche Schule Ostfriesland, die als Gesamtschule mit den Jahrgängen 1 bis 13 konzipiert ist. Träger der Schule ist der Verein für Evangelische Schulerziehung in Ostfriesland (VES), in dem sich Eltern und Förderer aus verschiedenen Kirchen, Freikirchen und Gemeinschaften zusammengeschlossen haben. Ein Gymnasium gibt es in Moormerland nicht, die nächstgelegenen sind das Ubbo-Emmius-Gymnasium und das Teletta-Groß-Gymnasium in Leer. Dort sind auch berufsbildende Schulen zu finden. Für die frühkindliche Bildung stehen in der Gemeinde Moormerland sieben Kindergärten und Kindertagesstätten zur Verfügung: drei in Veenhusen und je eine(r) in Jheringsfehn, Neermoor, Oldersum und Warsingsfehn. Unter den drei Veenhuser Einrichtungen befindet sich die der Baptistengemeinde verbundene Kindertagesstätte Spatzennest. Seit 2006 betreibt die Gemeinde ein eigenes Sozialwerk, dem die Tagesstätte und die sozialpädagogische Einrichtung Moormerland-Kids angehören. Die nächstgelegene Fachhochschule ist die Hochschule Emden/Leer, die nächstgelegene Universität die Carl von Ossietzky Universität Oldenburg.

## Persönlichkeiten

### Söhne und Töchter der Gemeinde

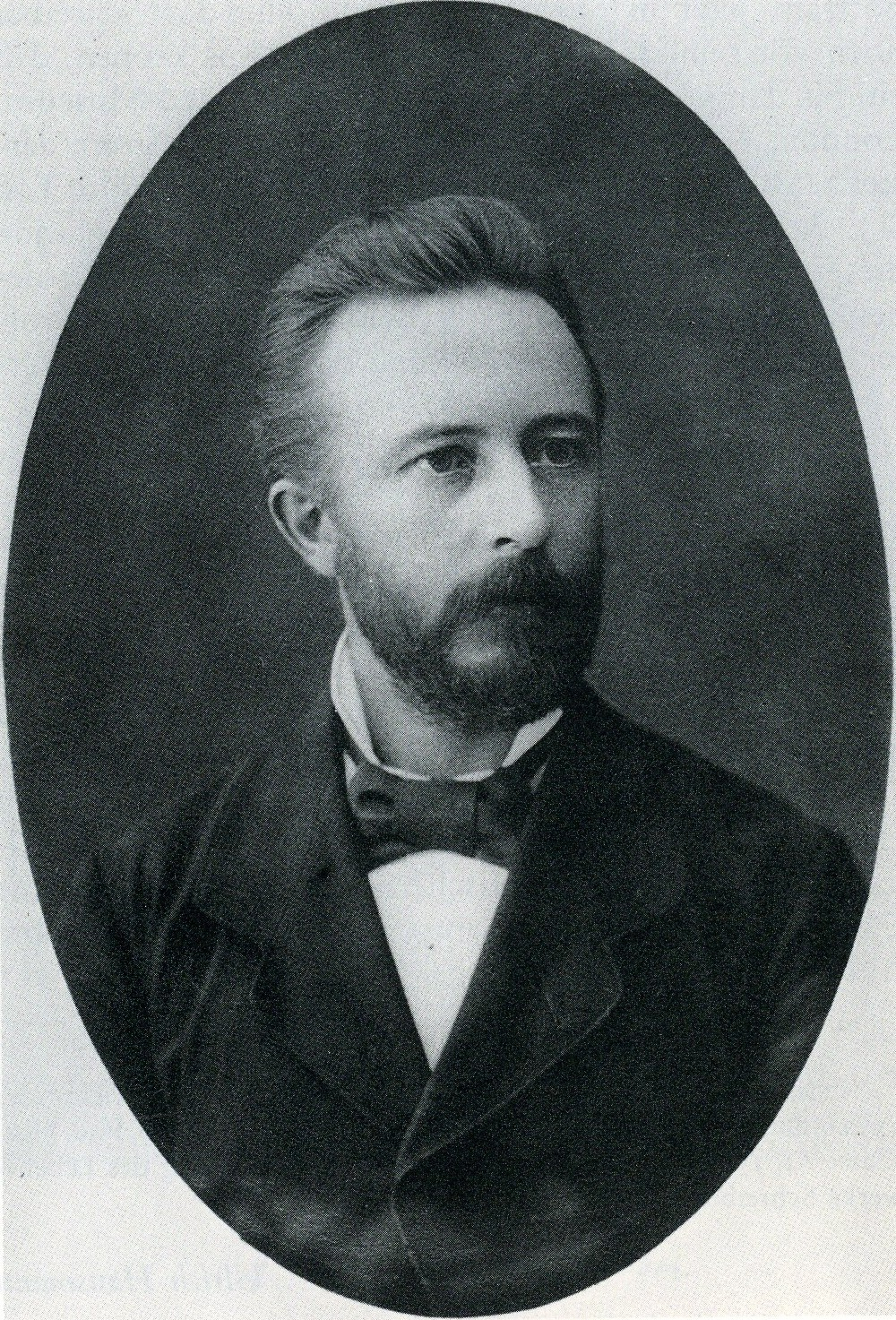
Habbo Gerhard Lolling

Zu den berühmtesten Personen, die auf dem Gebiet der Gemeinde geboren wurden, zählen mehrere Wissenschaftler. Auch drei regionale Abgeordnete im Niedersächsischen Landtag und im Deutschen Bundestag befinden sich unter den Söhnen und Töchtern der Gemeinde.
Der ostfriesische Häuptling Uko Fockena wurde vermutlich in Oldersum geboren.
Im Bereich der Wissenschaft sind der Theologe und Heimatforscher Otto Galama Houtrouw (geboren 1838 in Gandersum) und der Archäologe Habbo Gerhard Lolling (geboren 1848 in Tergast) zu nennen. Ebenfalls als Heimatforscher war Gerhard Canzler tätig, der 1929 in Neermoor das Licht der Welt erblickte. Ommo Grupe (geboren 1930 in Warsingsfehn) gilt als Nestor der deutschen Sportwissenschaft: Er habilitierte sich 1968 als Erster in dieser Disziplin in der Bundesrepublik. Der Volkswirtschaftler und frühere Staatssekretär im Bundesministerium für Wirtschaft Johann Eekhoff wurde 1941 in Boekzetelerfehn geboren.
Weitere bekannte Söhne Moormerlands sind Johann Temmen, geboren 1886 in Neermoor, SPD-Bundestagsabgeordneter während der ersten Wahlperiode von 1949 bis 1953, Harm Weber, 1928 in Warsingsfehn geboren, Bürgermeister und SPD-Landtagsabgeordneter, sowie Anton Lücht, geboren 1948 in Warsingsfehn, der bis 2014 Bürgermeister der Gemeinde war und von 1998 bis 2003 für die Sozialdemokratische Partei dem Niedersächsischen Landtag angehörte.

### Weitere Persönlichkeiten
Der ostfriesische Häuptling Focko Ukena, geboren in Dykhusen in der heutigen Provinz Groningen (Niederlande), war im 15. Jahrhundert der Gegenspieler der mächtigen ostfriesischen Häuptlingsfamilie tom Brok. Er war vermutlich der jüngste Sohn Ukos, des Häuptlings von Neermoor. Nach dem Beamten Sebastian Eberhard Jhering (1700–1759), Urgroßvater des Juristen Rudolf von Jhering, wurde der Ortsteil Jheringsfehn benannt. Der 1889 in Esens geborene Pastor und Astronom Johann Gerhard Behrens, der sich als Pastor gegen das NS-Regime auflehnte, verbrachte die Zeit seines Vikariats in Warsingsfehn und starb später auch dort.

### Ehrenbürger
Der frühere Moormerländer Bürgermeister, Landrat des Landkreises Leer und SPD-Landtagsabgeordnete Harm Weber ist seit 2008 Ehrenbürger der Gemeinde.